# American Museum of Natural History
Az American Museum of Natural History (rövidítve AMNH), magyarul Amerikai Természetrajzi Múzeum New York Manhattan kerületének északnyugati részén elhelyezkedő múzeum, a világ egyik legnagyobb természetrajzi múzeuma. A 26 épületből álló épületegyüttes a Theodore Roosevelt Parkban fekszik, melyet egyetlen út választ el a Central Parktól. A múzeum 45 állandó tárlatnak ad otthont, planetárium és könyvtár is található benne. A múzeum gyűjteménye több mint 34 millió kiállítási tárgyat tartalmaz. Ezek között növények, állatok, fosszíliák, ásványok, kőzetek, meteoritok, emberi maradványok és a humán kultúra emlékei találhatók, melyeknek egyszerre csak töredékét lehetséges bemutatni. A múzeum területe 190 000 m². A múzeumnak 225 főállású tudományos munkatársa van, évente 120 terepi kutatóexpedíciót támogat, látogatóinak száma évente mintegy ötmillió.
A múzeum küldetési nyilatkozata: „Tudományos kutatás és oktatás útján felfedezni, értelmezni és terjeszteni az emberi kultúrával, a természet világával és az univerzummal kapcsolatos ismereteket”.

## Története

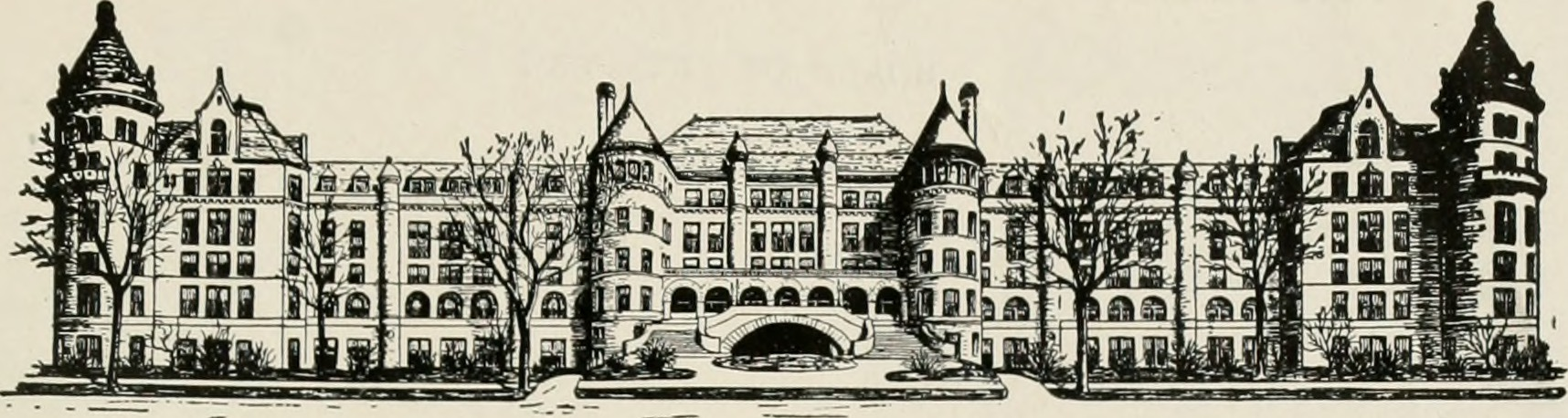
A múzeum déli homlokzatának rajza

### Alapítása

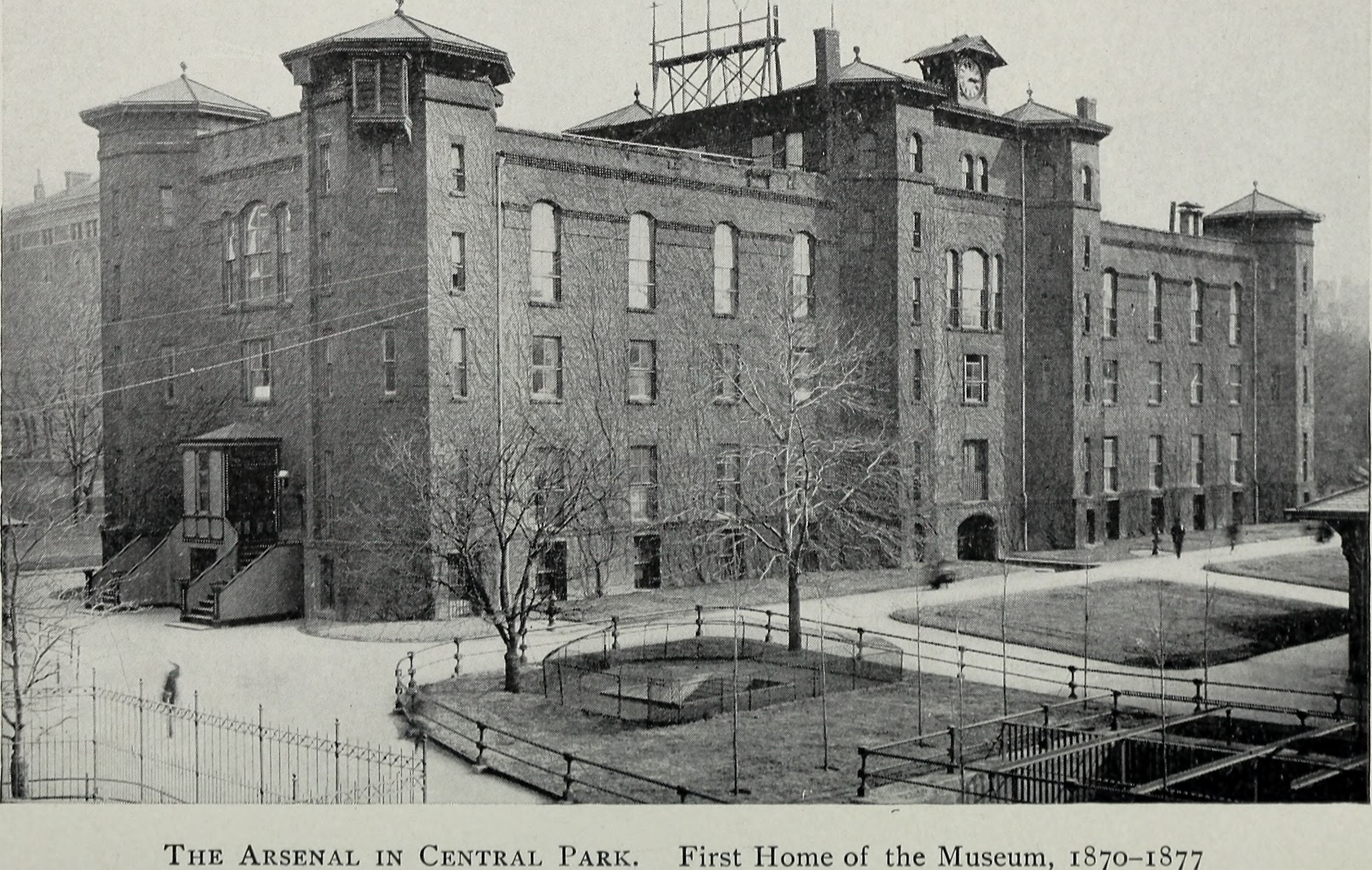
A múzeumnak 1869-től 1877-ig az Arsenal adott otthont

A jelenlegi épületegyüttes építésének megkezdése előtt a múzeumnak a Central Parkban található Arsenal épülete adott otthont. Theodore Roosevelt későbbi elnök édesapja, idősebb Theodore Roosevelt volt az egyik alapító. További alapítók: John David Wolfe, William T. Blodgett, Robert L. Stuart, Andrew H. Green, Robert Colgate, Morris K. Jesup, Benjamin H. Field, D. Jackson Steward, Richard M. Blatchford, J. P. Morgan, Adrian Iselin, Moses H. Grinnell, Benjamin B. Sherman, A. G. Phelps Dodge, William A. Haines, Charles A. Dana, Joseph H. Choate, Henry G. Stebbins, Henry Parish és Howard Potter. A múzeum megalapítása Dr. Albert S. Bickmore természettudós álmát váltotta valóra. Bickmore, Louis Agassiz zoológus egykori tanítványa éveken át fáradhatatlanul lobbizott egy New York-i természetrajzi múzeum létrehozásáért. Nagy hatalmú szponzorainak támogatását élvező javaslata elnyerte New York állam kormányzójának, John Thompson Hoffmannak a tetszését, aki 1869. április 6-án aláírta az American Museum of Natural History megalapítását lehetővé tevő törvényt.

### Kivitelezés

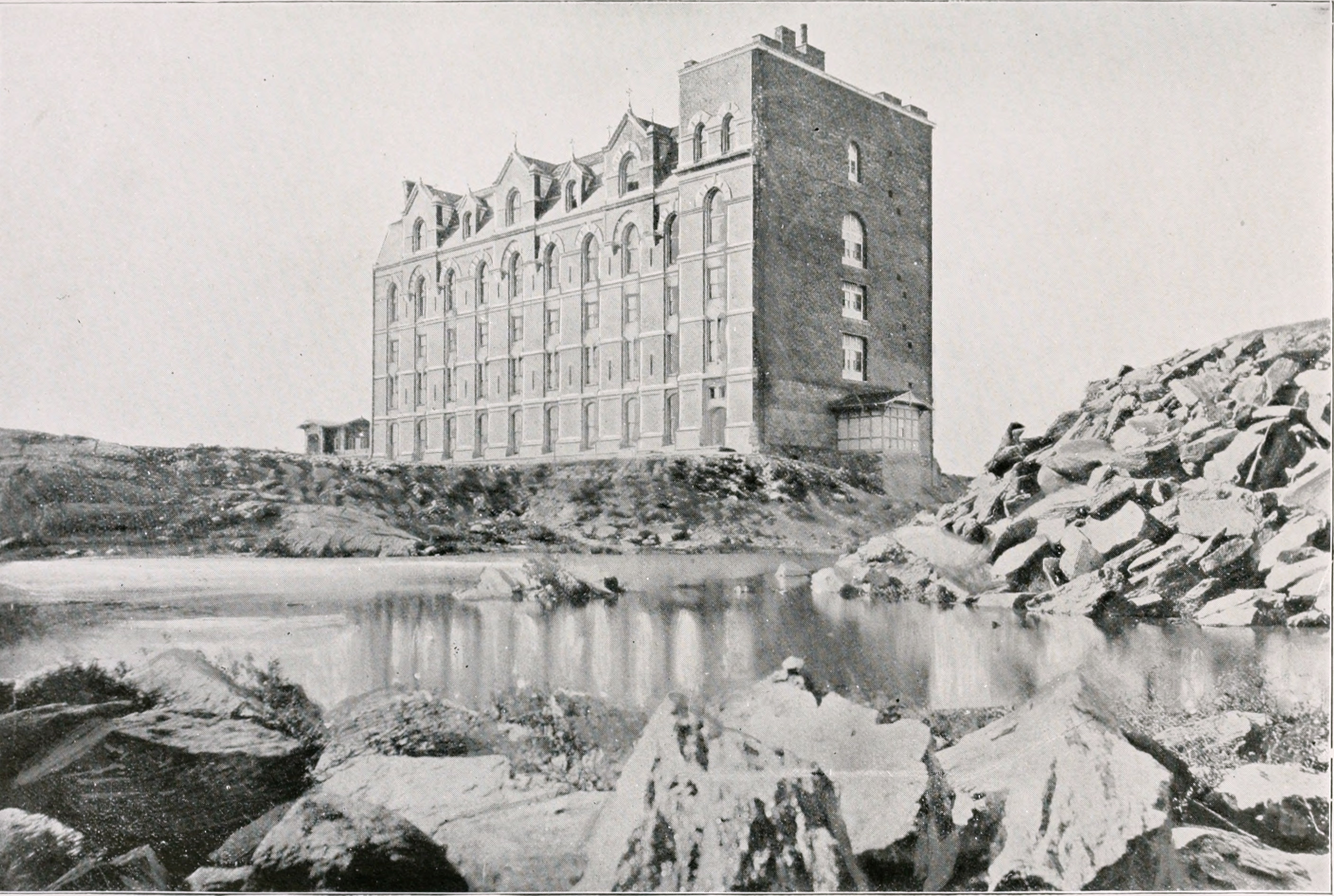
Ezt az épületrészt 1874-ben kezdték építeni, és 1877-ben nyitotta meg kapuit. Ebben az épületben található az északnyugati parti indiánok csarnoka, az afrikai népek csarnoka, az észak-amerikai madarak csarnoka és a gerincesek eredetének csarnoka

A múzeum első épületének alapkövét 1874-ben helyezték el. Ezt az épületet ma már eltakarja az épületkomplexum többi része. Az 1877-ben átadott, neogótikus stílusban készült épületet Calvert Vaux és J. Wrey Mould tervezte, mindkét építész sok szálon kapcsolódott a Central Park építészetéhez.

### Bővítés

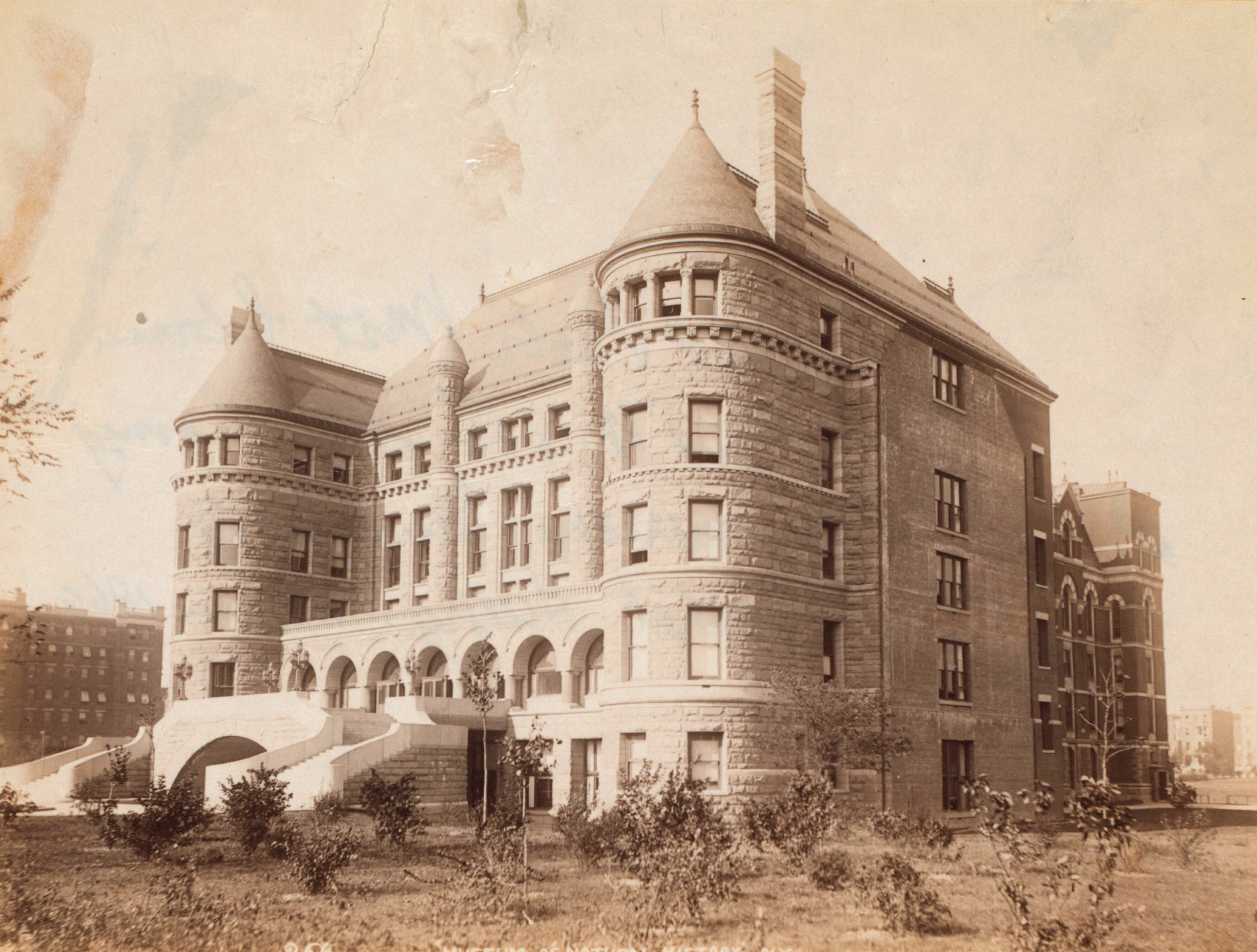
Ez az épület a 19. század végére készült el. A mellette felépítendő további épületeket a 20. század elején adták át. Ebben az épületben található a nagy geléria, a világ madarainak csarnoka, a főemlősök csarnoka, és a Wallach-tájékoztatóközpont

Az eredeti épület átadását hamarosan a múzeum déli szárnya követte, melyet J. Cleaveland Cady tervezett. Az épület rusztikus hatást adó barna homokkőből épült neoromán stílusban, létrejöttére nagy hatást gyakorolt H. H. Richardson. Az épületszárny 210 m hosszan húzódik a nyugati 77. utca mentén, saroktornyai 45 m magasak. Az építéséhez használt rózsaszín árnyalatú barna homokkő és gránit a New York állambeli Pitcon kőbányáiból származik.
A New York állam által Theodore Rooseveltnek emléket állító Central park felőli bejáratot John Russell Pope fejezte be 1936-ban a párizsi Beaux-Arts akadémia építészeti stílusában. A bejárat egy hatalmas, román stílusban épült csarnokba vezet, ahol a látogatókat egy Barosaurus csontváza fogadja, amint éppen kicsinyeit védi egy Allosaurustól. A múzeum a 77. utca felőli előcsarnokon át is megközelíthető, melynek neve Grand Gallery, itt egy felfüggesztett haida kenu látható. A csarnok a múzeum legrégebbi, ma is megtekinthető kiállításához, a nyugati part bennszülött népeit bemutató terembe vezet.

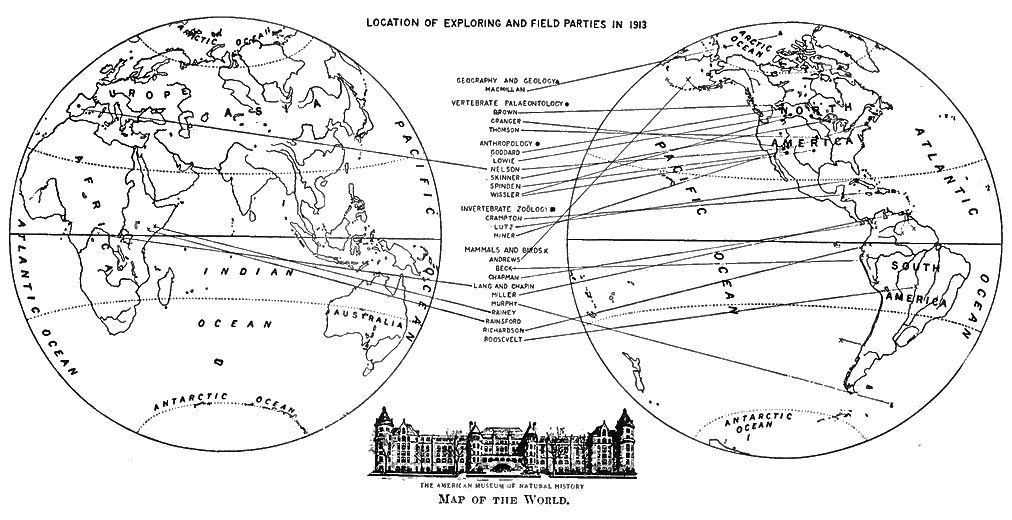
Az 1913-as gyűjtőexpedíciók helyszínei

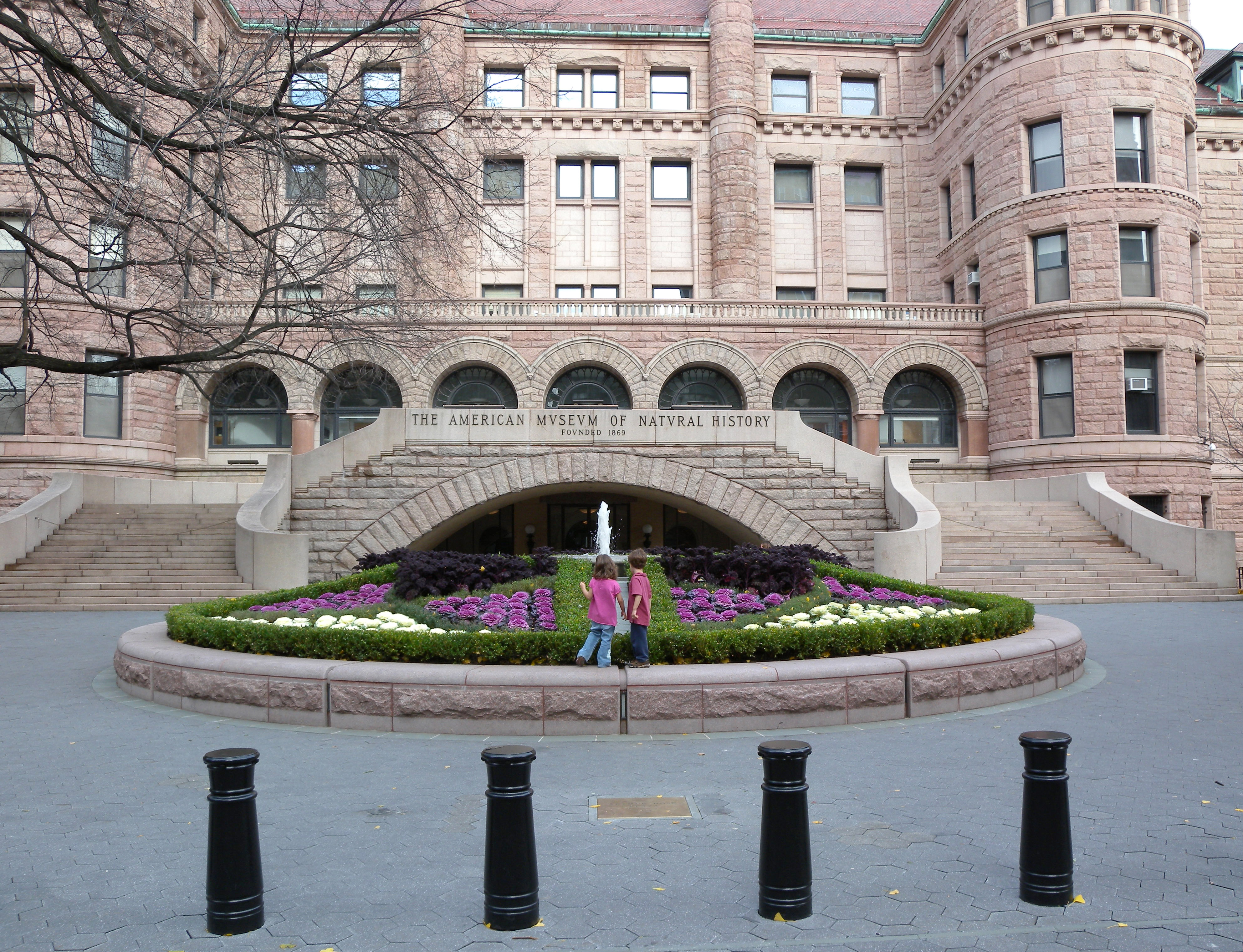
A múzeum 77. utca felőli régi bejárata

### Későbbi bővítések, felújítások, helyreállítások és átszervezések
1930 óta keveset változtattak az eredeti épület külső részén. 1990 óta Kevin Roche építész és irodája felel a múzeum komplett átépítési terveinek elkészítéséért. Mind az épület külsején, mind a belsején többféle felújítást végeztek. A dinoszauruszok csarnokának felújítása 1991-ben kezdődött, és a múzeum 2010-ben felújíttatta  a Roosevelt-emlékcsarnok falfestményét is. A nyolcszintes AMNH-könyvtár terveit a Roche-Dinkeloo cég készítette el 1992-ben. A teljes komplett terv azonban nem valósult meg, és 2015-re a múzeum 25, lazán kapcsolódó épületből állt.
A múzeum 77. utca felőli déli homlokzatát a Central Park West és a Columbus Avenue között 2009-ben tatarozták. A múzeum egyik szóvivője, Steven Reichl szerint a munkák kiterjednek a 650 feketecseresznyéből készült ablakkeretre is, és a szükséges kőművesmunkákat is elvégzik.
A múzeum 2014-ben egy 325 millió dolláros tervet mutatott be a Columbus Avenue oldali 18 000 m²-es épületszárnyra, mely a Richard Gilder Tudományos, Oktatási és Innovációs Központnak ad helyet. Az új épület rózsaszín gránittal borított homlokzata, a múzeumban is látható természetes topográfiai elemek, kőzetrétegek, gleccserbarlangok, kanyonok  által inspirált textúrájával, lekerekített vonalvezetésével éles kontrasztot fog mutatni a múzeum épületében túlsúlyban lévő  viktoriánus gót, Richardson-féle neoromán és a francia Beaux arts építészeti stílusokkal. Az épületbe a Columbus Avenue felől a 79. utcától északra fekvő új bejáraton lehet majd bejutni. Belül többszintes tárolólétesítmény, termek, rovarcsarnok, és egy színházterem lesz. Az eredeti elképzelés szerint ez az épületszárny a meglévő múzeumtól  délre épült volna fel, a Theodore Roosevelt Park egy részét elfoglalva, ám a parkot féltők ellenállása miatt területét csökkentve áthelyezik a nyugati oldalra. Az épületszárny a Columbus Avenue keleti oldalán három épület helyén épül fel, a meglévő múzeumhoz több mint 30 helyen csatlakozik, a jelenlegi épületek magasságának megfelelően hat szintes lesz. A terveket tüzetesen megvizsgálta New York városképért felelős bizottsága is. 2016. október 11-én a bizottság egyhangúlag jóváhagyta a bővítési terveket. A Gilder-központ építése, melynek alapkövét a tervezés és a környezetvédelmi hatásvizsgálat utáni évben le kellett volna tenni, három, 1874 és 1935 között emelt épület lebontását vonja magával. A múzeum 2017 augusztusában beadta az építési engedélyre vonatkozó hivatalos dokumentumokat, de a közösségi ellenállás miatt az építkezés csak 2019 júniusában kezdődhetett el. A projektbefejezését 2022-re várták, de az csak 2023-ban ért véget.
Az építészetiekkel összemérhető szervezeti változás, hogy több más múzeum példáját követve a múzeum az összes emberi maradványt eltávolítja kiállításairól. A múzeum igazgatója, Sean Decatur szerint „az emberi maradványok gyűjtését a hatalom rendkívüli egyenlőtlenségei tették lehetővé”. Az egyre terjedő múzeumi gyakorlat szerint az egykori fekete rabszolgák és indiánok (főleg) koponyagyűjteményeinek kiállítása „kegyeletet sért”. Az amerikai képviselőház egy törvényt is elfogadott a maradványok visszaszolgáltatásáról, ebből  azonban nem derül ki, hogy azokat hogyan lehetne azonosítani, és milyen körülmények között kellene tárolni, és egyáltalán kiknek kéne visszaszolgáltatni.

### Igazgatói
A múzeum első két igazgatója John David Wolfe (1870–1872) és Robert L. Stuart (1872–1881) volt, mindketten az alapítók közül kerültek ki. A múzeum csak a harmadik igazgató, a szintén alapító Morris K. Jesup terminusával, 1881-ben került szilárd alapokra. Jesup több mint 25 évig töltötte be a tisztséget, felügyelete alatt valósult meg a múzeum bővítése, és erre az időre tehető a kutatás és gyűjteménybővítés aranykora. Halála után, 1906-ban Henry Fairfield Osbornt nevezték ki negyedik igazgatónak. Osborn folytatta a múzeum bővítését, a világ egyik legkiválóbb természetrajzi múzeumává alakítva azt. További igazgatók: F. Trubee Davison (1933 – 1951), A. Perry Osborn ügyvezető igazgató (1941-1946), Alexander M. White (1951-1968). Gardner D. Stout (1968-1975). Robert Guestier Goelet (1975-1988). George D. Langdon, Jr. (1988-1993). A múzeum igazgatója 1993 óta Ellen V. Futter.

### A múzeummal kapcsolatban álló neves szakemberek
A múzeummal kapcsolatban álló neves szakemberek: Henry Fairfield Osborn paleontológus és geológus; Roy Chapman Andrews a Góbi-sivatag dinoszauruszvadásza (Indiana Jones karakterének egyik megihletője); Yvette Borup Andrews fényképész; George Gaylord Simpson; Ernst Mayr biológus; Franz Boas és Margaret Mead kulturális antropológusok; Alexander H. Rice, Jr. kutató és földrajztudós; Robert Cushman Murphy ornitológus.  J. P. Morgan a múzeum egyik neves adományozói közé tartozik.

## Emlősök csarnokai

### Óvilági emlősök

#### Az afrikai emlősök csarnoka

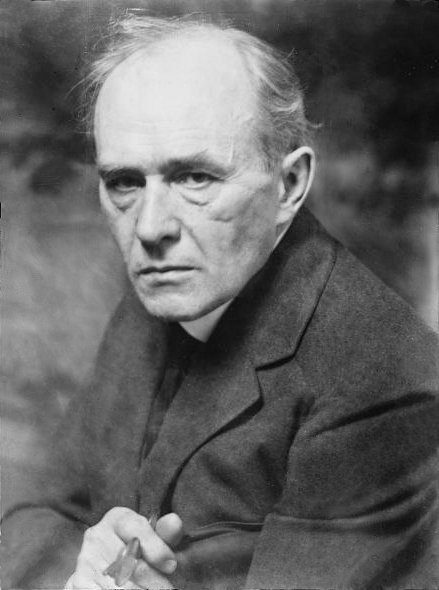
Carl Akeley, az afrikai emlősök csarnokának névadója

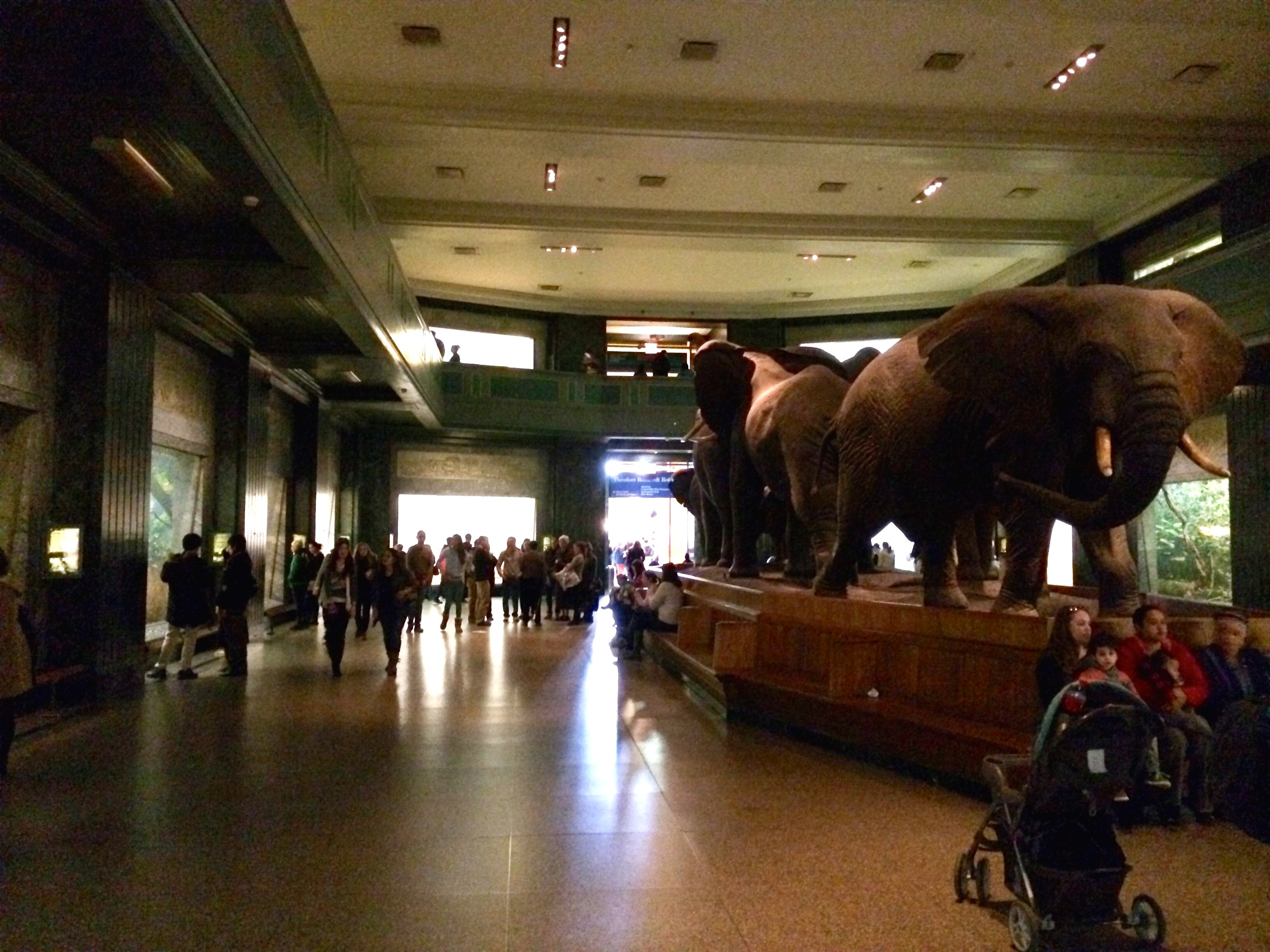
Az Akeley-csarnok

A Carl Akeley állatpreparátorról elnevezett Akeley-csarnok egy két szintet elfoglaló csarnok, mely közvetlenül a Theodore Roosevelt körcsarnok mögött található. 28 diorámája aprólékos részletességgel mutatja be az afrikai ökoszisztémát és a benne található endemikus emlősöket. A csarnok közepén, fő elemként egy nyolc elefántból álló csorda látható. Bár a diorámák fő témáját az emlősök képezik, némelyikben az adott régió madarai és flórája is látható. Az Akeley-csarnok létrejötte óta az ott látható fajok közül sok veszélyeztetetté vált, némelyek súlyosan veszélyeztetettek, sok helyről eltűntek az erdők. Ennek ellenére egyetlen faj sem halt ki, részben Carl Akeley munkájának köszönhetően. A csarnokból átjárás van az afrikai népek csarnokába.

##### Története
Az afrikai emlősök csarnokának létrehozását elsőként Carl Akeley javasolta a múzeumnak, még 1909-ben. Eredeti elképzelése negyven dioráma kialakítását célozta, melyekben Afrika gyors ütemben eltűnő tájait és állatait mutatták volna be. Szándéka szerint a csarnokba lépő látogatónak „rossz esetben az az illúziója legyen, hogy az ősi Afrika képei előtt halad el, jobb esetben pedig egy pillanatra az az érzése támadjon, hogy 8000 km-rel arrébb, magában Afrikában találja magát”.  Akeley előterjesztését mind a múzeum felügyelőbizottsága mind Henry Fairfield Osborne, a múzeum elnöke kedvezően fogadta. A finanszírozás érdekében Daniel Pomeroy felügyelőbizottsági tag, a J. P. Morgan cég üzlettársa felajánlotta az érdeklődő befektetőknek, hogy cserében részt vehetnek a múzeum Afrikába irányuló expedícióin.

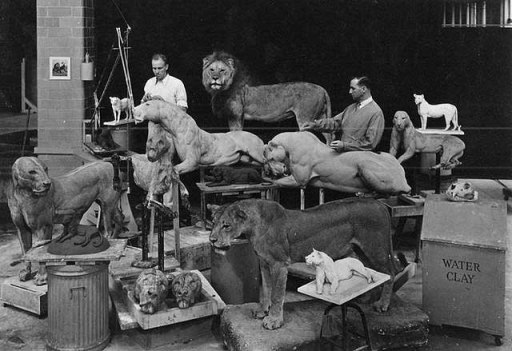
Carl Akeley az „oroszlánok” diorámát építi

Akeley már 1909-ben megkezdte a kiállítási tárgyak gyűjtését, jól ismert eset találkozása Theodore Roosevelt elnökkel a Smithsonian Intézet által szervezett Smithsonian-Roosevelt expedíción. A múzeum központi díszét alkotó elefántok közül kettőt, egy nőstényt és egy borjút Roosevelt illetve fia lőtte. Ezekre a korai expedíciókra állatpreparálással foglalkozó tanítványa, James L. Clark és William Robinson Leigh festő is elkísérte Akeley-t.
Amikor Akeley visszatért Afrikába, hogy gorillákat gyűjtsön a csarnok első diorámájához, Clark olyan művészek keresésébe fogott, akik a háttérkép létrehozásában tudtak közreműködni. Várakozásuk szerint az első élőhelyekről készített kép végső megjelenése nagyon fontos hatású lehetett a múzeumra. Akeley és Clark állatpreparátori tehetsége a Leigh felügyelete alatt készült háttérképekkel párosulva olyan látványt teremtett, ami mellett a múzeum többi kiállítási tárgya elhományosul (a múzeum eredeti kiállítási stílusa még mindig látható a New York állam madarait és állatait bemutató kis méretű tárlaton). 
Hamarosan napvilágra kerültek további diorámacsarnokok tervei is, és 1929-re a „világ madarai”, az „észak-amerikai emlősök csarnoka”, a „délkelet-ázsiai emlősök csarnoka” és az óceánok életét bemutató csarnok már a tervezés és a kivitelezés különböző fázisaiban voltak.

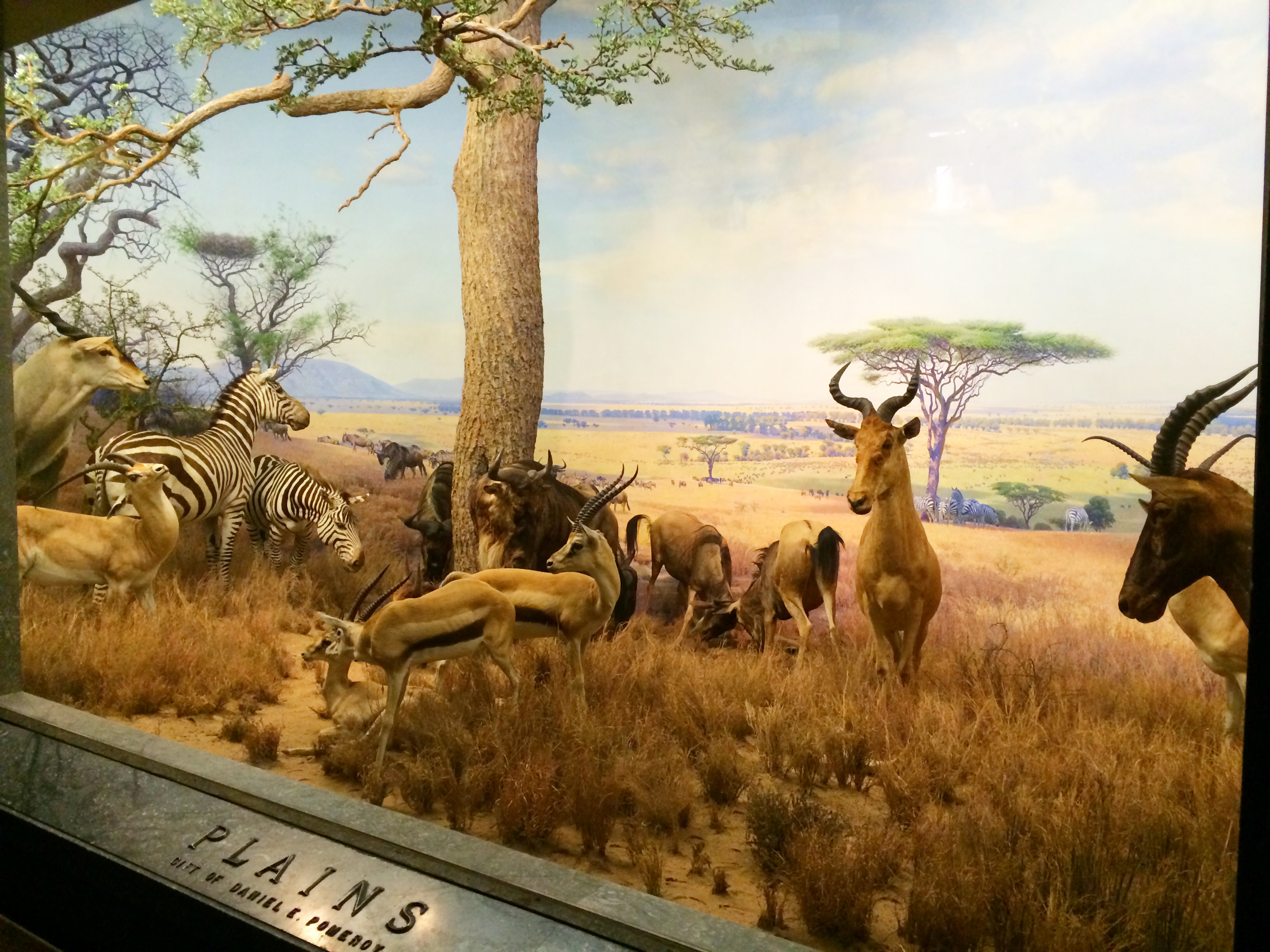
A „síkság” nevű dioráma az Akeley-csarnokban

Akeley-nek az Eastman-Pommeroy expedíció során 1926-ban bekövetkezett váratlan halála után a csarnok befejezésének feladata James L. Clarkra maradt. Az 1929-es nagy gazdasági világválság beköszöntének nehézségei ellenére Clark Afrika iránti szenvedélye és mentora iránti elkötelezettsége életben tartotta a projektet. 1933-ban James Perry Wilson festőt és építészt bízta meg azzal a feladattal, hogy segítsen Leigh-nek a háttérképek elkészítésében. Wilson, műszaki beállítottságú szakemberként számos ponton javította Leigh módszereit, például olyan eljárásokat dolgozott ki melyek minimálisra csökkentették a dioráma görbült falai által okozott torzításokat.

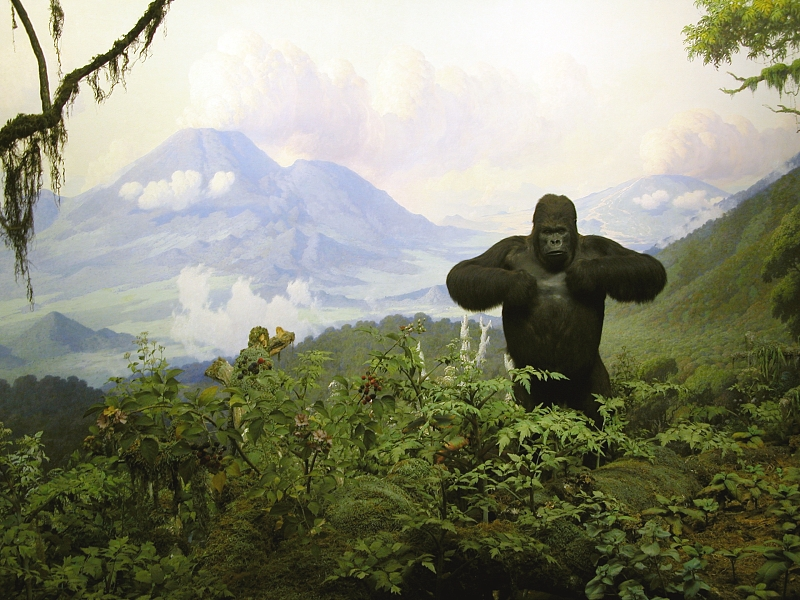
A „gorilla” dioráma az afrikai emlősök csarnokában

1936-ban William Durant Campbell, a múzeum egyik tehetős felügyelőbizottsági tagja, aki szerette volna Afrikát személyesen is látni, felajánlotta, hogy több dioráma létrehozását támogatja, ha a mintadarabok megszerzésében maga is részt vehet. Clark ebbe beleegyezett, és nem sokkal később Campbell már hozzá is látott az okapi és a keskenyszájú orrszarvú minták begyűjtéséhez, útjára Robert Kane képzőművész kísérte el. Ettől fogva Campbell, különböző szerepben, több további expedíción részt vett. Számos, az expedíció sikerét hátráltató esemény, malária, árvíz, politikai események, és még egy csónak elsüllyedése ellenére ezek az expedíciók sikeresek voltak, a csarnok legnagyobb hatást keltő mintáit gyűjtötték rajtuk. Időközben a múzeumban Kane, Leigh és Wilson, egy kis csapat képzőművésszel együtt folytatta a diorámák készítését.  Bár a csarnok építése 1936-ra fejeződött be, a diorámákat az 1920-as évek közepétől az 1940-es évek elejéig fokozatosan adták át.
| Angola (Kwango folyó)                           | Óriás fekete lóantilop |                               |                                           |                          |                   |                           |                   |             |
| Botswana (Kalahári sivatag)                     | Nyársas antilop        |                               |                                           |                          |                   |                           |                   |             |
| -                                               | Fehérfarkú gnú         | Fehérpofájú lantszarvúantilop | Vándorantilop                             |                          |                   |                           |                   |             |
| Kamerun (Bipindi)                               | Mandrill               | Gaboni vipera                 |                                           |                          |                   |                           |                   |             |
| Etiópia (Addis Ababa)                           | Hegyi nyala            |                               |                                           |                          |                   |                           |                   |             |
| Elefántcsontpart (Cavalla folyó)                | Csimpánz               |                               |                                           |                          |                   |                           |                   |             |
| Kenya (Aberdare hegység)                        | Bongó                  | Erdei disznó                  |                                           |                          |                   |                           |                   |             |
| -                                               | Leopárd                | Folyami disznó                |                                           |                          |                   |                           |                   |             |
| -                                               | Zászlósfarkú kolobusz  |                               |                                           |                          |                   |                           |                   |             |
| (Kenya-hegy)                                    | Kafferbivaly           | Pásztorgém                    |                                           |                          |                   |                           |                   |             |
| -                                               | Keskenyszájú orrszarvú |                               |                                           |                          |                   |                           |                   |             |
| (Ewaso Ng'iro)                                  | Zsiráf                 | Grévy-zebra                   | Grant-gazella                             | Bejza                    |                   |                           |                   |             |
| (Nairobi)                                       | Strucc                 | Szavannai varacskosdisznó     | Elefántcickány                            |                          |                   |                           |                   |             |
| (Lukenya hegység)                               | Szassza                | Anubisz-pávián                | Hegyi nádiantilop                         | Kelet-afrikai szirtiborz |                   |                           |                   |             |
| Líbia (Líbiai-sivatag)                          | Kardszarvú antilop     | Dámgazella                    | Addax                                     |                          |                   |                           |                   |             |
| Mozambik (Zambézi)                              | Gepárd                 |                               |                                           |                          |                   |                           |                   |             |
| Kongói Demokratikus Köztársaság (Ituri-esőerdő) | Okapi                  |                               |                                           |                          |                   |                           |                   |             |
| (Virunga-hegység)                               | Hegyi gorilla          |                               |                                           |                          |                   |                           |                   |             |
| (Uele folyó)                                    | Szélesszájú orrszarvú  | Tarajos sül                   |                                           |                          |                   |                           |                   |             |
| Szudán (No-tó)                                  | Víziló                 | Szitutunga                    | Közönséges mocsáriantilop                 | Gyűrűsfarkú víziantilop  | Fakó lóantilop    | Nagyszarvú mocsáriantilop | Papucscsőrű madár |             |
| (Bahr el Ghazal)                                | Óriás jávorantilop     | Hosszúszárnyú lappantyú       |                                           |                          |                   |                           |                   |             |
| Tanzánia (Kilimandzsáró)                        | Nagy kudu              |                               |                                           |                          |                   |                           |                   |             |
| (Serengeti síkság)                              | Csíkos gnú             | Alföldi zebra                 | ’’ Alcelaphus buselaphus lichtensteinii’’ | Jimela                   | Jávorantilop      | Thomson-gazella           | Grant-gazella     |             |
| -                                               | Afrikai vadkutya       |                               |                                           |                          |                   |                           |                   |             |
| -                                               | Foltos hiéna           | Panyókás sakál                | Füles keselyű                             | Karvalykeselyű           | Fehérhátú keselyű | Csuklyás keselyű          | Afrikai marabu    | Örvös holló |
| (Viktória-tó)                                   | Oroszlán               |                               |                                           |                          |                   |                           |                   |             |
| -                                               | Impala                 | Tüskés sün                    |                                           |                          |                   |                           |                   |             |
| (Gulave)                                        | Kis kudu               | Zsiráfnyakú gazella           | Dikdik                                    | Keselyűfejű gyöngytyúk   |                   |                           |                   |             |

#### Ázsiai emlősök csarnoka

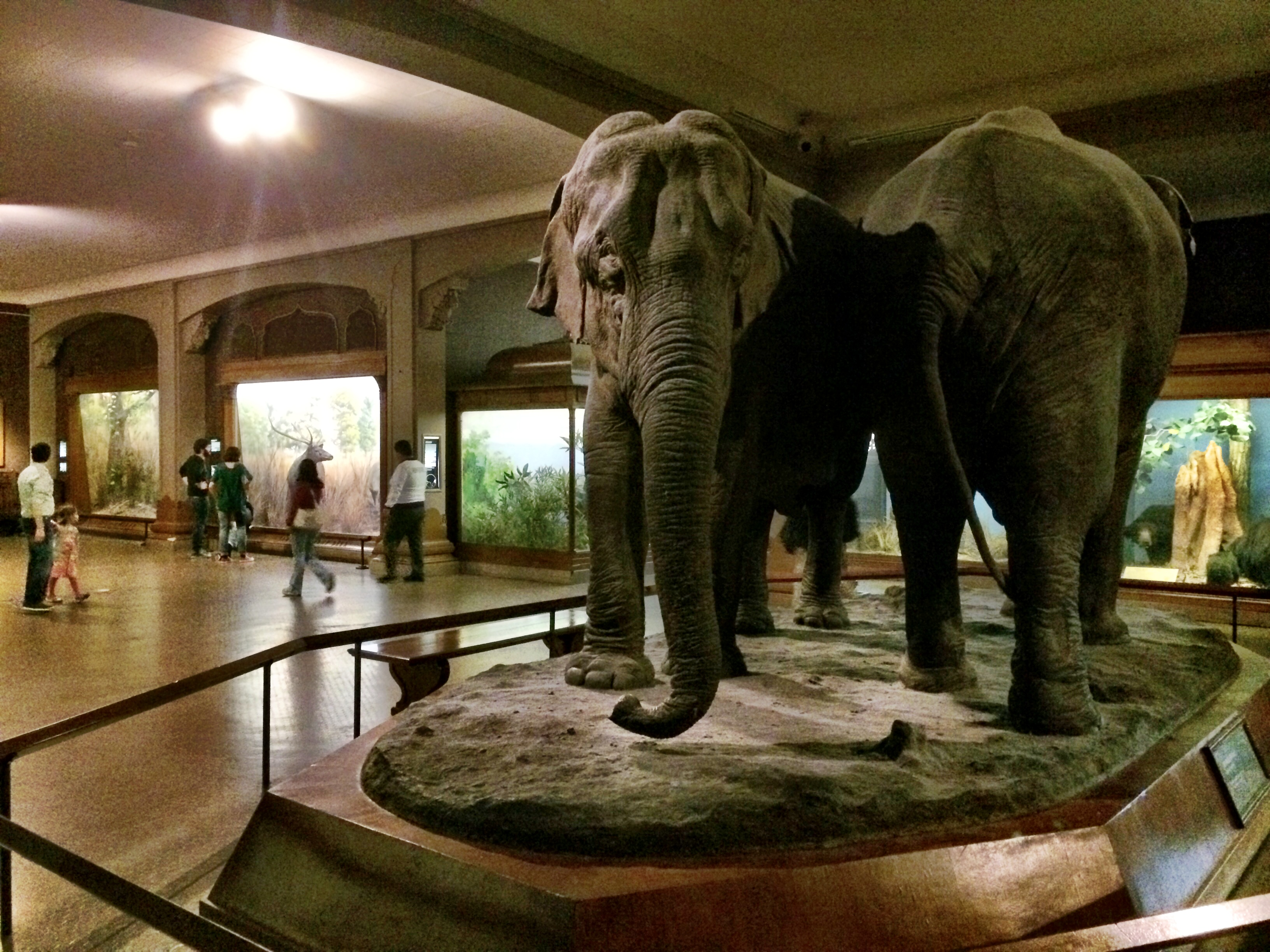
A Vernay-Faunthorpe csarnok

Az ázsiai emlősök csarnoka, melyet néha az ázsiai emlősök Vernay-Faunthorpe csarnokának is neveznek, egy egyetlen szintet elfoglaló csarnok, mely a Theodore Roosevelt körcsarnoktól közvetlenül balra nyílik. A csarnokban nyolc teljes és négy részleges dioráma áll, továbbá hat, indiai, nepáli, burmai és malajziai emlősök élőhelyét bemutató tárlat. A csarnok 1930-ban nyílt meg, és az Akeley-csarnokhoz hasonlóan, közepén két ázsiai elefánt látható. Korábban egy óriáspanda és egy szibériai tigris is a gyűjtemény részét képezte, melyek az elképzelések szerint egy innen nyíló, az észak-ázsiai emlősöket bemutató csarnokba kerültek volna. Ezek a példányok jelenleg a biodiverzitás csarnokában láthatók.

##### Története
Az ázsiai emlősök csarnokának bemutatott példányait hat expedíció során gyűjtötték, az expedíciókat Arthur S. Vernay és John Faunthorpe ezredes vezette, nevüket a bejáratnál elhelyezett emléktábla őrzi. Az expedíciókat teljes egészében Vernay, a tehetős brit születésű New York-i régiségkereskedő finanszírozta. Anyagi hozzájárulását úgy jellemezte, hogy az a britek tisztelgése volt az amerikaiaknak az első világháborúban vállalt szerepéért.

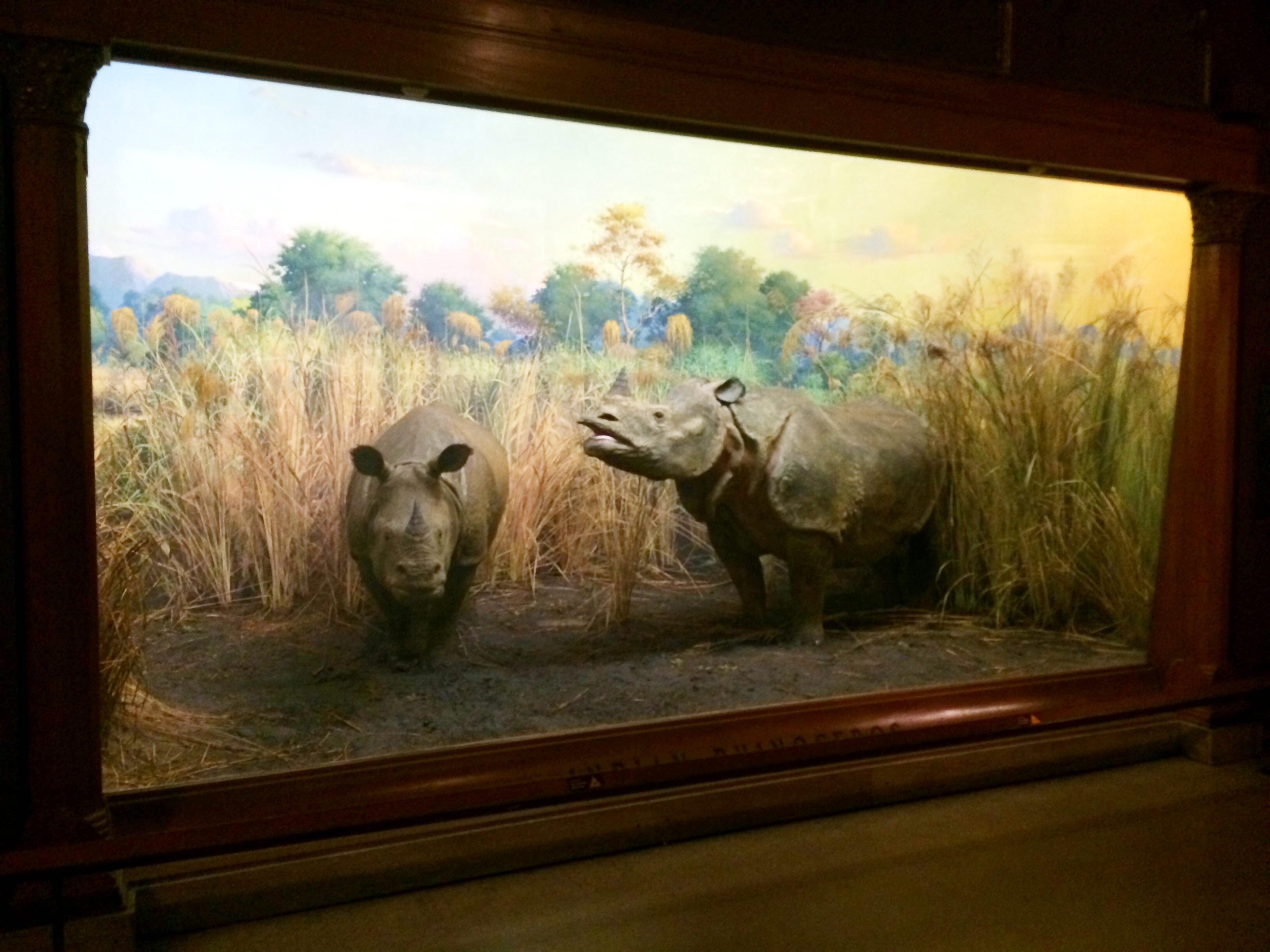
Az indiai orrszarvút bemutató dioráma a Vernay-Faunthorpe csarnokban

Vernay és Faunthorpe első expedíciójára 1922-ben került sor. Akkoriban számos olyan állatfaj, amelyeket Vernay expedíciója keresett – például a szumátrai orrszarvú vagy az ázsiai oroszlán – már ritka fajnak számított és a kihalás felé sodródott. Azért, hogy ezekre a példányokra szert tehessen, Vernay-nek számos helyi hatósághoz kellett folyamodnia a vadászati engedélyekért. Az ebben az időszakban kialakított kapcsolatai révén sikerült a múzeum általa vezetett későbbi expedícióinak olyan helyekre is eljutniuk, ahová idegen látogatók korábban nem tehették be a lábukat.  Az expedíciókra Clarence C. Rosenkranz képzőművész kísérte el őket, a csarnok diorámáinak háttérképeit nagy részben ő festette. Az expedíciókat bőségesen dokumentálták fényképekkel és filmfelvételekkel, elegendő filmfelvételt készítve egy önálló nagyfilm,  a Hunting Tigers in India  (Tigrisvadászat Indiában) elkészítéséhez 1929-ben.
| India (Asszám)              | Hulok            |                  |
| -                           | Líraszarvas      |                  |
| (Aud állam)                 | Számbárszarvas   | Mocsári szarvas  |
| -                           | Pettyes szarvas  |                  |
| (Bhopál)                    | Számbárszarvas   | Ázsiai vadkutya  |
| (Bíkánér)                   | Indiai antilop   | Indiai gazella   |
| (Biligiriranga-hegység      | Leopárd          |                  |
| (Maiszúr)                   | Gaur             | Bengál szalakóta |
| (Manas folyó)               | Vízibivaly       |                  |
| Nepál (a Himalája lábainál) | Tigris           |                  |
| (Morang körzet)             | Indiai orrszarvú |                  |
| Burma (Rangun)              | Banteng          |                  |
| Élőhelycsoportok:           |                  |                  |
| Ajakos medve                |                  |                  |
| Négyszarvú antilop          | Simaszőrű vidra  |                  |
| Muntyákszarvas              | Indiai kancsil   |                  |
| Szumátrai orrszarvú         |                  |                  |
| Disznószarvas               | Konytos disznó   |                  |
| Ázsiai oroszlán             |                  |                  |

### Újvilági emlősök

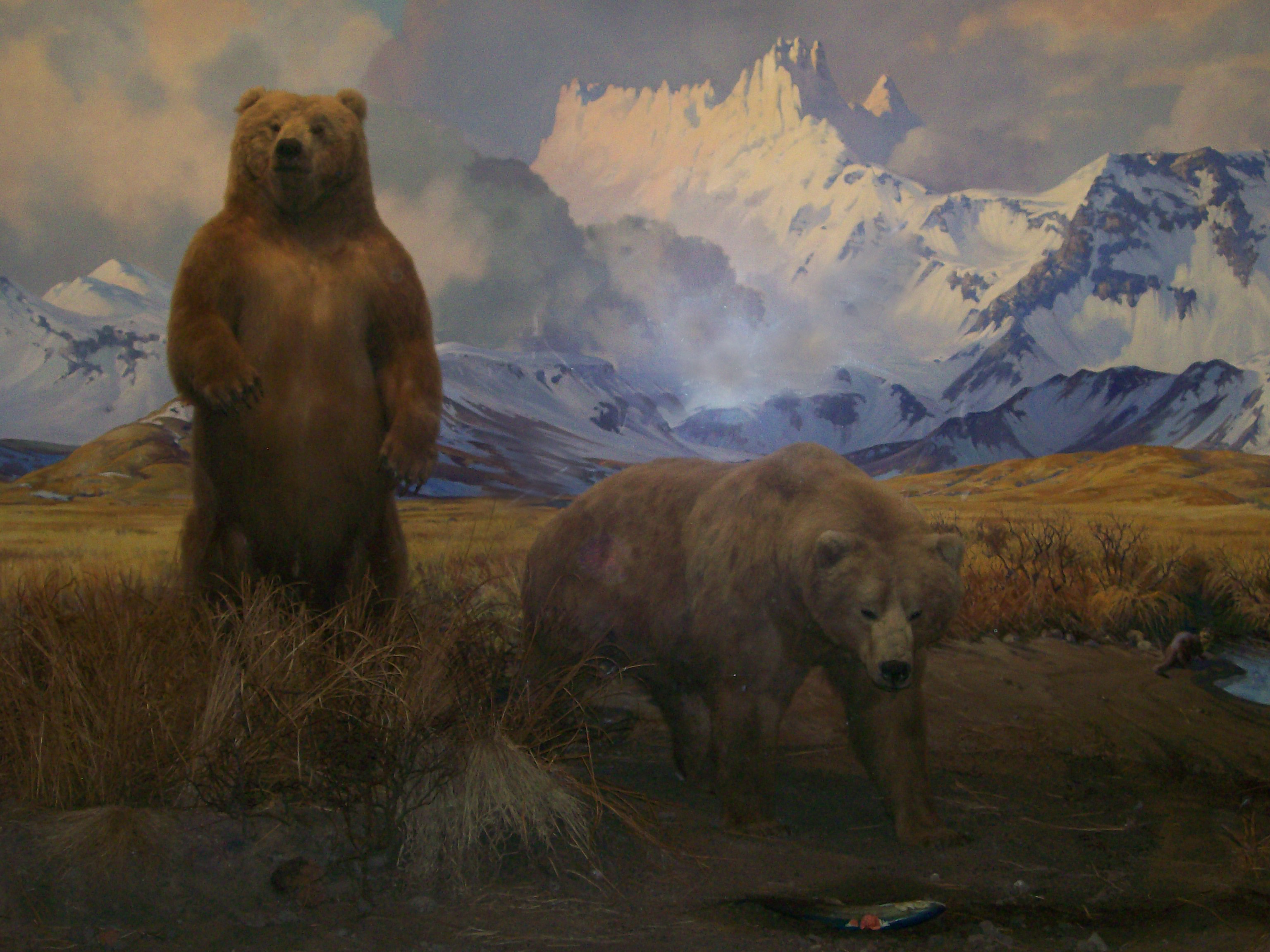
Két alaszkai grizzlymedve

#### Az észak-amerikai emlősök csarnoka

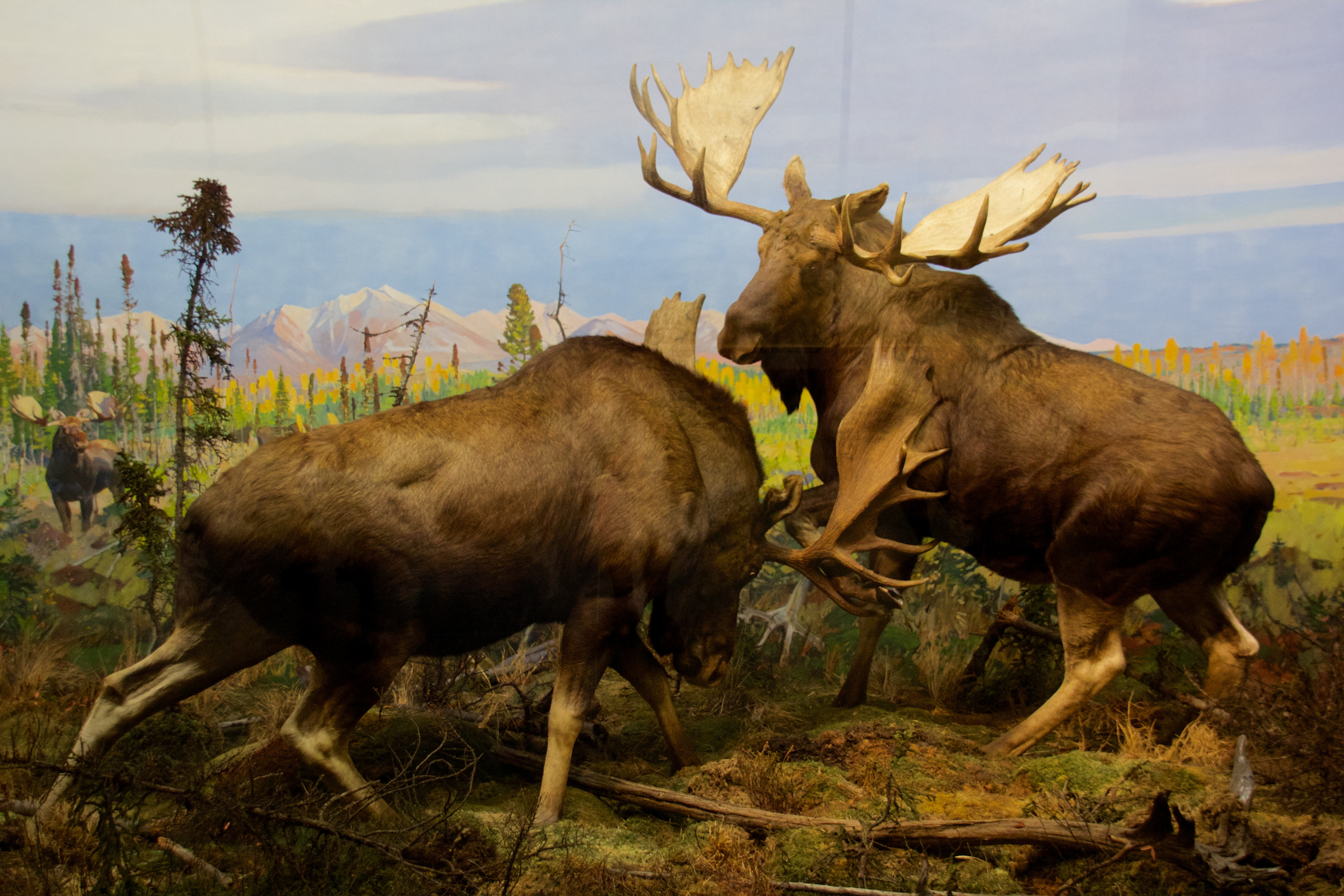
Az alaszkai jávorszarvast bemutató dioráma

Az észak-amerikai emlősök Bernard-családról elnevezett csarnoka 43 diorámában mutatja be az amerikai kontinens Mexikót is magába foglaló északi részének emlőseit. Az egyes diorámák középpontjában egy-egy faj áll, a legnagyobb megafaunától a kisebb emlősökig és ragadozókig. Említésre méltó diorámák közé tartozik az alaszkai grizzly medve, amint egy vidrát elzavarva éppen egy lazacra feni a fogát; egy pár szürke farkas, egy jaguárpár a Sonora-sivatagban; és a párbajozó alaszkai jávorszarvasok.

##### Története
Az észak-amerikai emlősök csarnoka 1942-ben nyitott ki a látogatók előtt, akkoriban még csak tíz dioráma állt készen, főként a legnagyobb észak-amerikai emlősöket bemutatók. 1948-ban készült el a farkasokat bemutató dioráma, de a további munkák leálltak, és 1954-ben végleg felhagytak a bővítéssel. Utána hosszú ideig a csarnok képe nem változott, a kiállított darabokat az idő kikezdte, fakulni kezdtek. 2011 vége felé Jill és Lewis Bernard bőkezű adományának köszönhetően nagyszabású helyreállítási programba fogtak. Állatpreparátorok hozták rendbe az állatbőröket, képzőművészek restaurálták a diorámák háttérképeit. 2012 októberében a csarnok észak-amerikai emlősök Bernard-csarnoka néven újra kinyitotta kapuit, az egyes diorámák frissített tudományos feliratokat is kaptak.

##### Kisemlősök csarnoka
A kisemlősök csarnoka az észak-amerikai emlősök csarnokának egy oldalszárnya. Több, kisebb dioráma mutatja be Észak-Amerika kisméretű emlőseit, például az örvös pekarit, az ecsetfülű mókust és a rozsomákot.
| Alaszka                                                  | Alaszka emlősei a jégkorszakban    |                            |
| Kalifornia                                               | Kalifornia emlősei a jégkorszakban |                            |
| Canoe Bay, Alaszka                                       | Alaszkai grizzly                   |                            |
| Kenai-félsziget, Alaszka                                 | Alaszkai jávorszarvas              |                            |
| North Platte folyó, Wyoming                              | Amerikai bölény                    | villásszarvú antilop       |
| Yellowstone Nemzeti Park, Wyoming                        | Grizzly medve                      |                            |
| Mount Wilcox, Jasper Nemzeti Park, Alberta, Canada       | Kanadai vadjuh                     |                            |
| Devils Tower, Wyoming                                    | Öszvérszarvas                      |                            |
| Ellesmere-sziget, Nunavut, Canada                        | Keleti pézsmatulok                 |                            |
| Tongass National Forest, Alaszka                         | Havasi kecske                      |                            |
| Az arizonai Tucson környékén                             | Allen-szamárnyúl                   | Kaliforniai szamárnyúl     |
| A floridai Lake Placid környékén                         | Fekete medve                       | Vízi mokaszinkígyó         |
| Ithaca, New York állam                                   | floridai üreginyúl                 |                            |
| Lake Gunflint, Superior National Forest, Észak-Minnesota | Szürke farkas                      |                            |
| Shiprock szigethegy, Új-Mexikó                           | Nyugati bűzösborz                  | Észak-amerikai macskanyérc |
| Yosemite Nemzeti Park, Kalifornia                        | Prérifarkas                        |                            |
| Bear Mountain State Park, New York állam                 | Fehérfarkú szarvas                 |                            |
| Minnies Lake, Georgia                                    | Mosómedve                          |                            |
| Hoister Creek, Michigan                                  | Kanadai hód                        |                            |
| Mount Rainier Nemzeti Park, Washington állam             | Hódmókus                           |                            |
| Gaspésie Nemzeti Park, Quebec, Canada                    | Kanadai hiúz                       | Hócipős nyúl               |
| Rogue-folyó, Oregon                                      | Nyugati szürkemókus                |                            |
| Grand Canyon, Arizona                                    | Puma                               |                            |
| White River National Forest, Colorado                    | Vapiti                             |                            |
| Guaymas, Sonora, Mexikó                                  | Jaguár                             |                            |
| Denali Nemzeti Park, Alaszka                             | Alaszkai vadjuh                    |                            |
| Level Mountain, Brit Columbia, Kanada                    | Osborn-rénszarvas                  |                            |
| Alaszka                                                  | Grant karibu−                      |                            |

| Kaibab National Forest, Arizona               | Ecsetfülű mókus    |                 |
| Jackson Hole, Wyoming                         | Amerikai borz      |                 |
| Crater Lake Nemzeti Park, Oregon              | Amerikai nyest     |                 |
| Pine Barrens, New Jersey                      | Amerikai nyérc     |                 |
| Wind Cave Nemzeti Park, Dél-Dakota            | Feketelábú görény  |                 |
| Big Bend Nemzeti Park, Texas                  | Örvös pekari       |                 |
| Baxter State Park, Maine                      | Hermelin           | ’’Myodes’’      |
| Great Smoky Mountains Nemzeti Park, Tennessee | Szürkeróka         | Északi oposszum |
| Cohocton, New York állam                      | Erdei mormota      |                 |
| Santa Ana Nemzeti rezervátum, Texas           | Kilencöves tatu    |                 |
| Trapper Peak, Montana                         | Északi repülőmókus |                 |
| Algonquin Provincial Park                     | Kanadai vidra      |                 |
| Delaware-vízáttörés, New Jersey               | Csíkos bűzösborz   |                 |
| Ennadai-tó, Nunavut, Canada                   | Rozsomák           |                 |

## A madarak, a hüllők és a kétéltűek csarnokai

### Az észak-amerikai madarak csarnoka

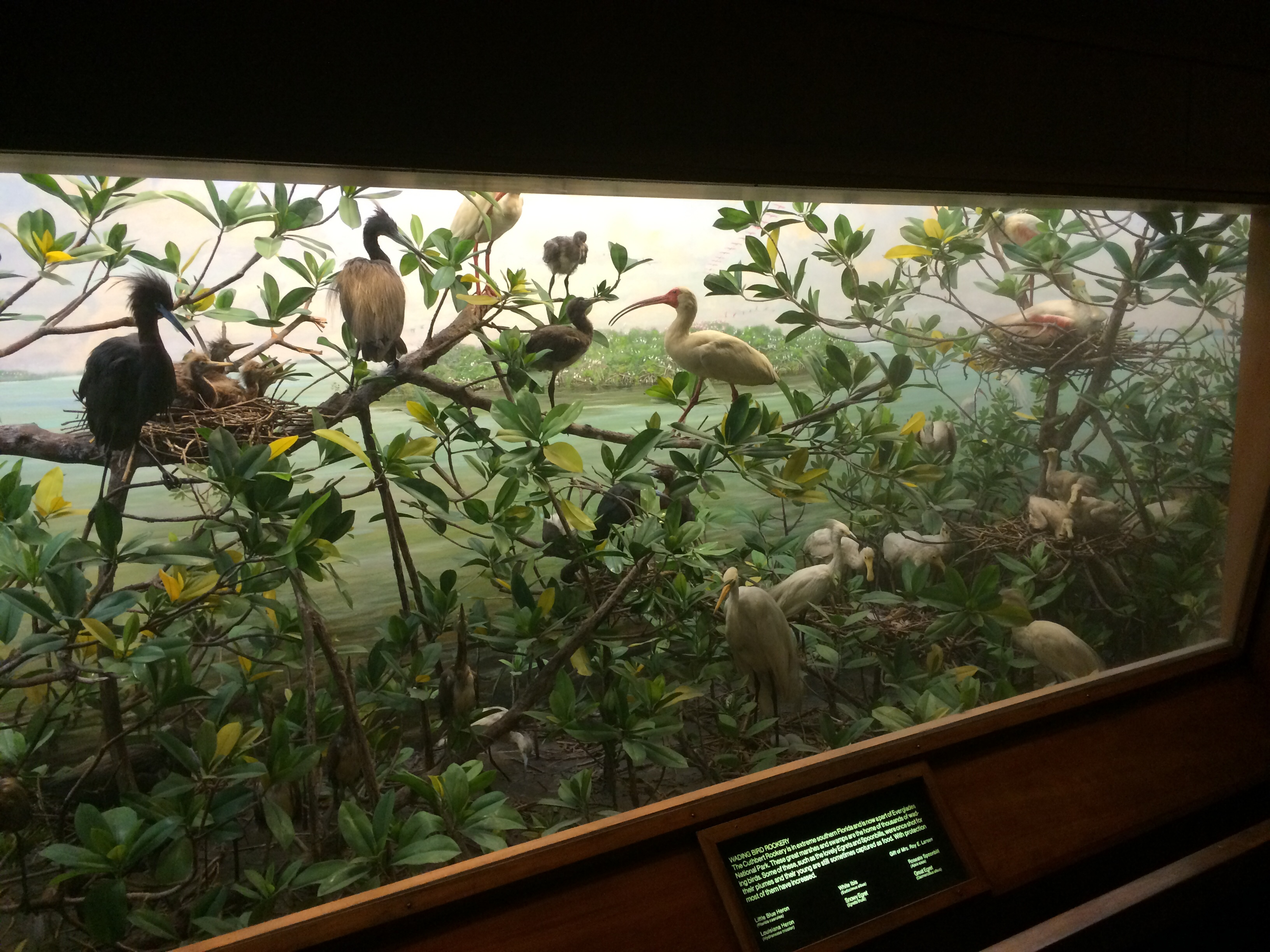
A Cuthbert madártlep-dioráma olyan egykor veszélyeztetett madarakat mutat be, melyeket tollukért vadásztak

Az észak-amerikai madarak csarnoka (Sanford-csarnok) egy egyetlen szintet elfoglaló csarnok a múzeum második emeletén, az afrikai népek csarnoka felett, a főemlősök csarnoka és az Akeley-csarnok második szintje között. 25 diorámája Észak-Amerika madaraiból mutat be válogatást, azok természetes élőhelyével együtt. A tárlat 1909-ben nyílt meg, a csarnokban látható diorámák voltak a múzeum első, egyben jelenleg is látható legrégebbi diorámái. A csarnok hátsó falán lévő két falfestményt Louis Agassiz Fuertes ornitológus és festő készítette. Az alább látható lista madarain túlmenően a csarnokban számos tárló található, melyekben énekesmadarak, baglyok és ragadozó madarak láthatók.

#### Története

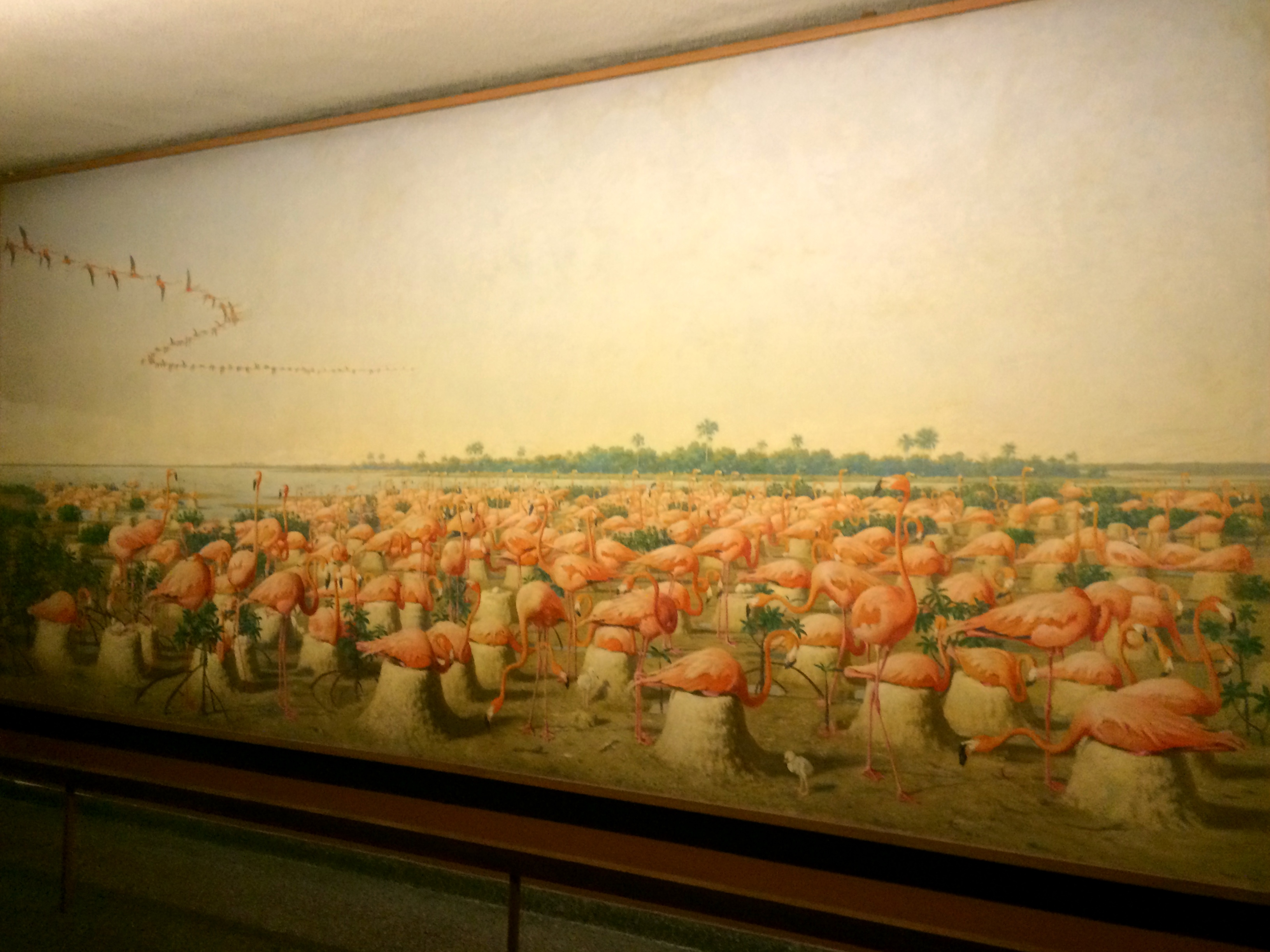
Flamingók fészkelőhelyét ábrázoló falfestmény, festette Louis Agassiz Fuertes

A csarnok a múzeum ornitológusának, Frank Chapmannek az elképzelései alapján készült; az észak-amerikai madarak csarnoka diorámáinak kialakítását már 1902-ben elkezdték. A csarnokot Chapman barátjáról, Leonard Cutler Sanford amatőr ornitológusról nevezték el, aki anyagiakkal is támogatta a csarnok építését, és teljes saját madárgyűjteményét a múzeumnak adományozta.

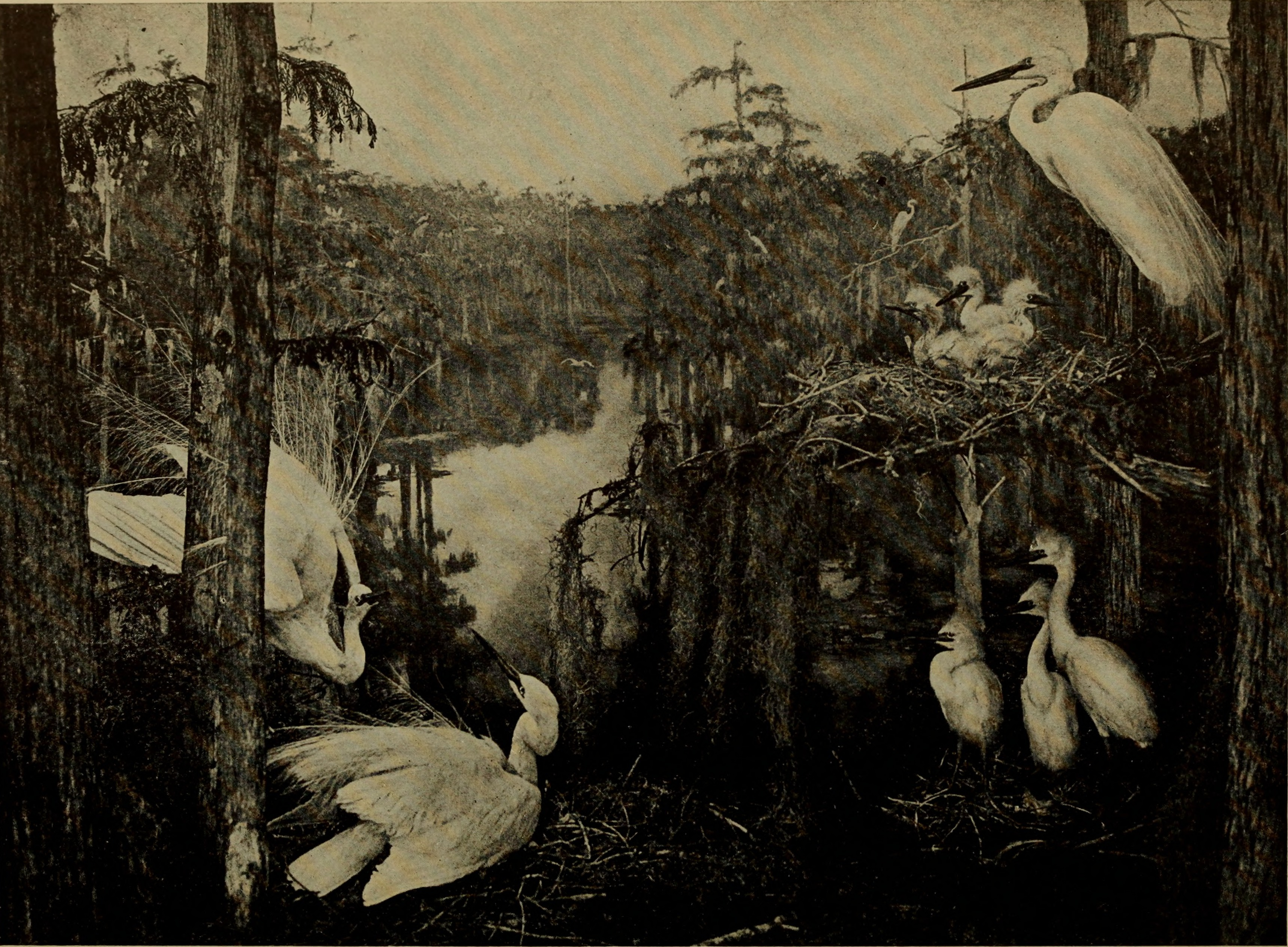
Nagy kócsag dioráma, készült 1901 körül

Bár nem Chapman volt az első, aki múzeumi diorámát készített, számos újításával sikerült egyedi stílust adni az Amerikai Természetrajzi Múzeum diorámáinak. Míg a kor más diorámái háttérként általános tájképeket mutattak be, Chapman volt az első, aki a művészeket a helyszínre vitte abban a reményben, hogy sikerüljön elkapniuk egy adott hely hangulatát egy adott időben. Az Akeley által később, az afrikai csarnokban alkotott drámai képekkel ellentétben Chapman azt szerette volna elérni, hogy diorámái a tudományos valóságot tükrözzék, melyek így történelmi feljegyzést adnak a kihalás szélén álló fajok élőhelyéről.
A Sanford-csarnok építésének idején a kalapkészítő iparosok által igényelt tollvadászat számos tengerparti madárfajt, különösen a nagy kócsagot, a kihalás szélére sodort.  Frank Chapman kulcsszerepet játszott az akkoriban kialakuló természetvédelmi mozgalomban. Diorámáinak nem titkolt célja volt, hogy a figyelmet a természetvédelemre irányítsa, a múzeum látogatóinak betekintést engedve ennek a madárfajnak a divat nevében történő gyors fogyatkozására.  Részben Chapmannek a múzeumban és azon kívül tett erőfeszítéseinek köszönhetően e madárfajok természetvédelme sikert ért el, védett területek jöttek létre, és végül mindez elvezetett az 1918-as Migratory Bird Treaty Act törvény létrehozásához.
| A keleti felvidékek szárnyasvadjai       | Galléros császármadár  | Virginiai fogasfürj | Amerikai szalonka         | Fácán                |                   |                        |                    |                         |                       |                     |                     |              |
| Dürgőhelyek, Középső-Wisconsin           | Nagy prérityúk         |                     |                           |                      |                   |                        |                    |                         |                       |                     |                     |              |
| Nyugati szárnyasvadak, Sierra Foothills  | Hegyi bóbitásfürj      | Bóbitás fürj        | Patagioenas fasciata      | Centrocercus         | Dendragapus       | Csukár                 | Hegyi kékmadár     |                         |                       |                     |                     |              |
| Mocsárvidéken élő récék tavasszal        | Anas carolinensis      | Kendermagos réce    | Sujtásos fütyülőlúd       | Bóbitás bukó         | Álarcos réce      | Tőkés réce             | Kanalas réce       | Kormos réce             | Fahéjszínű réce       | Geothlypis          |                     |              |
| Tengeri récék télen                      | Örvös réce             | Steller-pehelyréce  | Fehérfejű kerceréce       | Jegesréce            | Rókafejű réce     | Tarka réce             | Amerikai barátréce | Kerceréce               | Örvös bukó            | Nagy bukó           | Cifra pehelyréce    |              |
| Cap Tourmente vadvédelmi terület, Quebec | Sarki lúd              |                     |                           |                      |                   |                        |                    |                         |                       |                     |                     |              |
| Umbagog-tó, New Hampshire                | Jeges búvár            |                     |                           |                      |                   |                        |                    |                         |                       |                     |                     |              |
| Sivatagi madarak                         | Gambel-fogasfürj       | Kis estifecske      | Aranycinege               | Görbecsőrű gezerigó  | Szúnyogkapófélék  | Kampóscsőrű kardinális | Kaktuszökörszem    | Kaliforniai földikakukk | Vörös kardinálispinty | Feketetorkú sármány | Pikkelyes fogasfürj | sirató gerle |
| Crane Lake, Saskatchewan                 | Kanadai lúd            |                     |                           |                      |                   |                        |                    |                         |                       |                     |                     |              |
| Everglades, Florida                      | Erdei gólya            | Óriásguvat          |                           |                      |                   |                        |                    |                         |                       |                     |                     |              |
| Lake Louise, kanadai Sziklás-hegység     | Szürkearcú hópinty     | Fehérfarkú hófajd   | Csendes-óceáni vízipityer | Havasi fülespacsirta |                   |                        |                    |                         |                       |                     |                     |              |
| Klamath-tó, Kalifornia                   | Kaliforniai sirály     | Orrszarvú pelikán   | Lócsér                    | Gyűrűscsőrű sirály   | Füles kárókatona  |                        |                    |                         |                       |                     |                     |              |
| Heron Lake, Minnesota                    | Lármás daru            |                     |                           |                      |                   |                        |                    |                         |                       |                     |                     |              |
| Medicine Bow Mountains, Wyoming          | Szirti sas             |                     |                           |                      |                   |                        |                    |                         |                       |                     |                     |              |
| Cay Verde, Bahama-szigetek               | Fehérhasú szula        | Pompás fregattmadár |                           |                      |                   |                        |                    |                         |                       |                     |                     |              |
| Monterey, Kalifornia                     | Kaliforniai kárókatona |                     |                           |                      |                   |                        |                    |                         |                       |                     |                     |              |
| Brigantine, New Jersey                   | Aranyos lombjáró       | Kis póling          | Királygém                 | Rallus crepitans     | Karibi ollóscsőrű | Küszvágó csér          | Pirosvállú csiröge | Kacagó sirály           | Lármás cankó          | Kőforgató           |                     |              |
| Dél-Karolina                             | Nagy kócsag            |                     |                           |                      |                   |                        |                    |                         |                       |                     |                     |              |
| Potomac folyó                            | Amerikai uhu           |                     |                           |                      |                   |                        |                    |                         |                       |                     |                     |              |
| Mocsár Floridában                        | Kanadai daru           |                     |                           |                      |                   |                        |                    |                         |                       |                     |                     |              |
| Port St. Lucie, Florida                  | Kígyúnyakúmadár        |                     |                           |                      |                   |                        |                    |                         |                       |                     |                     |              |
| Montauk, New York állam                  | Labradori réce         |                     |                           |                      |                   |                        |                    |                         |                       |                     |                     |              |
| Nyugat-Virginia                          | Vadpulyka              |                     |                           |                      |                   |                        |                    |                         |                       |                     |                     |              |
| Chilkat-folyó, Alaszka                   | Fehérfejű rétisas      |                     |                           |                      |                   |                        |                    |                         |                       |                     |                     |              |
| Név nélküli helyszín                     |                        |                     |                           |                      |                   |                        |                    |                         |                       |                     |                     |              |
| Vándorsólyom                             | Házi galamb            |                     |                           |                      |                   |                        |                    |                         |                       |                     |                     |              |
| Füsti fecske                             | Odúfecske              | Bobalink            | Pirosvállú csiröge        | Karolinai réce       | Partifecske       | Mocsári sármány        | Mocsári ökörszem   | Álarcos vízicsibe       |                       |                     |                     |              |
| Kaliforniai kondor                       |                        |                     |                           |                      |                   |                        |                    |                         |                       |                     |                     |              |

### A világ madarainak csarnoka
Ebben a kiállítóteremben a világ madarainak sokféleségét mutatják be. 12 diorámában a világ különféle ökoszisztémáit alakították ki, melyekben az ott élő madarakból látható válogatás. Ilyen például a Déli-Georgia és Déli-Sandwich-szigeteket bemutató dioráma, ahol királypingvin és halfarkas látható; a kelet-afrikai síkságok madárvilágát bemutató dioráma, ahol kígyászkeselyű és túzok figyelhető meg; vagy az ausztráliai pusztaság mézevőkkel, kakadukkal és kokaburával.

### Az óceánok madarainak Whitney-emlékcsarnoka
Ez a kiállítóterem 1953-as alapítása óta többszöri átalakuláson ment keresztül. Frank Chapman és Leonard C. Sanford, akik akkor még a múzeum önkéntesei voltak, előálltak egy olyan kiállítás létrehozásának ötletével, mely a csendes-óceáni szigetvilág madarait mutatná be. A megnyitásig vezető évek során a múzeum számos gyűjtőexpedíciót indított a Fidzsi-szigetekre, Új-Zélandra és a Mariana-szigetekre, valamint más helyszínekre. A terem magával ragadó diorámák egész sorát állította ki, közöttük egy kör alakú körbejárható diorámát, melynek fő attrakciója a paradicsommadarak voltak. 1998-ban ideiglenes tárlatként egy pillangóházat építettek a csarnokba, de mivel a pillangók bemutatása iránti igény egyre növekedett, az óceánok madarainak csarnokát jobbára zárva tartották.

### Hüllők és kétéltűek csarnoka
A hüllők és kétéltűek csarnoka a herpetológiába vezeti be a látogatót, a kiállított tárgyak bemutatják a hüllők evolúcióját, anatómiáját, sokféleségüket, szaporodásukat és viselkedésüket. Megemlítendők a komodói varánuszt, a mississippi aligátort, az utolsó pinta-szigeti óriásteknőst és a nyílméregbékákat bemutató diorámák. 

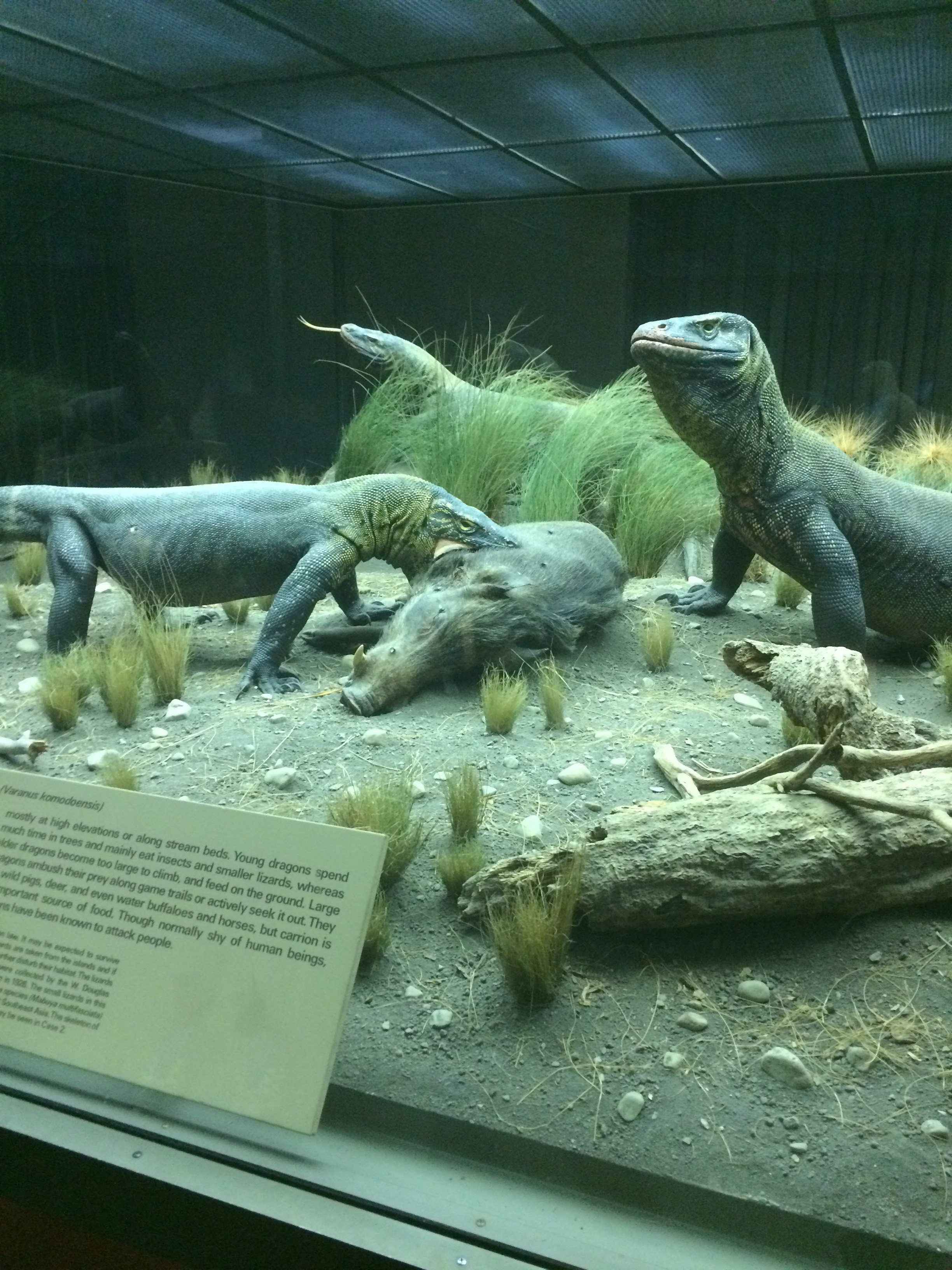
Vaddiszó teteméből lakmározó komodói varánuszok a múzeum diorámáján

1926-ban W. Douglas Burden, F.J. Defosse és Emmett Reid Dunn gyűjtött varánuszmintákat a múzeum számára. Look to the Wilderness című könyvük Komodói sárkány című fejezete részletesen foglalkozik az expedícióval, valamint a varánusz élőhelyével és viselkedésével.

## A biológiai sokszínűséget és a természetvédelmi kérdéseket bemutató termek

### Az észak-amerikai erdőségek csarnoka

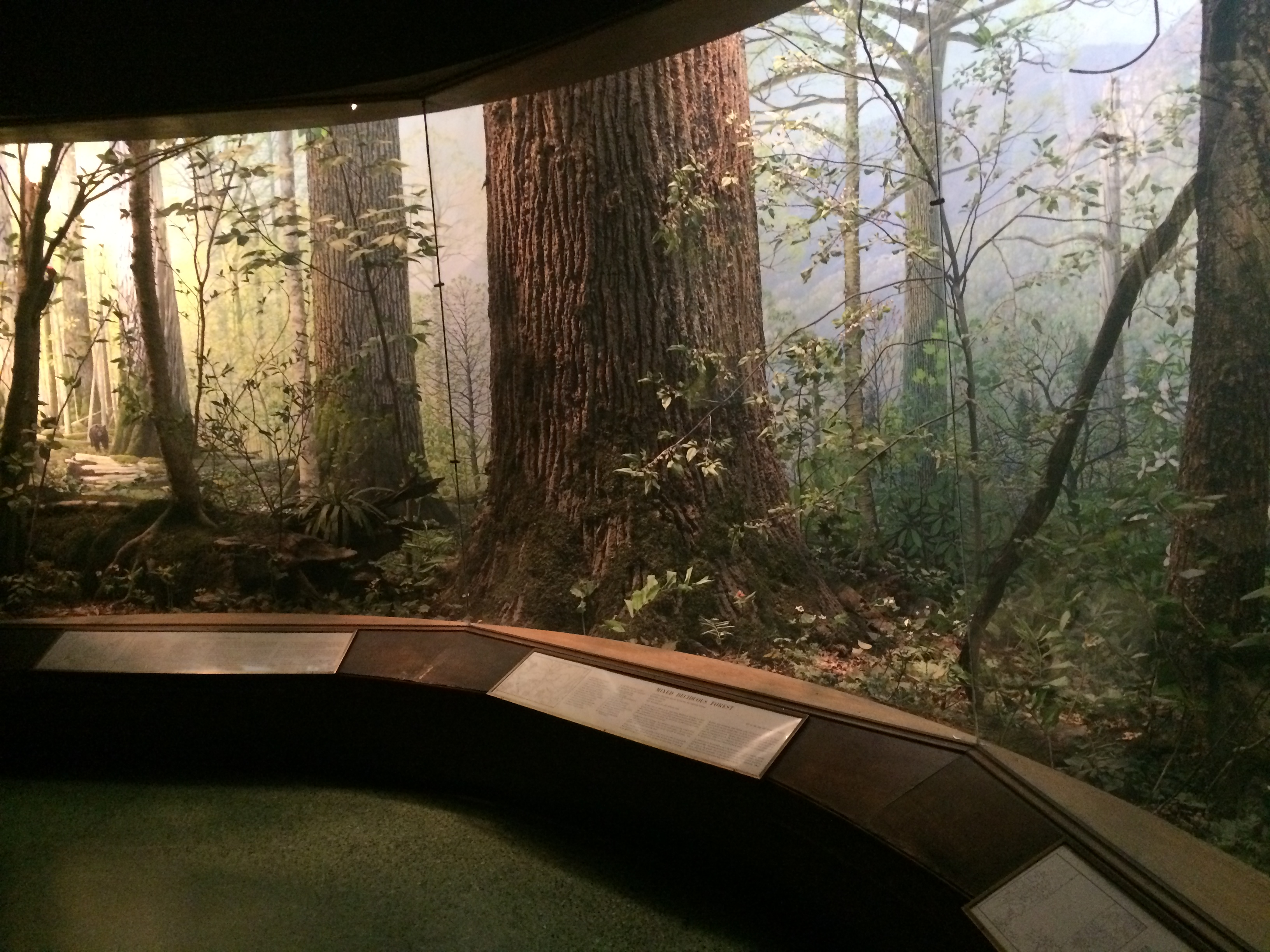
Lombhullató elegyerdők diorámája

Az észak-amerikai erdőségek csarnoka a múzeum földszintjén egyetlen szintet elfoglaló tárlat a Theodore Roosevelt emlékcsarnok és a New York állam ökoszisztémáit bemutató Warburg-csarnok között. A teremben tíz dioráma mutatja be Észak-Amerika jellegzetes erdőtípusait, emellett több tárlóban az erdők természetvédelmével és a fák egészségével kapcsolatos témák láthatók. A termet Henry K. Svenson neves botanikus (aki a Warburg-csarnok készítését is felügyelte) irányításával építették, a terem 1959-ben nyílt meg a látogatók számára. A kiállítás diorámái pontosan feltüntetik az ábrázolt helyet és időt. A diorámákban látható fákat és más növényeket részben művészeti alkotások, részben a terepen gyűjtött fakérgek és egyéb minták kombinációjából alkották. A terem bejáratánál egy 1400 éves óriás mamutfenyő keresztmetszete látható, melyet a Sierra Nevada lejtőiről hoztak még 1891-ben.

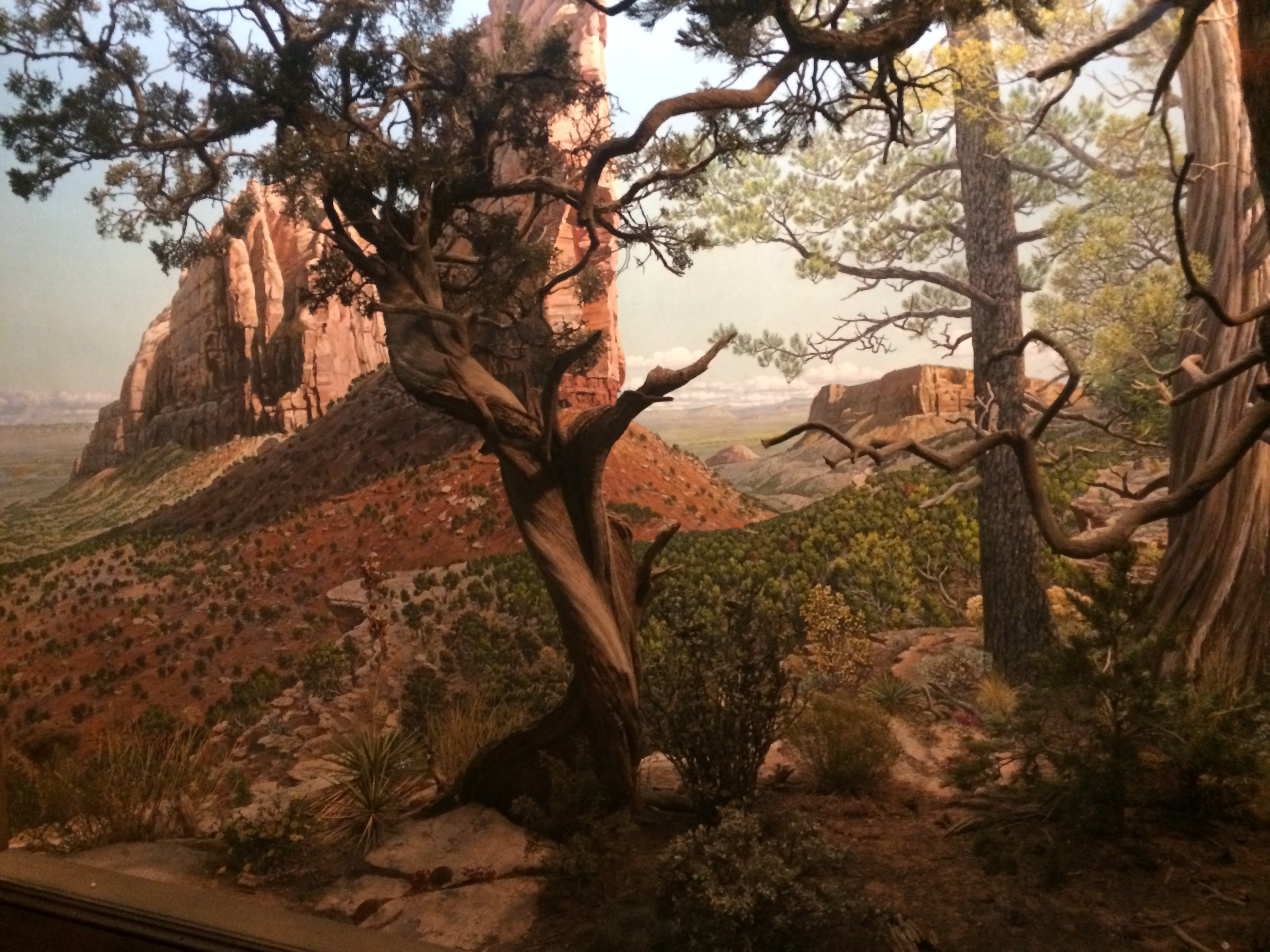
A borókaerdő dioráma

| Az észak-amerikai erdőségek csarnokában bemutatott helyszínek |                                    |
| ------------------------------------------------------------- | ---------------------------------- |
| Tölgy-hikori erdő késő augusztusban                           | Ozark-fennsík                      |
| Lucfenyő-jegenyefenyő erdő augusztus közepén                  | Nipigon-tó                         |
| Nagytobozú sárgafenyő erdő kora júniusban                     | Inyo National Forest               |
| Olympic esőerdő június közepén                                | Quinault esőerdő                   |
| Az Északi-Sziklás-hegység felső erdőhatára július közepén     | Logan-hágó                         |
| Piñon-boróka erdő kora októberben                             | Colorado Nemzeti Emlékhely         |
| Saguaro erdő április közepén                                  | Saguaro Nemzeti Park               |
| Délkeleti síkvidéki erdők március közepén                     | Coosawhatchie-folyó, Dél-Karolina  |
| Lombhullató elegyerdők késő áprilisban                        | Great Smoky Mountains Nemzeti Park |
| Kora október New Hampshire államban                           | Sunapee-tó                         |

### A New York állam ökoszisztémáit bemutató Warburg-csarnok

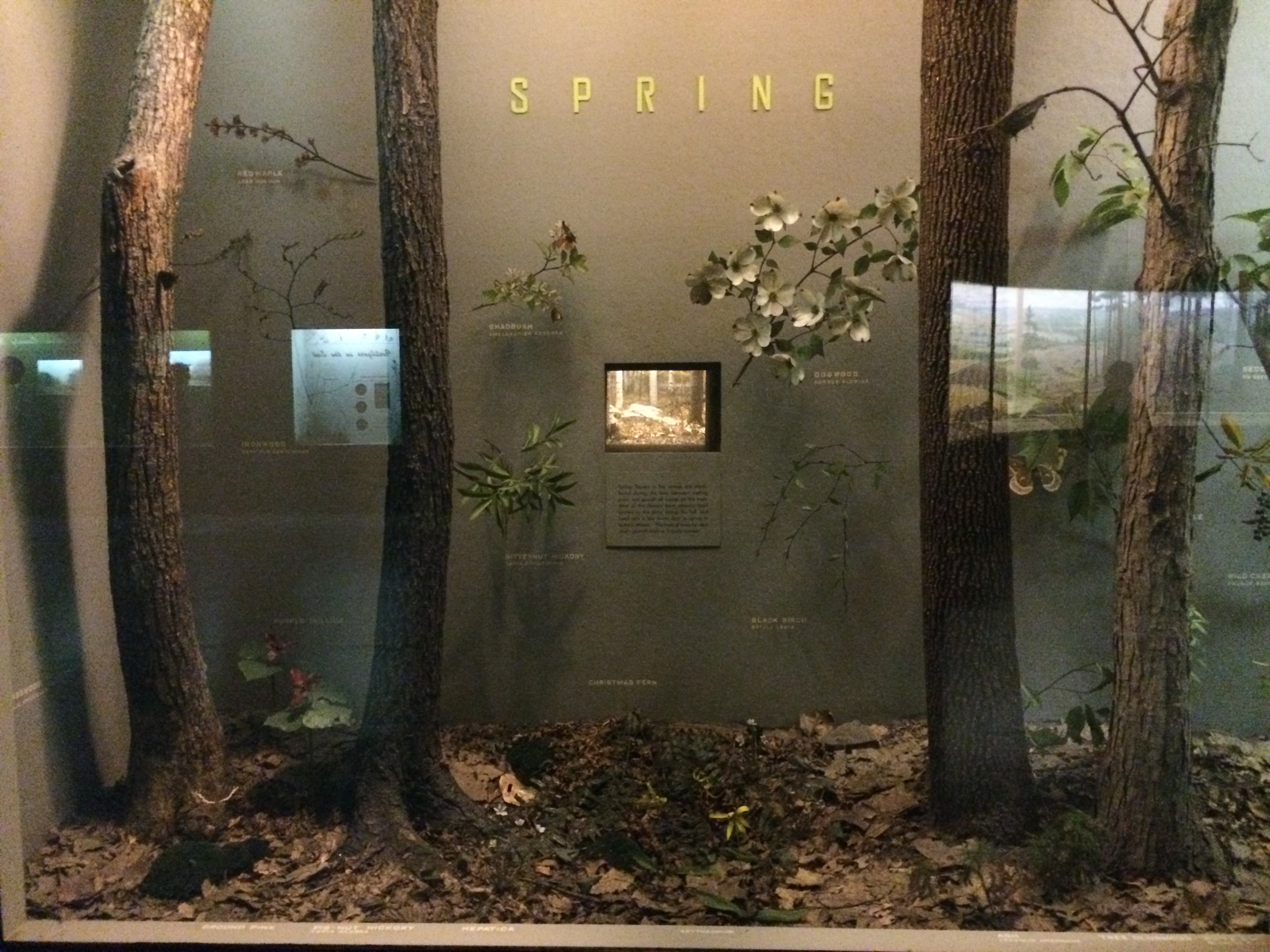
"Tavasz" a Warburg-teremben

A New York állam ökoszisztémáit bemutató Warburg-csarnok a múzeum földszintjén egyetlen szintet elfoglaló tárlat az észak-amerikai erdőségek csarnoka és a nagy csarnok között. Pine Plains város és a közeli Dutchess megyében emelkedő Stissing-hegy környezetét háttérként alapul véve a csarnok New York állam jellegzetes ökoszisztémáinak sokféleségét mutatja be. Rávilágít a talajtípusokra, az évszakoknak megfelelő változásokra, az emberek és állatok által okozott hatásokra. A csarnokot a német-amerikai Felix M. Warburg filantrópról nevezték el. A csarnok eredeti neve 1951-es megnyitásakor az ember és a természet csarnoka volt. Arculata azóta keveset változott, mostanában retró-modern stílusa miatt tartják becsben. A Warburg-terem jellegzetessége a háttérbe süllyesztett miniatűr dioráma az előtérben bemutatott fajok mögött.

### Az óceánok életét bemutató Milstein-csarnok

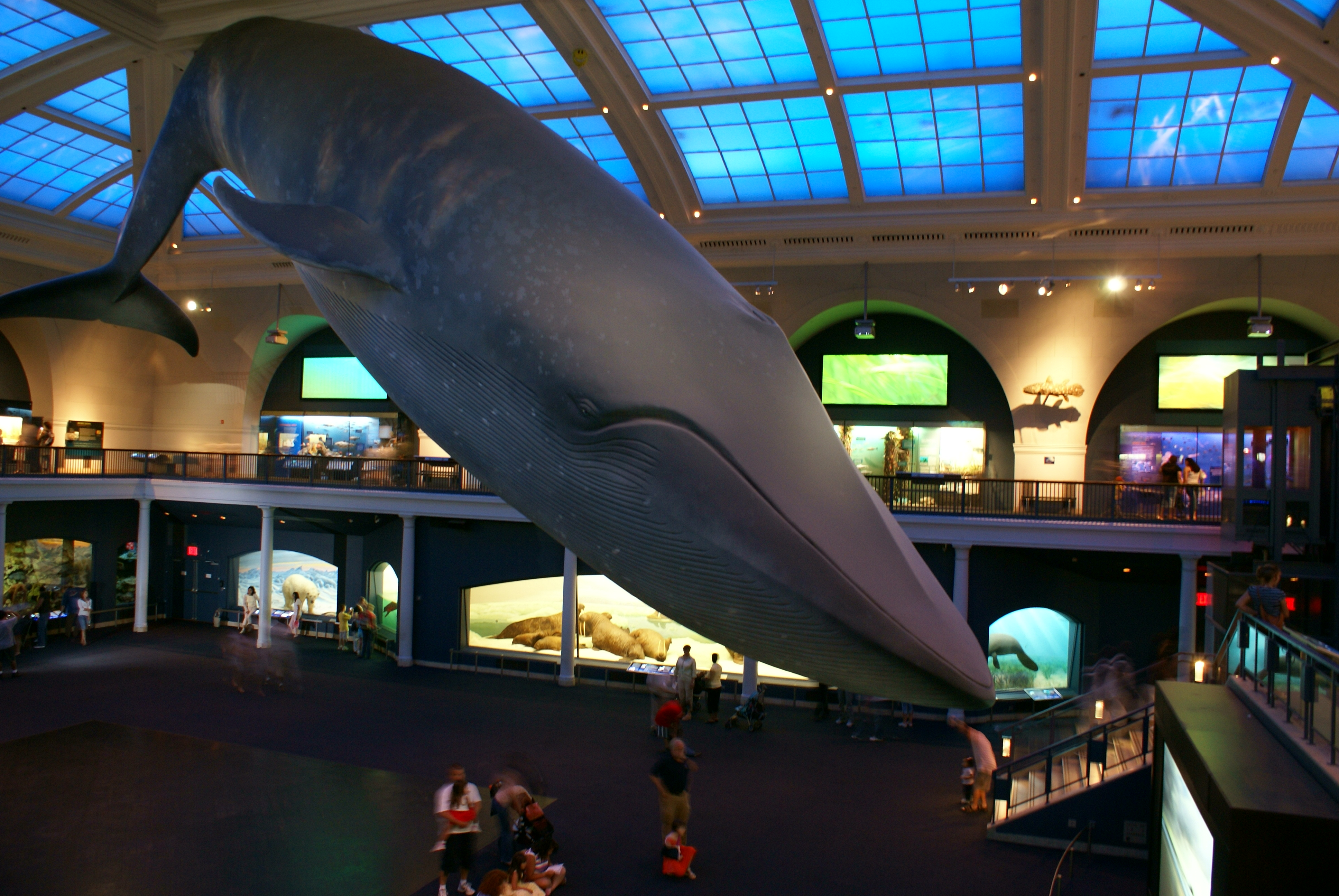
A kék bálna

A Milstein-csarnok központi témája a tengerbiológia, a tengerek növényei és a tengerek természetvédelme. A csarnok legismertebb kiállítási tárgya a 29 m hosszúságú kék bálna, ami   mennyezetre függesztve lóg a terem belsejébe.
A csarnok felső szintje az óceánokban fellelhető hatalmas változatosságú ökoszisztémákat mutatja be. A diorámákban megtekinthetők a sarki tengerek, a tengeri növények által alkotott erdők, a mangroveerdők, a korallzátonyok és a batiális (1000-3000 m mély) zónák. A kiállítás a szokásos témák mellett igyekszik bemutatni az óceánok szinte végtelen méretét és változatosságát. A csarnok alsó, kétségtelenül legismertebb fele, több nagyméretű diorámán keresztül mutatja be a tengeri organizmusokat. Ezen a szinten látható a híres kalmár és a cet dioráma, mely a két élőlény közötti elképzelt küzdelmet ábrázolja. Említést érdemel az Andros korallzátony dioráma, ami a nyugati félteke egyetlen kétszintes diorámája. A múzeum egyik ikonikus darabja a 29 m hosszúságú, életnagyságú kék bálnát ábrázoló üvegszálas modell. A bálnát a 2003-as felújítás során jelentős mértékben  átformálták: farkuszonyát és uszonyait másképpen állították be, köldököt készítettek rá, és a korábbi fakó szürke szín helyett a kék gazdag árnyalataival színezték.  A felső szint diorámái az ökoszisztémák kicsinyített változatai, míg az alsó szinten lévők sokkal nagyobb méretűek és élethűbbek.

#### Története
1910-ben Henry F. Osborn, a múzeum akkori elnöke javaslatot tett egy nagy épület felépítésére a múzeum délkeleti udvarán, melyben bálnák modelljeit és csontvázait kívánták bemutatni. Az udvar beépítésének terve a múzeum eredeti építészeti terveinek átgondolását vonta maga után, mivel Calvert Vaux úgy tervezte a múzeumkomplexumot, hogy a négy nyitott udvar minél több természetes fényt juttasson az őket körülölelő épületekbe. Az 1969-es felújítás még inkább az óceáni megafaunára helyezte a hangsúlyt, az óceánokat grandiózus, izgalmas helyként mutatva be. A felújítás kulcsfontosságú eleme az élethű, kék bálnát ábrázoló modell volt, ami az addig az emlősök csarnokában függő acélból és papírmaséból készült modell helyére lépett. A csarnok jelenlegi formáját eredményező felújítást Richard Van Gelder mammalógus felügyelte.
A csarnokot 2003-ban ismét renoválták, ekkor a környezetvédelem és a természetvédelem szempontjai voltak a központban. Paul Milstein ingatlanfejlesztő, filantróp és felesége Irma támogatása segített a felújításban, ők hosszú ideje az Amerikai Természetrajzi Múzeum igazgatóságának tagjai. A 2003-as helyreállítás során felújították az 1750 m²-es csarnok mennyezetére függesztett híres kék bálnát, valamint aktualizálták az 1930-as és 1960-as évekbeli diorámákat.

## Az emberiség eredetét és kultúráját bemutató csarnokok

### Kultúra

#### Az ázsiai népek csarnoka
Az ázsiai népek csarnoka (Stout-csarnok) a múzeum első emeletén egyetlen szintet elfoglaló tárlat az ázsiai emlősök csarnoka és a világ madarainak csarnoka között. A csarnokot Gardner D. Stoutról, a múzeum korábbi elnökéről nevezték el, kialakítását elsősorban Dr. Walter A. Fairservis, hosszú évek múzeumi tapasztalatával rendelkező régész szervezte. A csarnok 1980-ban nyitotta meg kapuit a látogatók előtt, ez a múzeum legnagyobb antropológiai csarnoka,  a múzeum által 1869 és az 1970-es évek közepe között gyűjtött kiállítási tárgyakat mutatja be. A műtárgyakat a múzeum által szponzorált számos nevezetes expedíció során gyűjtötték, ilyen volt Roy Chapman Andrews közép-ázsiai expedíciója, és a Vernay-Hopwood Chindwin expedíció.
A Stout-csarnok két szekcióra oszlik: az ősi Eurázsia egy kisebb szekció, mely az emberi civilizáció eurázsiai kialakulásával foglalkozik; és a hagyományos Ázsia, egy sokkal nagyobb méretű szekció, mely az ázsiai kontinens kulturális emlékeit mutatja be. Ez utóbbit a selyemút két fő útvonalának földrajzi elrendezése mentén szervezték. A múzeum többi kiállító termének megfelelően a Stout-csarnokban is többféle módon mutatják be a tárgyakat, tárlókban, miniatűr diorámákban és öt teljes méretű diorámában. Említésre méltó az ősi Eurázsiát bemutató szekció Tesik-Tas és Çatalhöyük régészeti lelőhelyeinek ábrázolásai, valamint Ammurapi törvényoszlopának életnagyságú másolata. A hagyományos Ázsiát bemutató szekció a főbb ázsiai országokkal, Japánnal, Kínával, Tibettel és Indiával foglalkozik, emellett számos kisebb ázsiai népet, például az ainukat, a szemájokat és a jakutokat is megjeleníti.

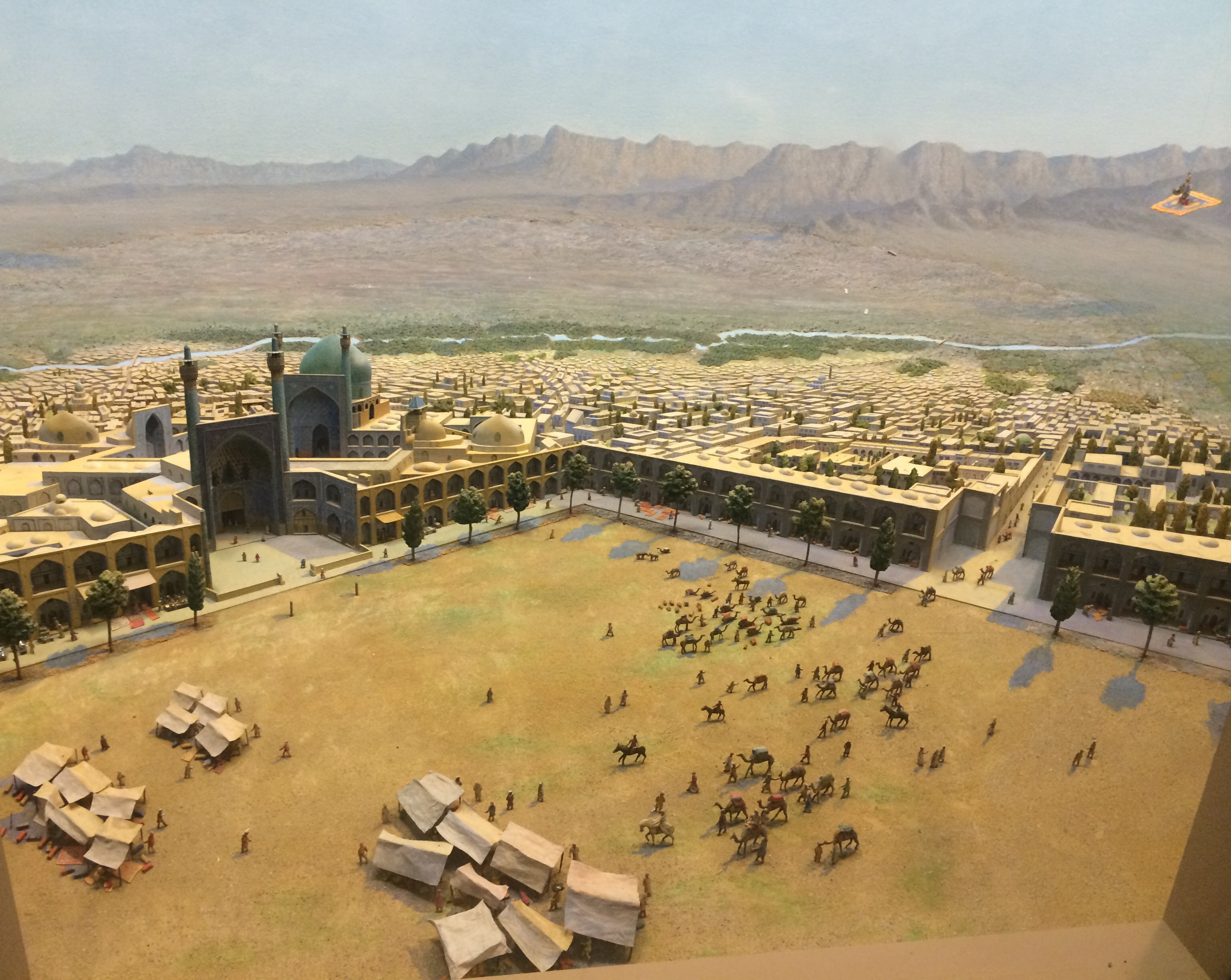
Az Iszfahánt bemutató miniatűr dioráma
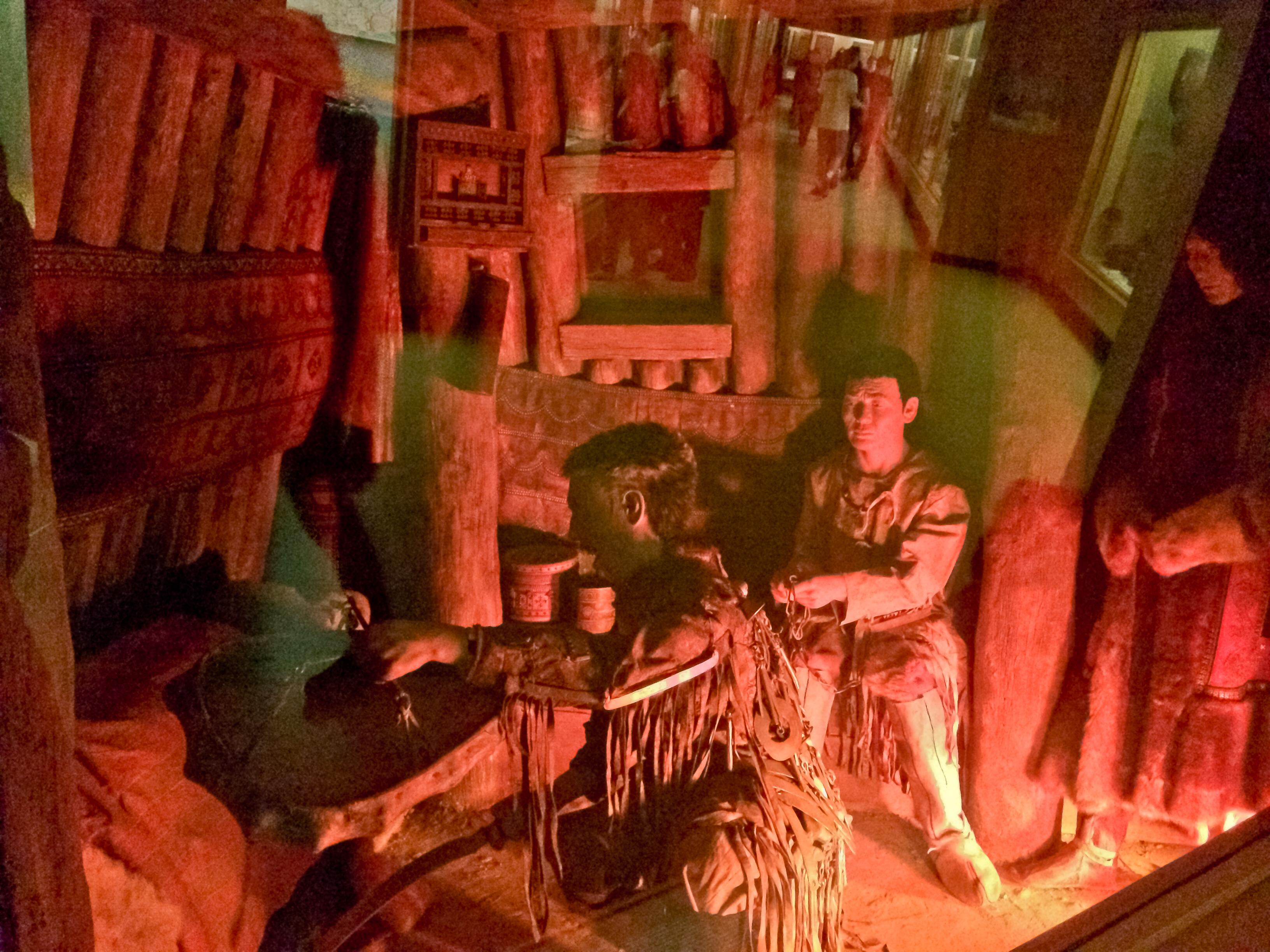
Egy jakut sámán gyógyító szertartást végez
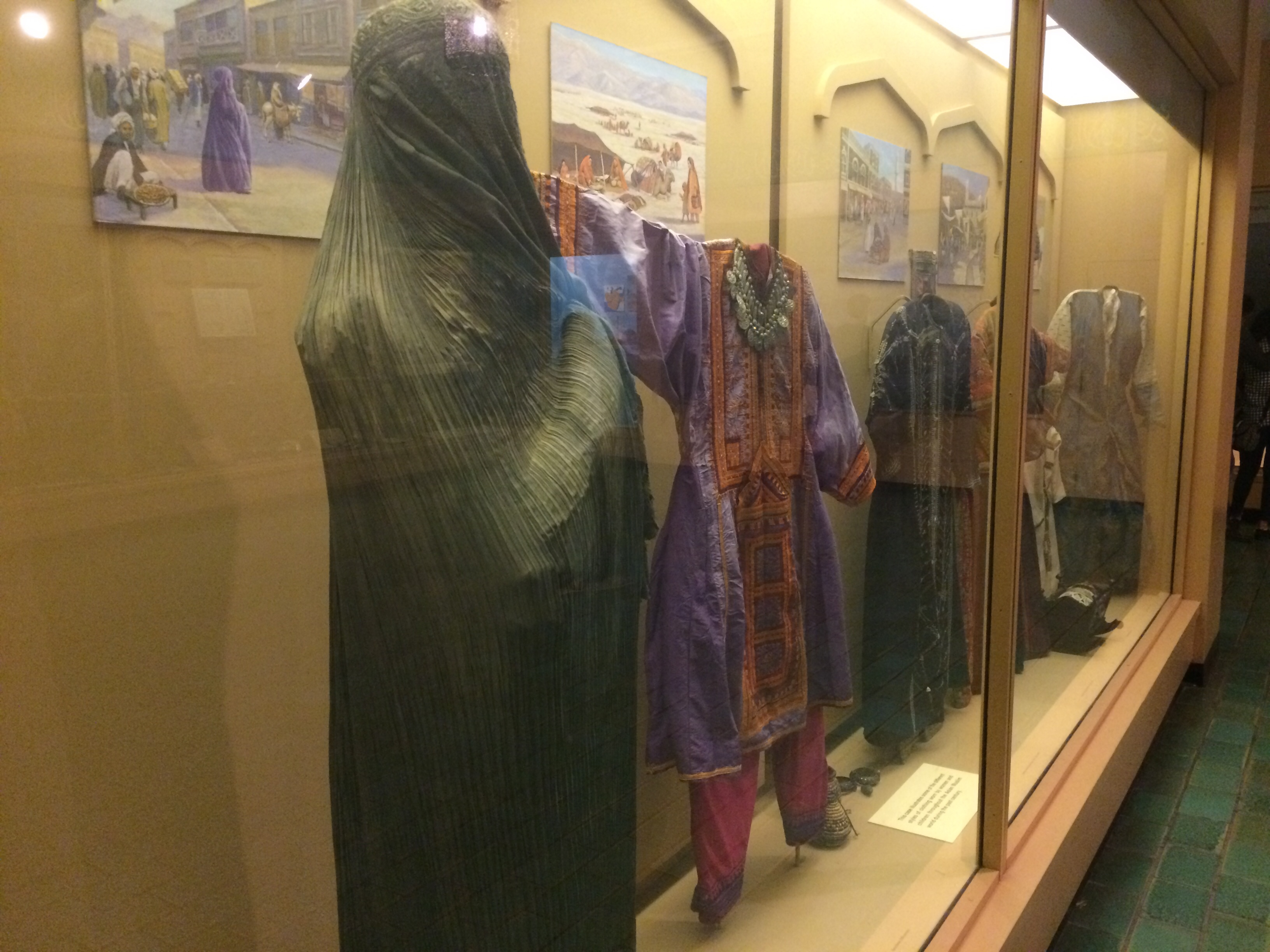
Női öltözetek Ázsia iszlám vallású területein

#### Az afrikai népek csarnoka

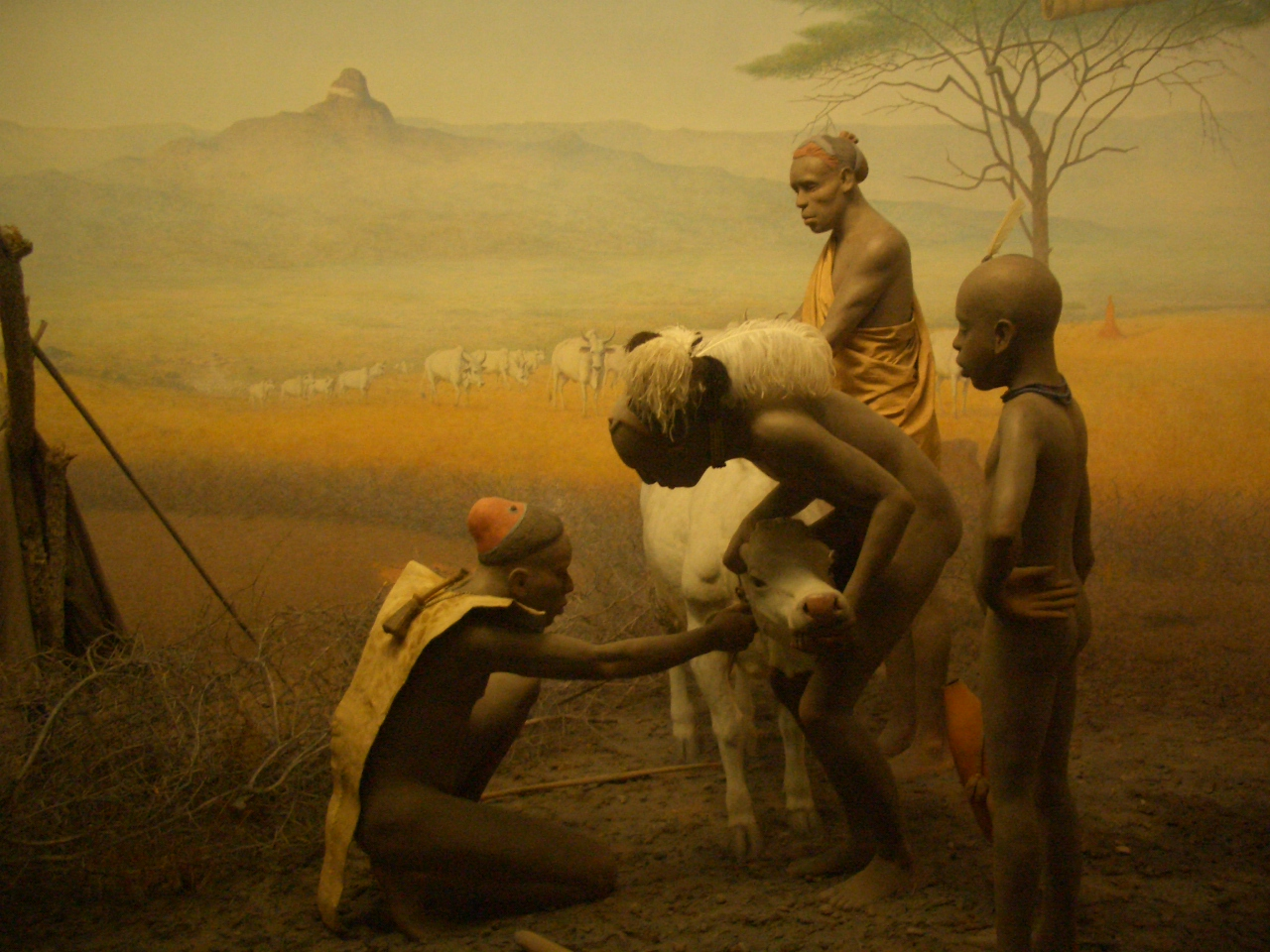
Pokot állattenyésztő emberek

Az afrikai népek csarnoka az afrikai emlősök csarnoka mögött, az észak-amerikai madarak csarnoka alatt helyezkedik el. Elrendezése a négy fő afrikai ökoszisztémát tükrözi: folyóvölgy, legelők, erdők és sivatagok. Mindegyik szekció az adott ökoszisztémában élő őslakosok műtárgyait és eszközeit mutatja be. A csarnokban három dioráma található, ezek közül említésre méltó az erdei ökoszisztémában élők spirituális ruházatát bemutató tárló. A szekciókat a vadászó-gyűjtögető, növénytermesztő, állattenyésztő életmódot folytató afrikai társadalmak sokrétű összehasonlítása fogja egybe. A tárlat mindegyik társadalmat történelmi, politikai, spirituális és ökológiai összefüggéseiben mutatja be. Egy apró szekciót a rabszolga-kereskedelem által szétszórt diaszpórának is szenteltek.A bemutatott társadalmak rövid listája:
Folyóvölgy:

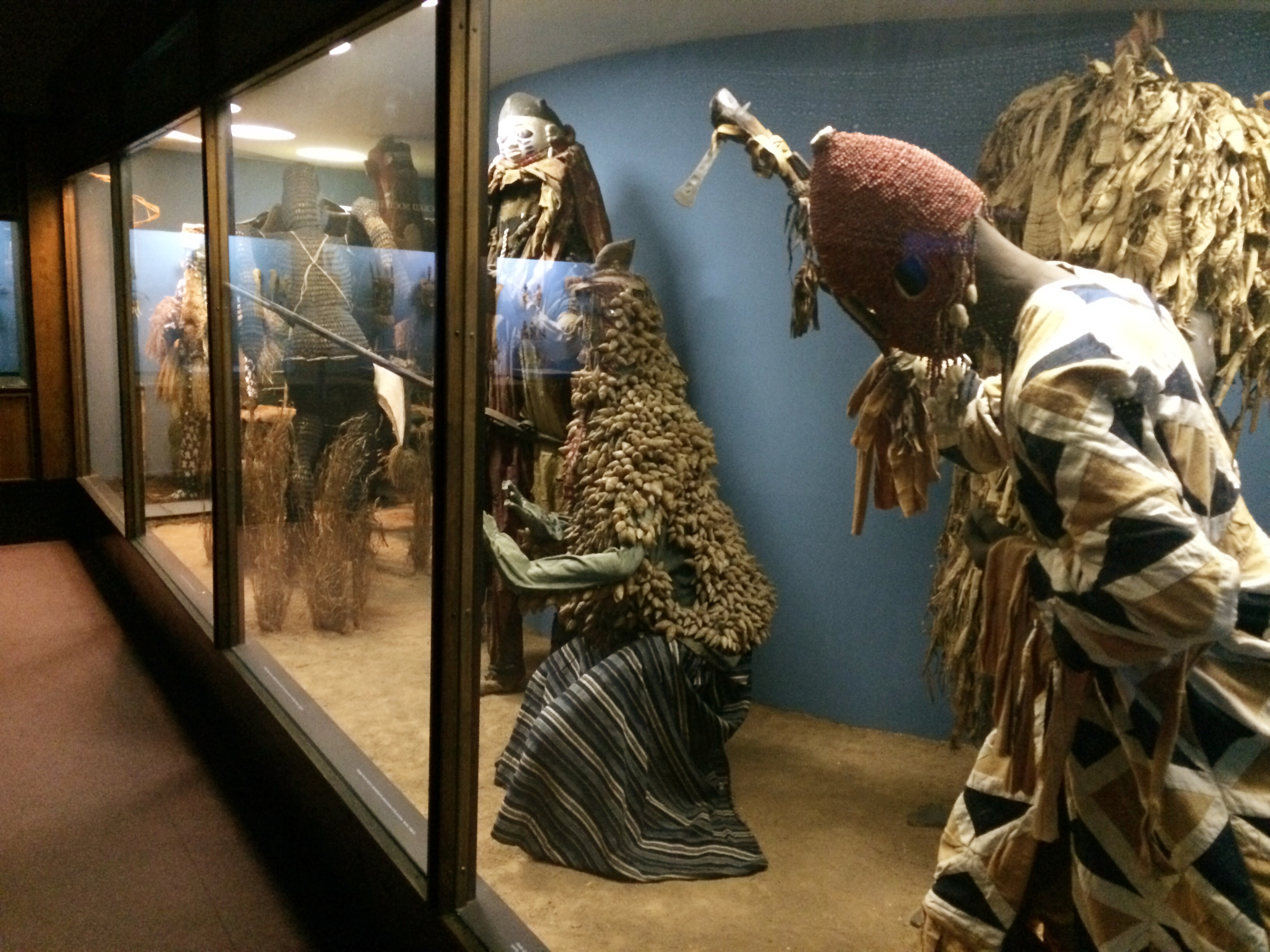
Afrikai törzsek spirituális ruházata

Ókori egyiptomiak, núbiaiak, kuba népcsoport, lozik
Legelők:
Pokotok, sillukok, brávánok
Erdők:
Jorubák, kofyarok, mbutik
Sivatag:
Ait Atta népcsoport, tuaregek

#### Mexikó és Közép-Amerika csarnoka

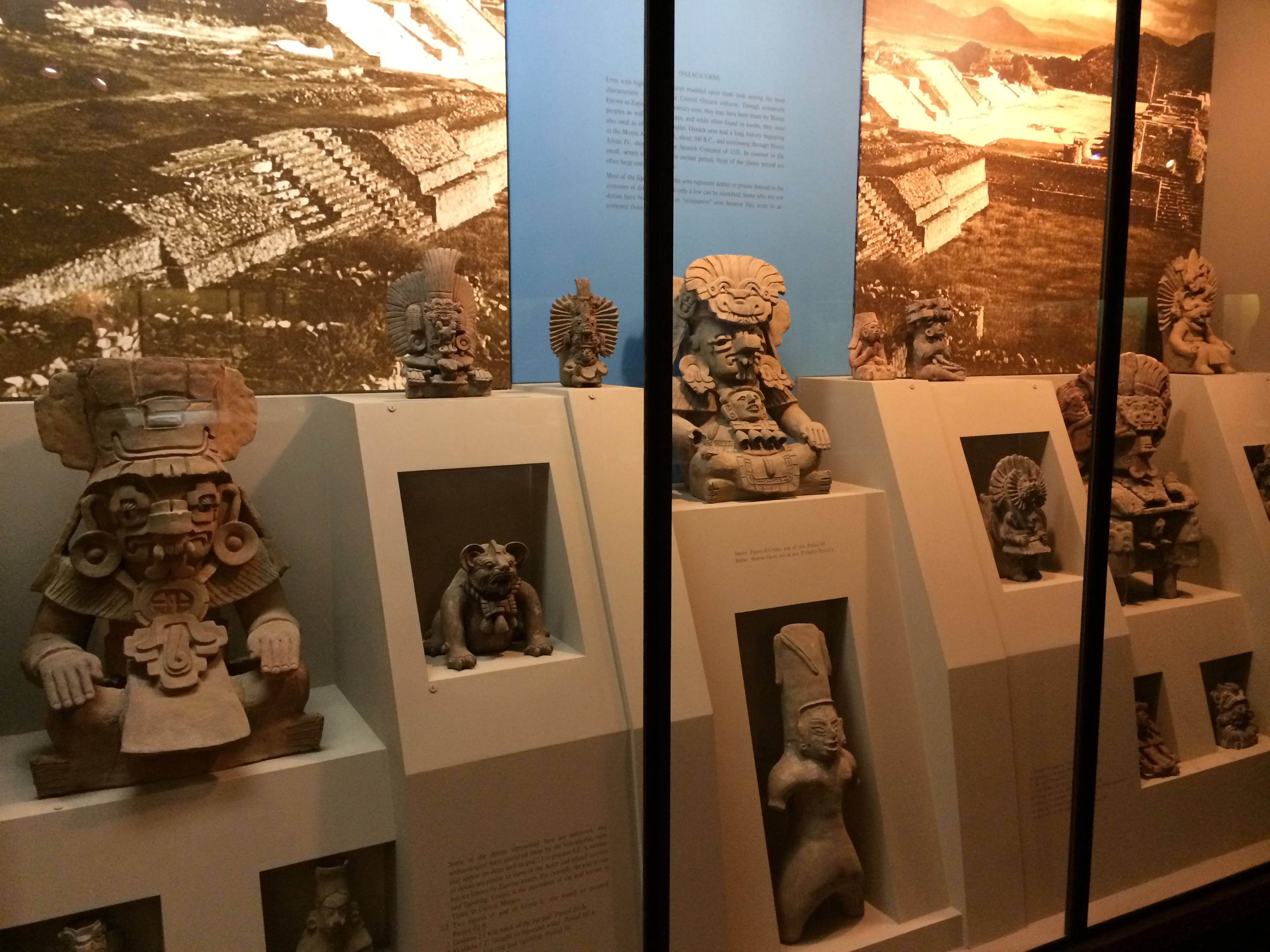
Zapoték temetkezési urnák Monte Albánban

Mexikó és Közép-Amerika csarnoka a múzeum első emeletén, a világ madarainak csarnoka és a dél-amerikai népek csarnoka között egyetlen szintet elfoglaló terem. A látogató az egykoron Mezoamerikában élő prekolumbiánus civilizációk átfogó régészeti bemutatásával találkozik, köztük a maja civilizációval, az olmékokkal, a zapotékokkal és az aztékokkal. Mivel ezek a civilizációk nem hagytak hátra írásos emlékeket, és a nyugati civilizációval sem volt kapcsolatuk, a tárlat átfogó célja, hogy összeszedje mindazt az ismeretet róluk, ami a fennmaradt régiségekből megfejthető. A múzeum már nyitásától kezdve bemutatta a prekolumbiánus műtárgyakat, nem sokkal azután, hogy régészek felfedezték a prokolumbiánus civilizációkat; a témának szentelt első kiállítóterem már 1899-ben megnyílt. A gyűjtemény növekedésével a csarnok nagyszabású felújításokon esett át, először 1944-ben, majd 1970-ben, amikor jelen formája kialakult. Említésre méltó kiállítási tárgy az olmék civilizáció emléke, a Kunz-fejsze, továbbá a Monte Albán régészeti ásatási helyszín 104-es sírjának másolata, melyet eredetileg az 1939-es New York-i világkiállításon mutattak be.

#### A csendes-óceáni népek Margaret Mead-ről elnevezett csarnoka

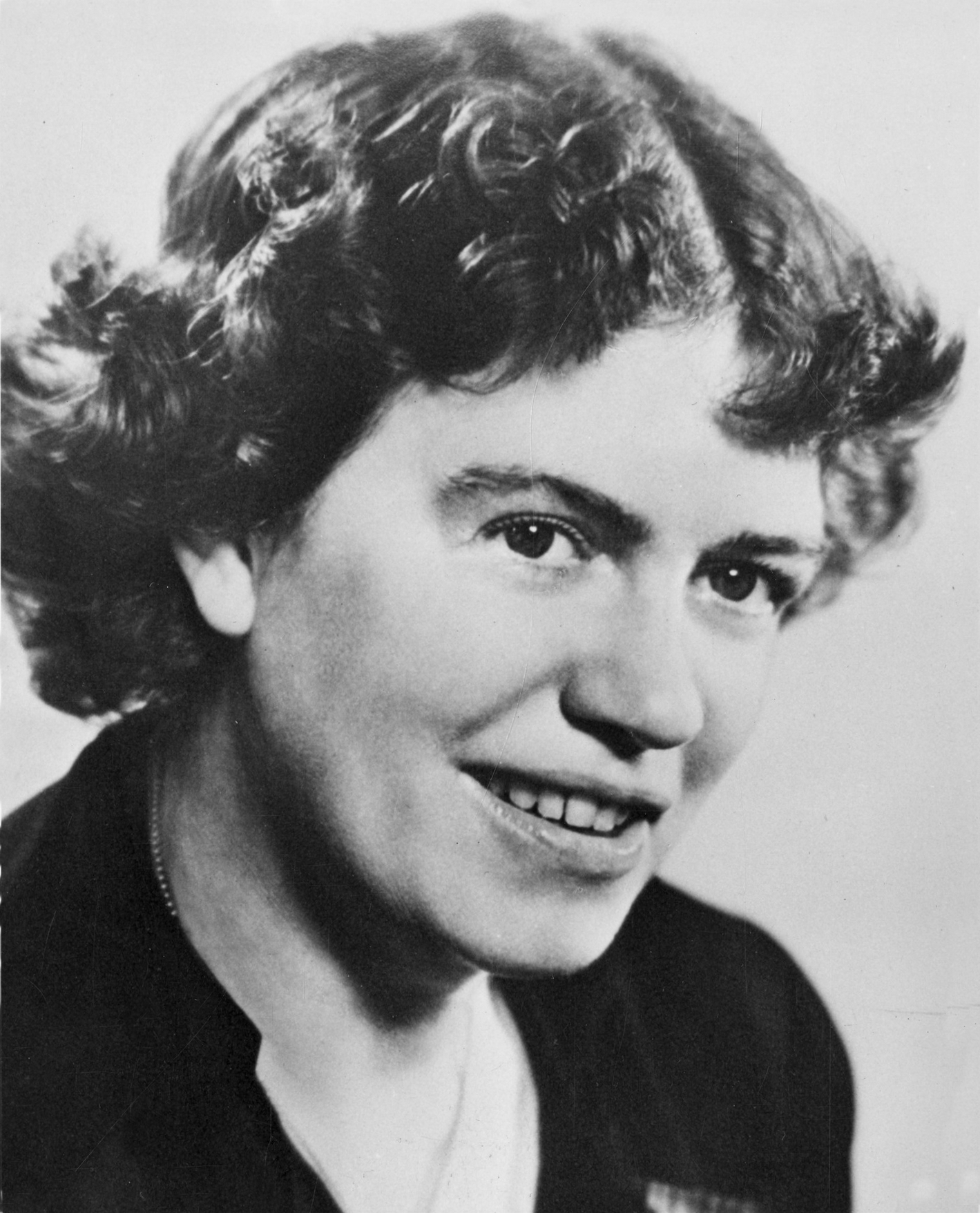
Margaret Mead kulturális antropológus sokáig dolgozott a múzeumban

A csarnok 1971-ben nyílt meg, akkor még csendes-óceáni népek néven, Margaret Mead nevét 1984-ben vette fel.

#### Indiánok csarnoka

##### Északnyugati parti indiánok

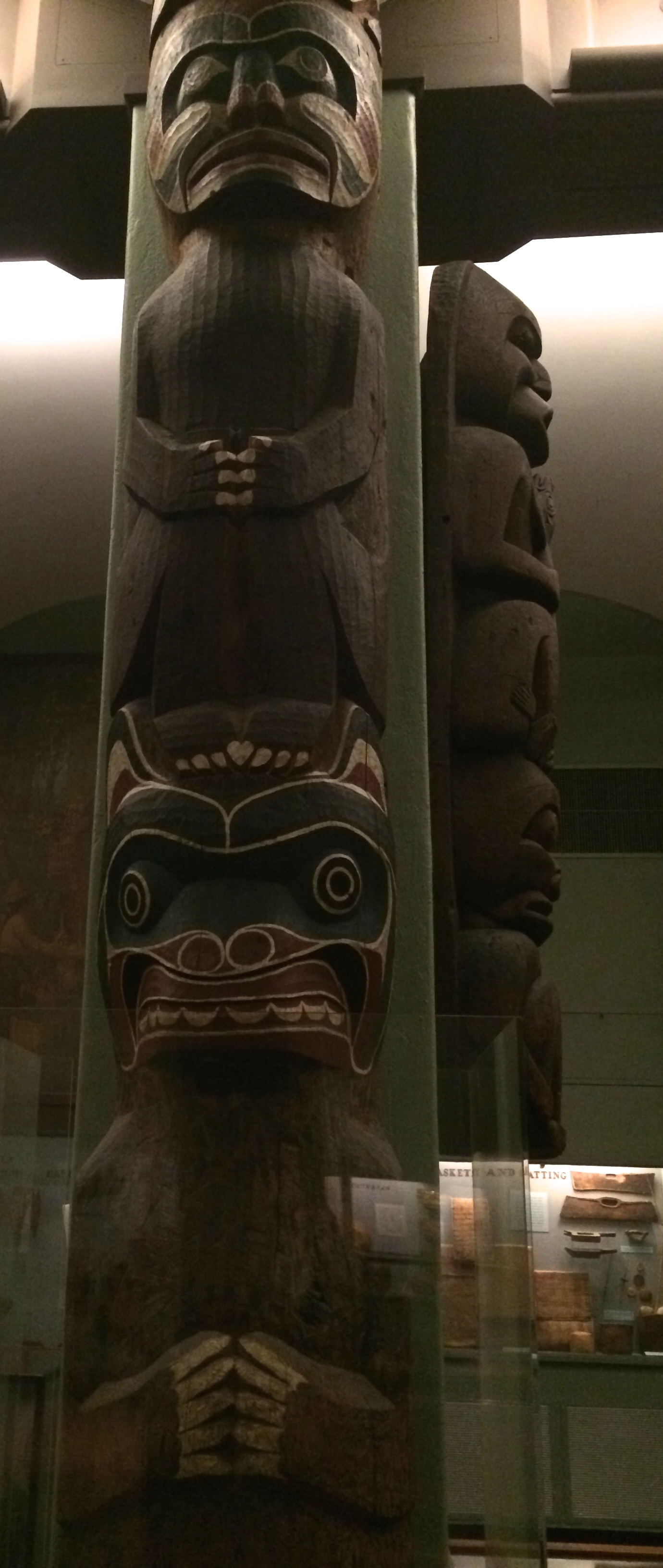
Kwakwaka'wakw totemek

Az északnyugati parti indiánok csarnoka a múzeum földszintjén, a Nagy Galéria mögött, a Warburg- és a Spitzer-csarnok között található. 1900-ban nyitott meg Jesup North Pacific Csarnok néven, jelenleg ez a múzeum legrégebbi kiállítási csarnoka, bár története folyamán számos felújításon esett át. A csarnok az északnyugati part kulturális régiójában (Alaszka déli része, Washington állam északi része, Brit-Columbia egy része) élő indián törzsektől származó tárgyi emlékeket mutat be. A csarnok fő látnivalói a Kwakwaka'wakw törzs bejáratot őrző totemjei és William S. Taylor festő törzsi életet ábrázoló falfestményei.
A csarnokban látható kiállítási tárgyak három fő forrásból származnak. A tárgyak közül a legkorábbiak a haida törzs által készített műtárgyak (a Grand Galleryt díszítő, mára már jól ismert haida kenuval az élen), melyeket John Wesley Powell geológus és kutató gyűjtött, és melyeket Herbert Bishop ajándékozott a múzeumnak 1882-ben. Ezeket követte a múzeum által megvásárolt két tlingit gyűjtemény, melyeket George T. Emmons gyűjtött 1888-ban és 1894-ben.

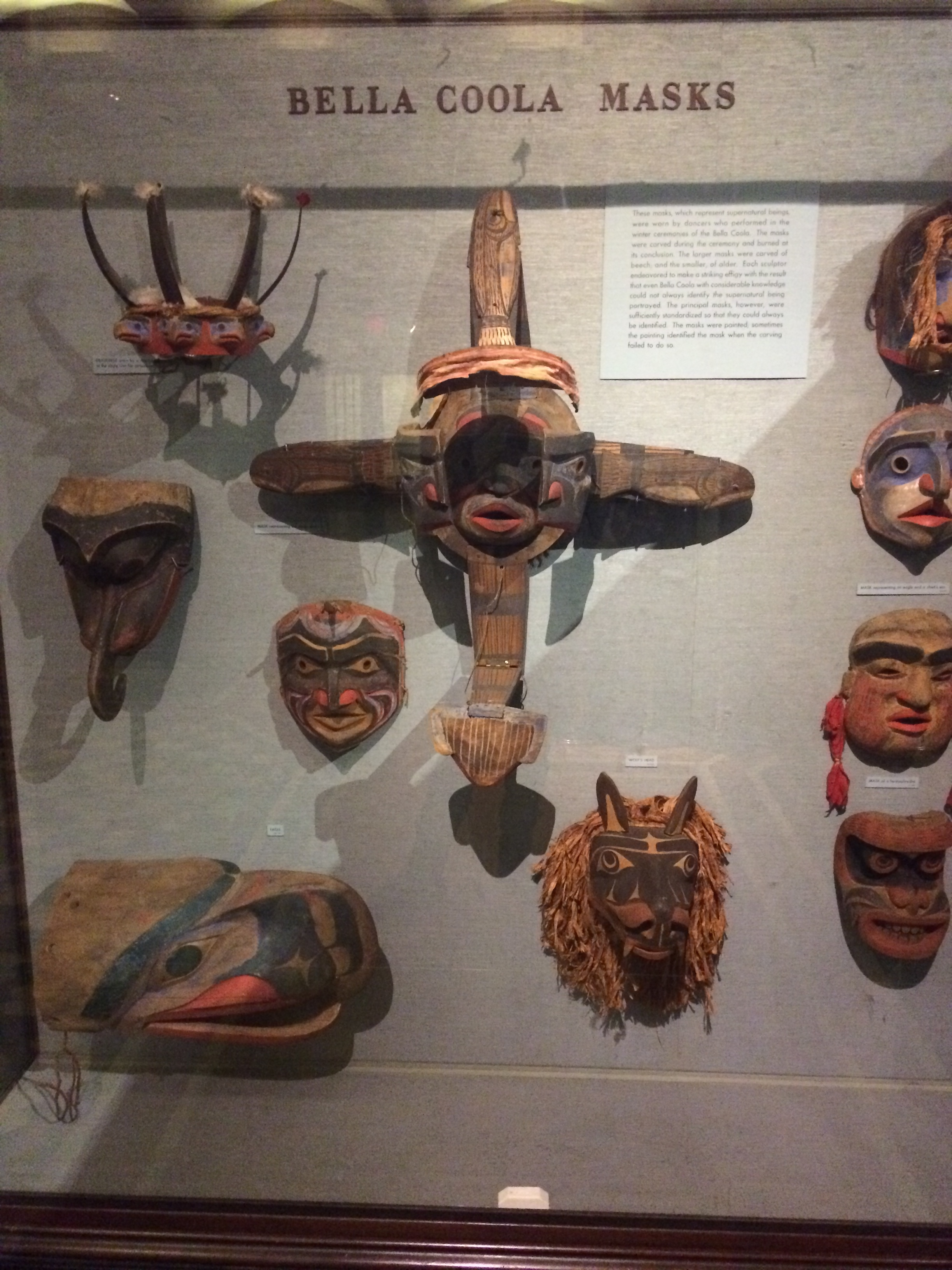
Nuxalk maszkok

A csarnok további műtárgyait a nevezetes Jesup North Pacific expedíció során szerezték be 1897 és 1902 között. Az expedíciót a befolyásos Franz Boas antropológus vezette és Morris Ketchum Jesup, a múzeum igazgatója finanszírozta. Ez volt a múzeum antropológiai osztályának első expedíciója, és ezt tartják az „amerikai antropológia legfőbb expedíciójának”. Számos jó nevű etnológus vett részt benne, például George Hunt, aki a csarnokban kiállított Kwakwaka'wakw totemeket is megszerezte.
Megnyitása idején az északnyugati parti indiánok csarnoka volt az egyike az Egyesült Államok és Kanada bennszülött népeit bemutató négy kiállítóteremnek. Eredetileg két szekcióra osztották, az egyik egy általános témájú kiállítóterület volt, ami a régió összes népével foglalkozott, a másik pedig törzsi bontásban mutatta be az indián népeket. Ez az elképzelés ellentétes volt Boas álláspontjával, aki a csarnok műtárgyait a megfelelő törzshöz szerette volna kötni (nagyjából úgy, ahogy ma is láthatók), ez az ellentét vezetett végül is Boas szakításához a múzeummal.
A csarnokban bemutatott további törzsek: Salish, Nuu-chah-nulth, Tsimshian, Nuxalk.

##### A síksági indián törzsek csarnoka
A csarnok elsősorban az észak-amerikai préri népcsoportjainak életét mutatja be, ahogyan a 19. század közepén éltek. Láthatók a feketeláb (blackfoot), hidatsa és dakota indiánok életét bemutató képek. Különös tudományos értéke van egy, 1926-ban Új-Mexikóban felfedezett, paleoindiánok által készített pattintott nyílhegynek, mely közvetlen bizonyítékot ad arra, hogy az amerikai kontinensre a Bering-földhídon át érkeztek ázsiai népcsoportok mintegy 10 000 évvel ezelőtt.

##### A keleti erdővidéki indián törzsek csarnoka
Ebben a csarnokban az Észak-Amerika északkeleti területein élő indián törzsek életébe tekinthet be a látogató. A bemutatott indián kultúrák közül fontos a cree, a mohikán, az ojibwe és az irokéz népcsoportoké.

### Az emberiség eredetének csarnokai

#### A Bernard és Anne Spitzerről elnevezett csarnok
A Bernard és Anne Spitzerről elnevezett csarnokot, korábban az „emberi biológia és evolúció csarnokát” 2007. február 10-én nyitották meg a látogatók számára. A csarnok, melynek neve első, 1921-es megnyitásakor az „emberiség korának csarnoka” volt, az Egyesült Államok egyetlen olyan nagyobb kiállítása volt, amely kiemelkedő alapossággal foglalkozott az emberiség evolúciójával. A kiállítás tárlói végig követik a homo sapiens fejlődéstörténetét, bemutatják az ember evolúciójának útvonalát, és rávilágítanak az emberi alkotóképesség eredeteire.
Az eredeti csarnok számos nevezetes látványossága továbbfejlesztett kivitelben ma is látható. Életnagyságú diorámákban láthatók őseink, az Australopithecus afarensis, a Homo ergaster, a neandervölgyi ember és a cro-magnoni ember, képet kaphatunk viselkedésükről és adottságaikról. A tárlaton fontos őskori leletek életnagyságú másolatai is láthatók, például a 3,2 millió éves Lucy, az 1,7 millió éves Turkana fiú és a Homo erectus csontvázaié, valamint a pekingi emberé.
A tárlaton láthatók a Franciaország délnyugati részén, Dordogne megyében felfedezett jégkorszaki műtárgyak másolatai is. A 26 000 évvel ezelőtt mészkőből faragott lovakat az emberi művészet legkorábbi emlékeinek tartják.

## A Föld és a bolygók tudományának csarnokai

### Arthur Ross-csarnok

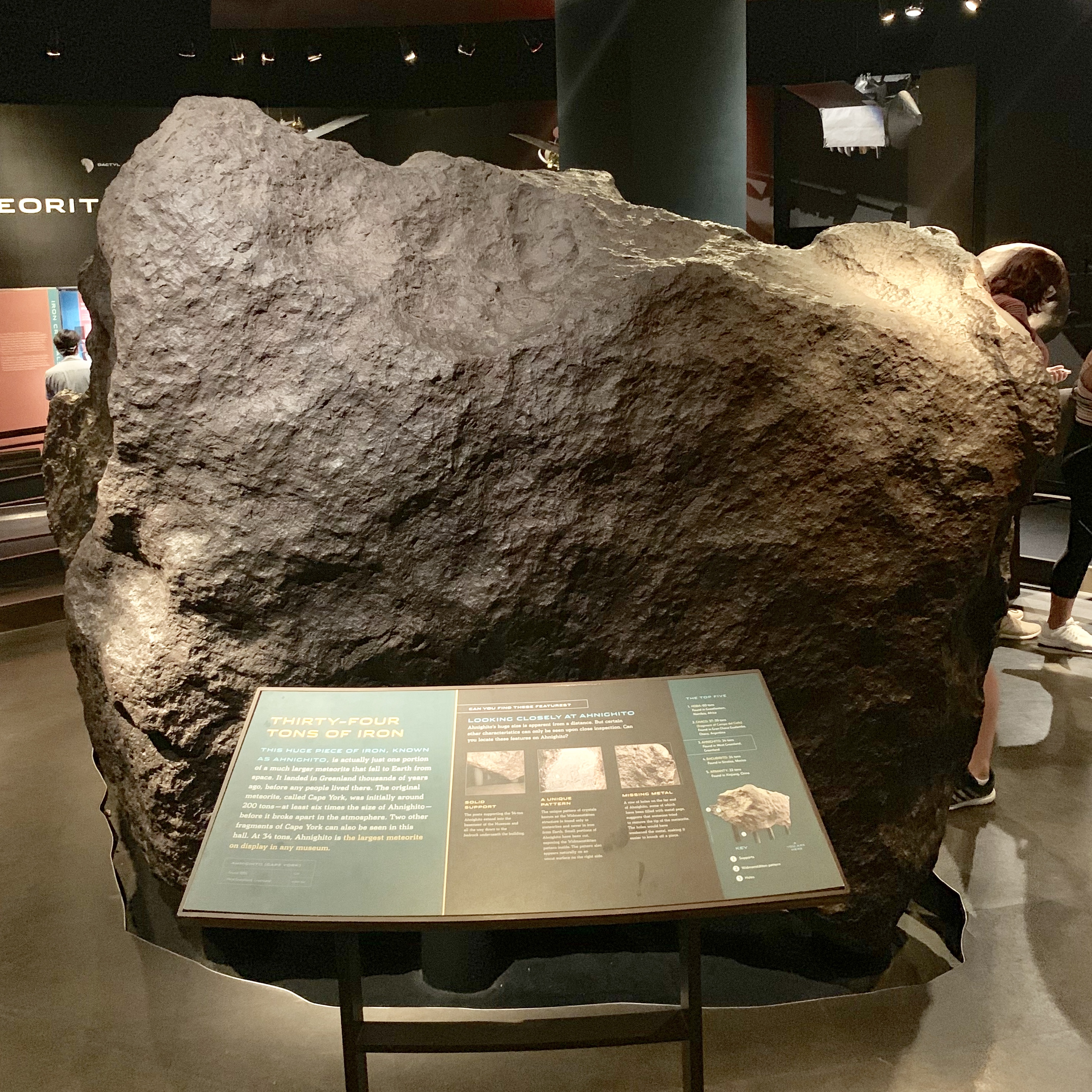
A Cape York-i meteorit

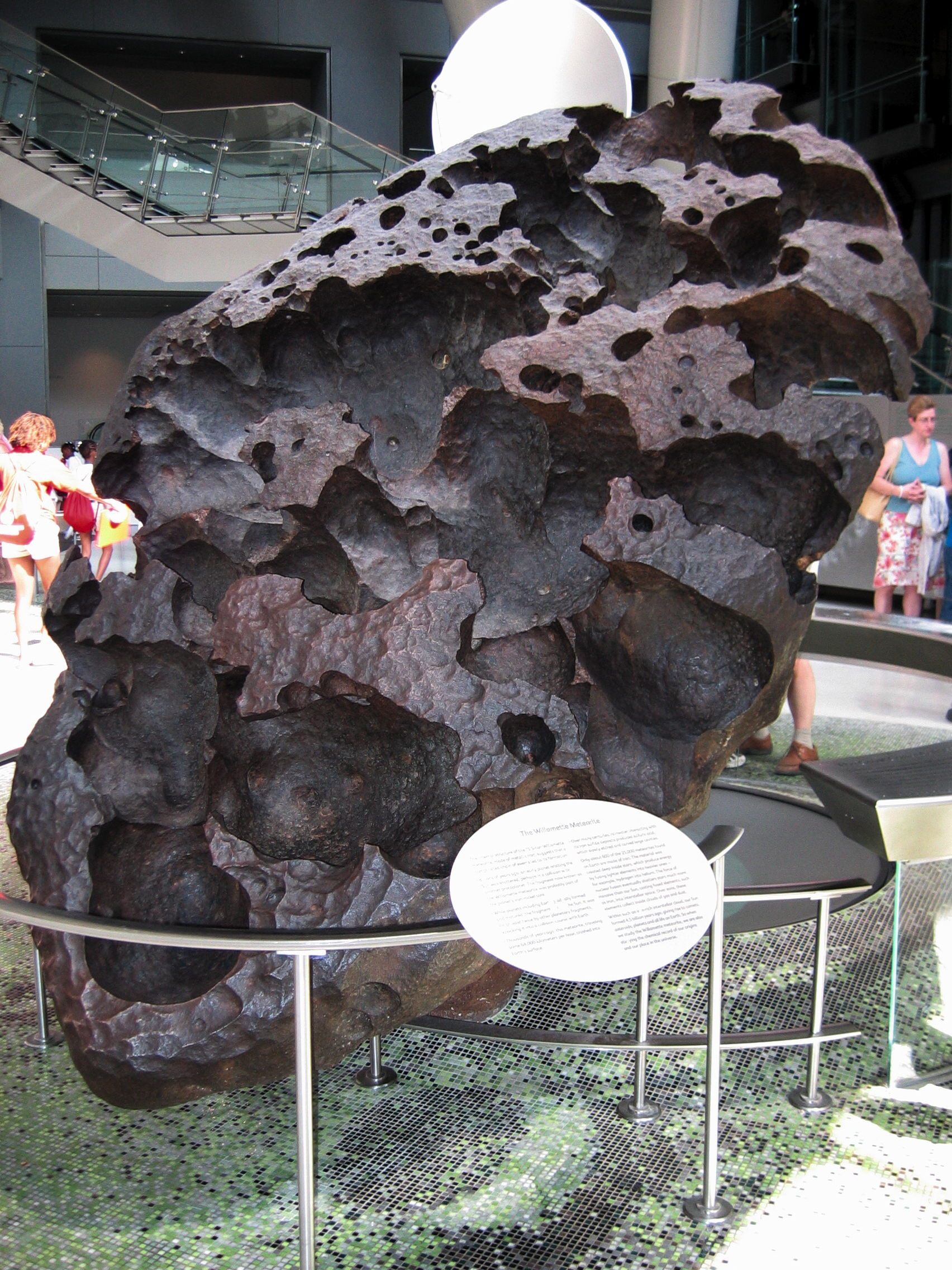
A Willamette meteorit

Az Arthur Ross filantrópról elnevezett csarnokban nevezetes meteoritminták láthatók, köztük a Grönlandon talált 200 tonnás Cape York-i meteorit egy darabja, amit az inuitok Ahnighito néven ismertek. A 31 tonnás kiállítási darab az északi félteke legnagyobb kiállított meteoritja. A meteorit súlyát a múzeum alatti sziklaalapba ágyazott oszlopok tartják.
A csarnokban a naprendszeren kívülről származó, ötmilliárd évnél is idősebb nanogyémántok is láthatók. Ezeket a nanogyémántokat kémiai módszerekkel nyerték ki egy menteoritmintából.

### Drágakövek és ásványok csarnoka
A Harry Frank Guggenheim nevét őrző csarnok több száz különleges geológiai mintát mutat be a látogatóknak. Közvetlenül csatlakozik a Morgan-emlékcsarnokhoz, melyben számos ritka, különösen értékes drágakő látható. A kiállítást a Wm. F. Pedersen and Assoc. cég tervezte Fred Bookhardt irányítása alatt. Az ásványtani osztály kurátora Vincent Manson volt. A kiállítás építése 1970-től 1976-ig, hat éven át tartott. A The New York Times építészeti szakírója Paul Goldberger szerint „ez a legpompásabb múzeumi installációk egyike, ami sok-sok éve New Yorkban, vagy bármely más városban épült”.
A csarnokban a múzeum több mint százezres gyűjteményéből válogatott nevezetes mintákat állítják ki. Köztük látható a 632 karátos (126 gramm),  12-lapú Patricia-smaragd. A drágakövet 1920-ban bányászták az Andok kolumbiai szakaszán, nevét a bánya tulajdonosának lányáról kapta. A Patricia-smaragd a néhány, még csiszolatlanul hagyott drágakő minőségű smaragd egyike.  Itt látható az India csillaga nevű, 563 karátos (113 gramm) zafír, ami a világ legnagyobb és legismertebb csillagmintázatú zafír ékköve. 300 évvel ezelőtt fedezték fel Srí Lankán, valószínűleg ősi vízfolyások medrének homokjában, melyekben mind a mai napig találnak csillag alakú zafírköveket. Az ékkövet J. P. Morgan befektető ajándékozta a múzeumnak. A vékony, ragyogó, hatágú csillag alakú  aszterizmust az ásványba belépő és annak tűszerű rutilkristályain szóródó fény hozza létre.  Az India csillagát gömbölydedre, félgömb alakúra csiszolták, hogy kiemeljék az ékkő szépségét. A kiállított tárgyak közül meg kell említeni a 270 kg-os topázt, ami egy 4,5 tonnás azurit/malachit ásványból származó minta, melyet még a 20. század elején találtak az arizonai Bisbee város Copper Queen rézbányájában; továbbá egy ritka, Srí Lankáról származó 100 karátos (20 gramm) narancs színű padparadsa zafírt, amit „minden padparadsa zafír anyjának” tartanak." A gyűjtemény részét képezi egy 116,75 karátos mélyvörös színű rubinkő, a Midnight Star (éjféli csillag), melyet Srí Lankán találtak, és melyet az India csillagához hasonlóan J. P. Morgan adományozott a múzeumnak, 1901-ben.
1964. október 29-én az India csillagát, a Midnight Start, a DeLong Star rubint és az Eagle-gyémántot ellopták a múzeumból. A betörők, Jack Roland Murphy és tettestársai Allen Dale Kuhn és Roger Frederick Clark egy mosdó ablakán keresztül másztak be a múzeumba, az ablakot órákkal korábban ők maguk nyitották ki. A Midnight Start és a DeLong Star rubint később Miamiban találták meg. Néhány héttel később, szintén Miamiban, az India csillaga is előkerült egy buszállomás csomagmegőrzőjéből, de az Eagle-gyémántot azóta sem találták meg; elveszhetett vagy feldarabolhatták és újra csiszolták. Az elkövetőket később elfogták és mindannyiukat három év börtönbüntetésre ítélték.

### A Föld csarnoka
A David és Ruth L. Gottesman nevét őrző csarnok egy állandó kiállításnak ad helyet. A csarnok tematikája a Föld története,  a por- és gázfelhőből történő kialakulásától az élet megjelenésén (abiogenézis) át a mai embernek a bolygóra gyakorolt hatásáig. Több szekció foglalkozik a Földtudományok egyes ágaival, például a geológiával, a glaciológiával, a légkörrel vagy vulkanológiával. A csarnokban kiállított nagy méretű kőzetmintákat a látogatók meg is érinthetik. Üledékes kialakulású vasérc minták és metakonglomerátumok mellett gránit-, homokkő-, lávaminták és három fekete füstölő is látható. A csarnok északi szekciójának elrendezése, mely elsősorban a lemeztektonikával foglalkozik a Föld belső szerkezetét utánozza. A Föld belső magja és a földköpeny középen helyezkedik el, míg a földkéreg a széleken.

## Őskövületek

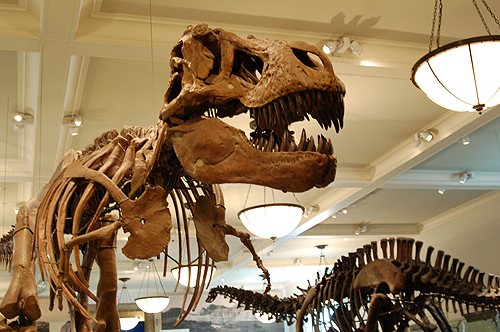
Hall of Saurischia dinoszaurusz

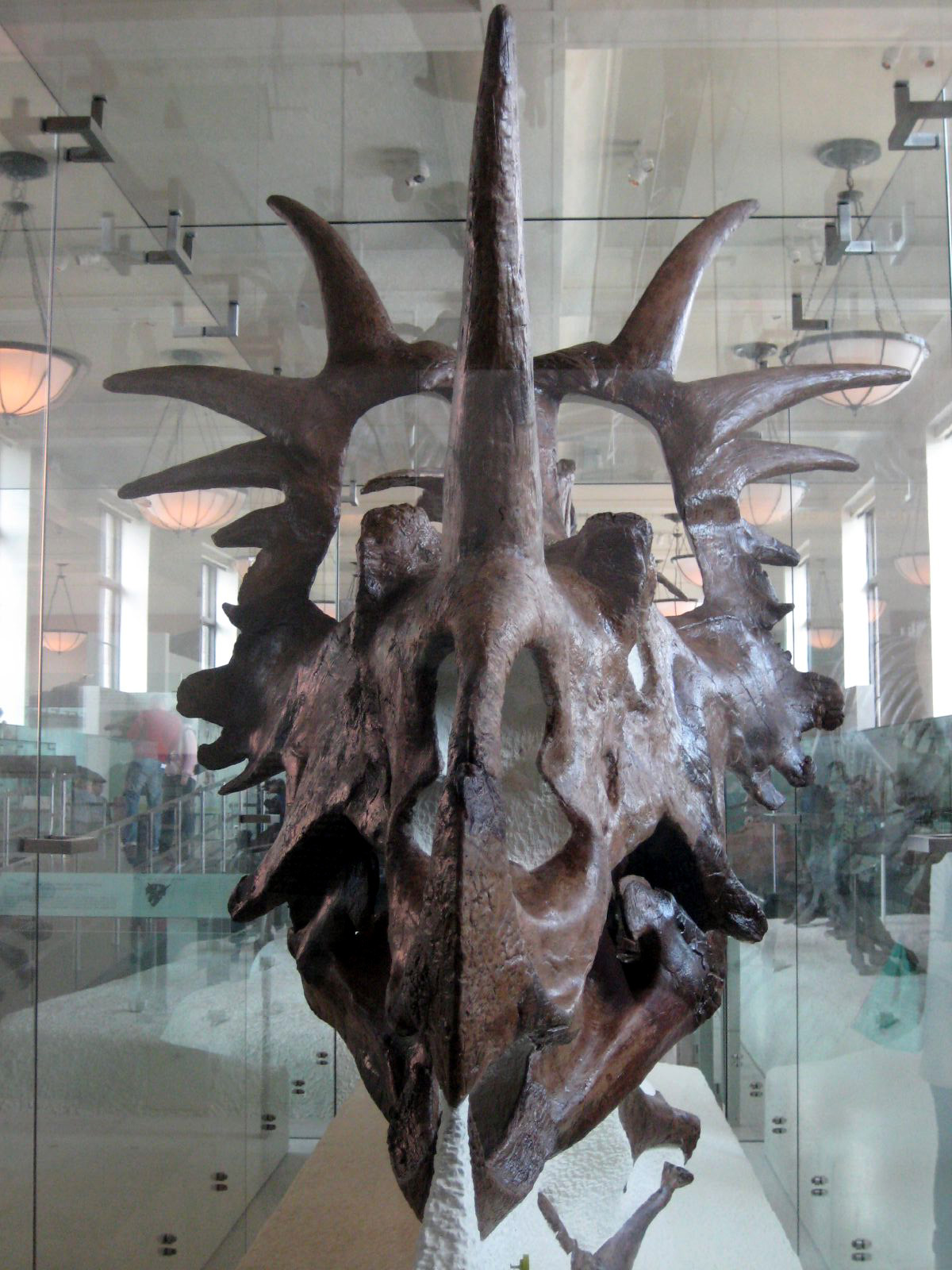
Styracosaurus csontváza

A múzeum emlős- és dinoszauruszkövület-gyűjteményének nagy részét a látogatók elől elzárt területen őrzik a múzeumot alkotó komplexum számos raktárában. Ezek közül a legfontosabb a tízszintes Childs Frick-épület, mely a múzeum egyik belső udvarában emelkedik. Az épület építésekor hatalmas daruk emelték be az acélgerendákat az utcáról a tetőn át közvetlenül az udvarba, hogy a múzeum homlokzata sértetlen maradjon. A gyűjtemény  fosszíliáinak becsült tömege miatt az épületet acélgerendákkal erősítették meg; a raktárban található jelenleg a világ legnagyobb emlős- és dinoszauruszfosszilia-gyűjteménye. A gyűjtemény az épület alagsorát és alsó hét szintjét foglalja el, a felső három szinten laboratóriumok és irodák találhatók. Ebben az épületben folyik a múzeum több, gerincesekre vonatkozó régészeti kutatóprogramja.
A múzeum más területein a múlt emlékeit raktározzák. A bálnacsontraktár egy hatalmas terem, melyben a mennyezetről leengedett csörlőkkel mozgatják az óriás méretű őskövületeket. A múzeum padlástere további raktárként szolgál, itt található az elefántterem, míg egy szinttel a terem alatt az agyarakat őrzik.
A nyilvánosság által látogatható hatalmas őskövület-gyűjtemények a múzeum teljes harmadik emeletét, valamint a főbejárat melletti Theodore Roosevelt-emlékcsarnokban megtekinthető állandó tárlatot foglalják el.
A harmadik emeleten látható kiállítás a gerincesek fejlődéstörténetén vezeti végig a látogatót egy több múzeumépületet is érintő útvonalon. A múzeum 77. utca felőli oldalán a látogató a tájékoztató központban kezdi útját, majd egy jól jelzett útvonalon követheti az élet fájának elágazásait. Az elágazási pontoknál a látogató a gerincesek közötti leszármazási kapcsolatokról kap információt. Ezt az evolúciós útvonalat kladogramnak nevezik. A csarnokban bejárható leszármazási fa csomópontjain – vagyis azokon a pontokon, ahol egy-egy új jellemző jelenik meg – pontos tájékoztatást kap a látogató azokról a jellemzőkről melyek a leszármazási fa új ágát képviselik. Az új jellemzőkkel rendelkező fajok a leszármazási fa mentén elhelyezett fülkékben láthatók. A látogatókat videóprogramokon is megismertetik a cladogram elméletével. 
A bemutatott kövületek közül sok az egyedi és történelmileg nevezetes darab, melyeket még a múzeum aranykorában, az 1880 és 1930 között szervezett expedíciók során gyűjtöttek. Kisebb léptékben ugyan, de expedíciókat mind a mai napig indítottak, az ezek során gyűjtött, Vietnámból, Madagaszkárról, Dél-Amerikából, Közép- és Kelet-Afrikából  származó leletek szintén bővítették a múzeum gyűjteményét.
A 3. emeleten a következő kiállítótermek találhatók:
- A gerincesek eredetének csarnoka
- A hüllőmedencéjű dinoszauruszok (Saurischia) csarnoka[76]
- A madármedencéjű dinoszauruszok (Ornithischia)  csarnoka
- A primitív emlősök csarnoka
- A fejlett emlősök csarnoka

### A kiállított fosszíliák

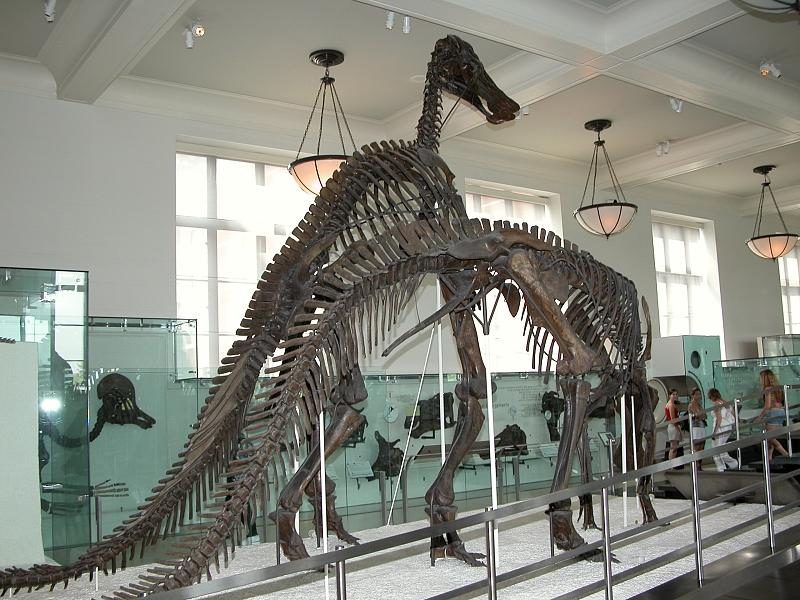
Egy Edmontosaurus annectens megkövült csontvázai

Néhány, a számos jelentős kövület közül:
- Tyrannosaurus rex: csaknem teljes egészében megkövült csontokból felépítve, két erős hátsó lábán áll, lopakodó pozícióban. A kiállított példányt valójában két T. Rex csontjaiból építették, melyeket Barnum Brown őslénykutató, híres dinoszauruszvadász talált 1902-ben és 1908-ban Montana államban.[77]
- Mamut: rokonánál, a gyapjas mamutnál nagyobb termetű; a kiállított példány olyan állat maradványaiból áll, mely 11 000 évvel ezelőtt élt Indiana államban.[78]
- Apatosaurus vagy Brontosaurus: ezt a hatalmas példányt a 19. század végén fedezték fel. Bár csontmaradványainak többsége eredeti, a koponyája nem az, mivel azt nem találták meg a feltárás helyén. Az első Apatosaurus koponyát csak sok évvel később találták meg, a múzeumi példányra ezért gipszöntvényből készítettek egyet. Egy ideig tévesen egy Camarasaurus koponyája volt a kiállított példányon, amíg a helyes koponyát meg nem találták.[79] Nem teljesen bizonyos, hogy ez a példány Brontosaurus vagy egy Apatosaurus, ezért azonosítatlan, az Apatosaurinae családba tartozóként tartják számon, mivel előfordulhat, hogy egy Amphicoelias vagy egy Atlantosaurus  példány.
- Brontops: kihalt emlős, ami távoli rokonságban áll a lovakkal és az orrszarvúkkal. Napjaink előtt 35 millió évvel élt a mai Dél-Dakota területén. Elsősorban pompás, szokatlan alakú szarváról ismert.[80]
- Edmontosaurus annectens: egy nagy méretű növényevő, a madárlábúak alrendjébe tartozó dinoszaurusz csontváza. Az itt látható példány egy mumifikálódott fosszília, a lágy szövetek és a bőr az őket körülvevő kőzetbe nyomódtak bele. A kiállítási darabot pontosan úgy mutatják be, amilyen pozícióban azt megtalálták: az állat az oldalán fekszik, lábai felhúzott állapotban vannak, fejét hátrafelé hajtja.[81]
- 2007. szeptember 26-án egy 80 millió éves, 60 cm átmérőjű ammonitesz került a múzeum birtokába, a példányt teljes egészében ammolit drágakő alkotja. Az ammoniteszek 66 millió évvel ezelőtt a kréta–tercier kihalási esemény során haltak ki, ugyanannak az eseménynek a hatására, ami a dinoszauruszok pusztulását is okozta. A kiállított példányt a kanadai Alberta tartományban fedezték, a darab a Korite International ajándéka.[82]
- Egy Allosaurus csontváz, mely éppen egy elpusztult Apatosaurus testéből lakmározik.[83]
- Az Andrewsarchus mongoliensis egyetlen ismert koponyája.[84]
- A kihalt óriáslajhárok több faja: a Megalocnus rodens, a Scelidotherium cuvieri , a Megalonyx wheatleyi és a  Glossotherium robustus
- Egy Triceratops és egy Stegosaurus.

A kiállítóterekben bemutatott kövületek mellett még sok olyan mintadarabot tárolnak a gyűjteményben, melyek kutatói vizsgálatokra állnak rendelkezésre. Ezek közt van egy diplodocida teljesen megmaradt koponyája, tirannoszauruszfogak, sauropodák csigolyái, valamint számos holotípuspéldány.

## A föld és a világűr kiállítóközpontja

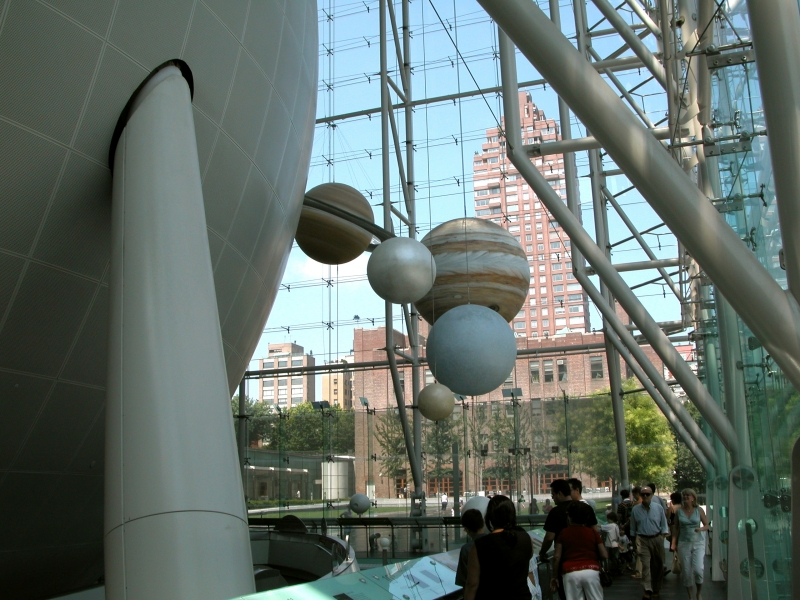
A Rose-kiállítóközpont

A múzeumhoz kapcsolódó Hayden-planetárium, mely ma már a Rose családról elnevezett, a Földet és a világűrt bemutató csarnok része, egy üvegépületen belül helyezkedik el. Az üvegcsarnokban található a gömb alakú Space Theater (Űrszínház), melyet James Polshek tervezett. A kiállítóközpont egyik legnépszerűbb látványossága a 2000. február 19-én megnyílt Heilbrun Cosmic Pathway.
Az eredeti Hayden-planetáriumot 1933-ban alapították Charles Hayden bankár, filantróp adományából. A planetárium 1935-ben nyílt meg, majd 1997-ben lebontották, és 2000-ben helyére a Rose-család 210 millió dolláros adományából épült új kiállítóközpont épült. Az épületet James Stewart Polshek tervezte. Maga az épület egy hatszintes üvegcsarnok, amiben látszólag egy 27 m átmérőjű kivilágított gömb lebeg, bár a gömböt valójában egy vázszerkezet tartja. James Polshek „űrkatedrálisnak” nevezte munkáját. A kiállítóközpont és a hozzá kapcsolódó köztér a múzeum északi frontján helyezkedik el, az együttest sokan Manhattan egyik legkiemelkedőbb jelenkori hozzáépítésének tartják.  Teljes területe, mely a Hayden-planetárium mellett kutatási, oktatási és kiállítási területeket is tartalmaz, csaknem 31 000 m². Itt található a múzeum legújabb akadémiai kutatóosztálya, az asztrofizikai osztály is. A  Hayden-planetárium igazgatója  Neil deGrasse Tyson asztrofizikus.
Polshek tervezte a múzeum nyugati utcafrontján álló 170 m²-es Weston-pavilont is, ami egy vízfehér üvegből készült 13 m magas áttetsző üvegszerkezet. Ez az épületrész további bejárati lehetőséget ad a múzeumba, emellett kiállítóhelyet biztosít csillagászati tárgyú témákhoz. A havonta megjelenő Sky & Telescope magazin a planetárium korábbi, The Sky című magazinjának és a  The Telescope magazinnak az összeolvadásából jött létre.
A planetárium 2000-es, megnyitó programjának narrátora Tom Hanks volt. Azóta olyan neves művészek, mint Whoopi Goldberg, Robert Redford, Harrison Ford és Maya Angelou is szerepelt hangjával a programban.

## Könyvtár
A múzeum könyvtára a harmadik emeleten helyezkedik el, a könyvtár a múzeum dolgozói és a  nagyközönség számára is nyitva áll.
A könyvtár szinte minden tudományág szakkönyveivel rendelkezik: mammalógia, a Földdel kapcsolatos tudományok, űrkutatás, csillagászat és asztrofizika, antropológia, entomológia, herpetológia, Ichthiológia, őslénytan, etológia, ornitológia, ásványtan, gerinctelenek, rendszertan, ökológia, oceanográfia, kagylók, felfedezés és utazás, tudománytörténet, muzeológia, bibliográfia, genomika és biológia. A könyvtár gyűjteményében egészen a 15. századig visszamenően találhatók könyvek.

### Története
A kezdetekben a könyvtár magángyűjtemények adományából fejlődött, ilyen volt John C. Jay kagylókkal foglalkozó könyvgyűjteménye, Carson Brevoort halakkal és zoológiai témával foglalkozó gyűjteménye, Daniel Giraud Elliot madártani könyvtára, Harry Edwards rovartani, valamint Jules Marcou geológiai témájú könyvgyűjteménye. 1903-ban az Amerikai Etnológiai Társaság helyezte el könyvtárát a múzeumban, amit 1905-ben a New York-i Tudományos Akadémia 10 000 kötetes gyűjteménye követett.
Napjainkban a könyvtár gyűjteménye több mint 550 000 monográfiát, sorozatművet, röpiratot, reprint kiadást, mikrofilmet, eredeti illusztrációt, filmet, fényképet, kéziratot és ritka gyűjteményt őriz.
Az új könyvtárat a Roche-Dinkeloo cég tervezte 1992-ben. Területe 5100 m², olvasótermek és klimatizált helyiségek is vannak benne, melyekben a páratartalmat is szabályozzák.

### Különgyűjtemények
- Az intézmény archívuma, kéziratok és személyi iratok: dokumentumok, terepi feljegyzések, jegyzetek, a múzeummal, annak kutatóival, az expedíciókkal kapcsolatos újságkivágások és egyéb dokumentumok.[95]
- Műtárgyakat és emléktárgyakat tartalmazó gyűjtemény.[96]
- Mozgóképgyűjtemény.[97]
- Vegyes irattári anyagok: kiállításokkal, expedíciókkal és a múzeum működésével kapcsolatos anyagok.[98]

## Galéria

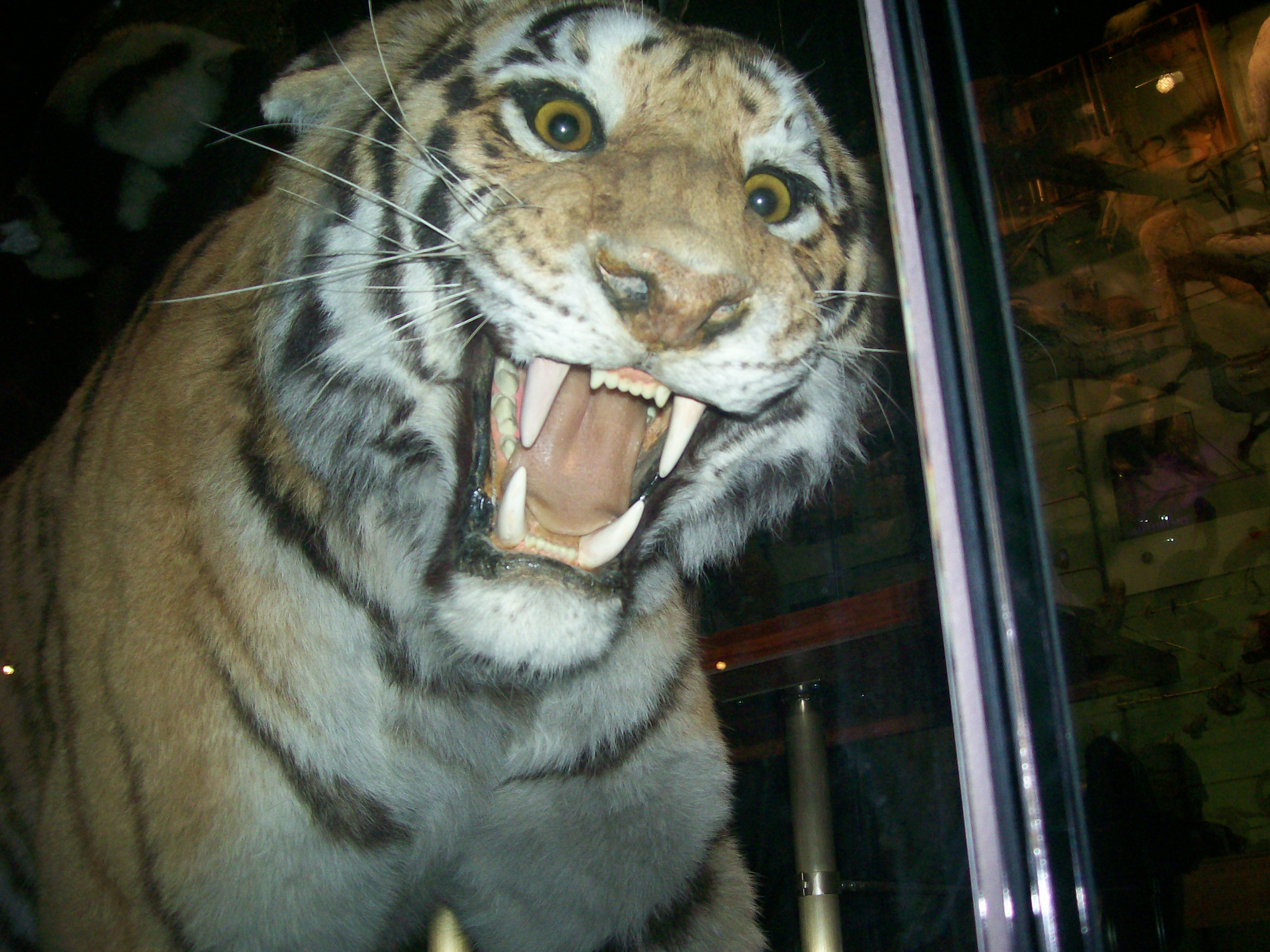
Bengáli tigris
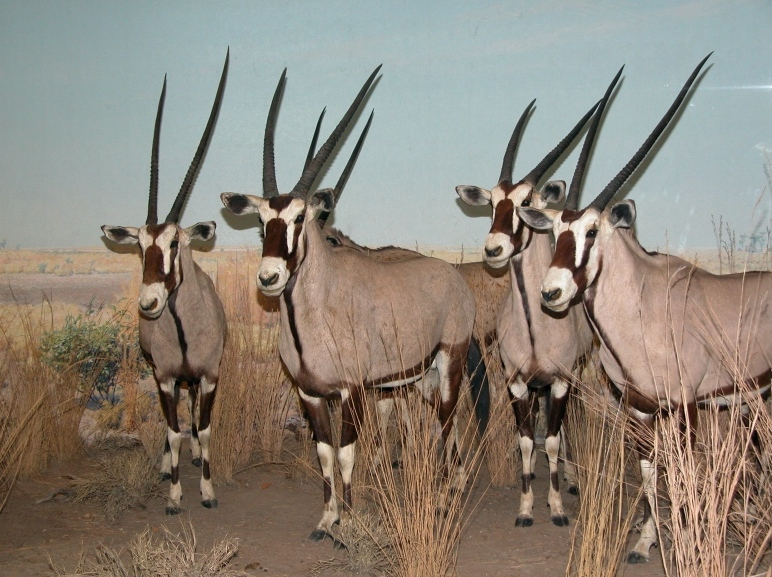
Dioráma az afrikai emlősök csarnokában
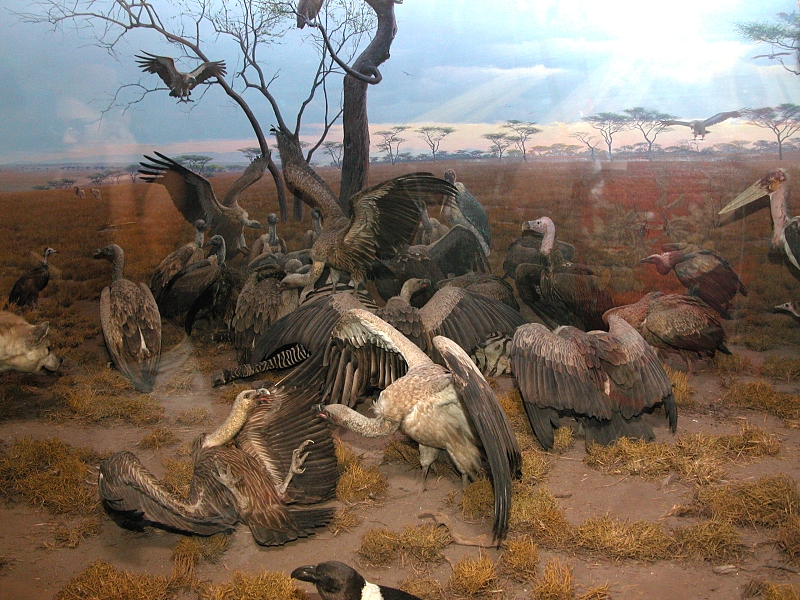
Dioráma az afrikai emlősök csarnokában
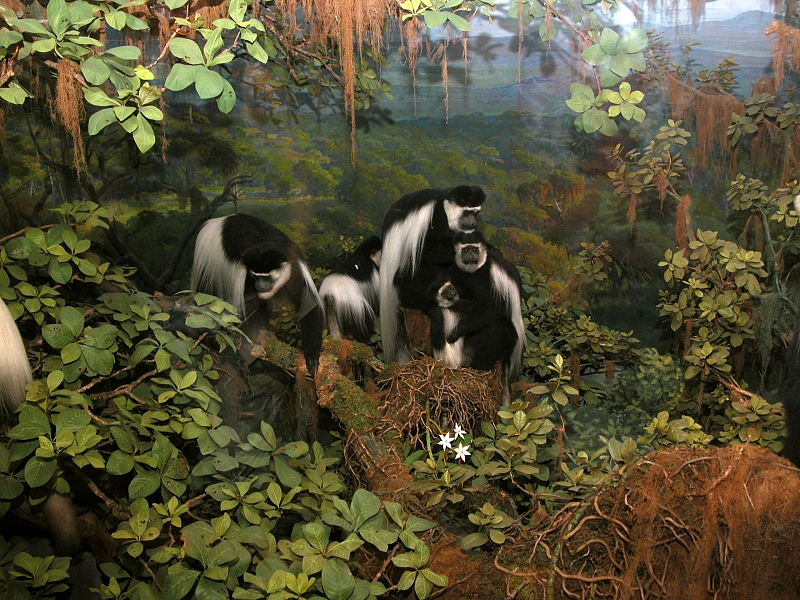
Dioráma az afrikai emlősök csarnokában
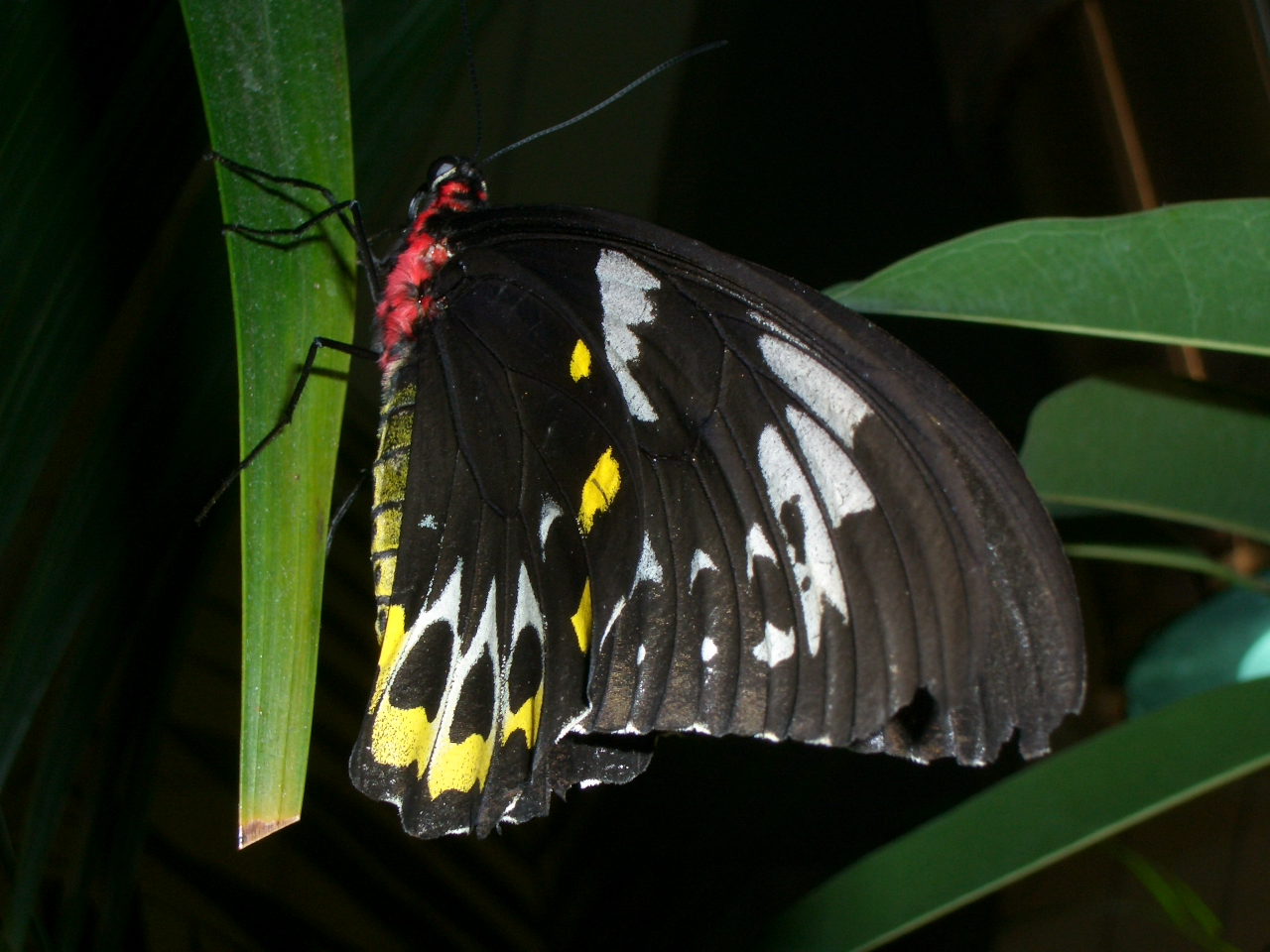
A pillangóház
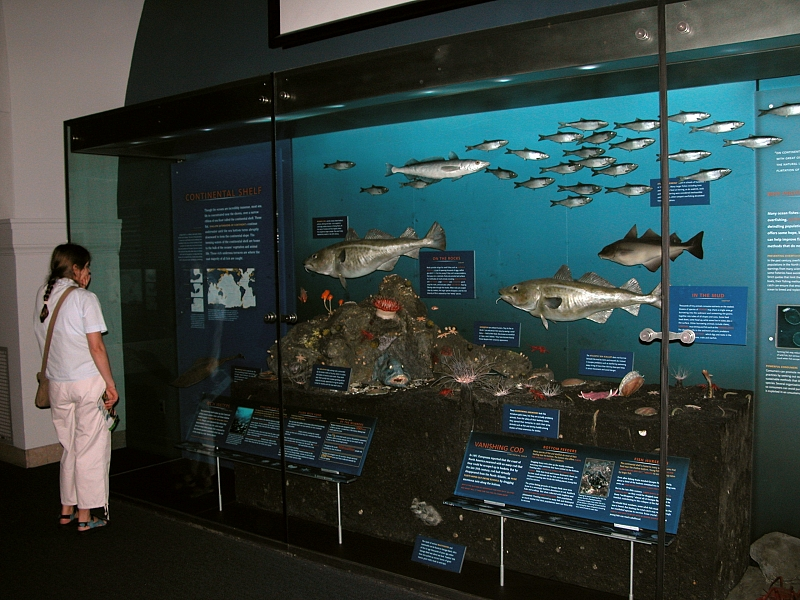
Vitrin az óceáni élet csarnokában
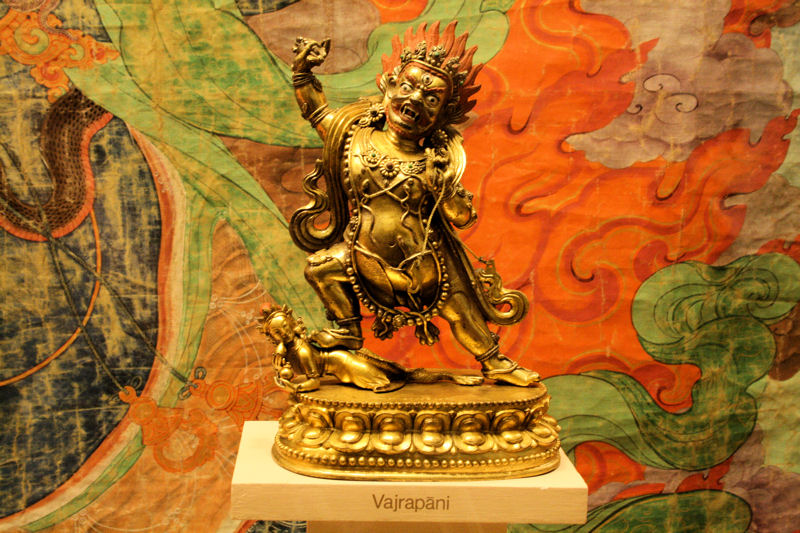
Tibeti Vadzsrapáni szobor
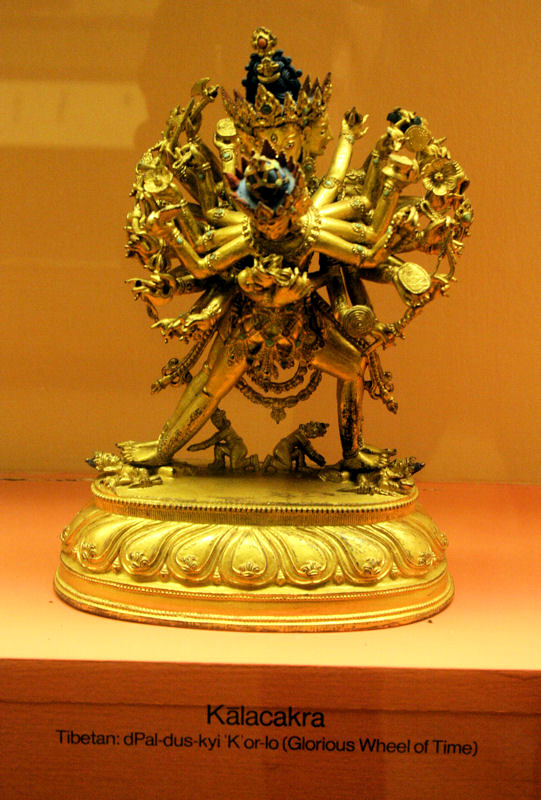
Tibeti kálacsakra szobor
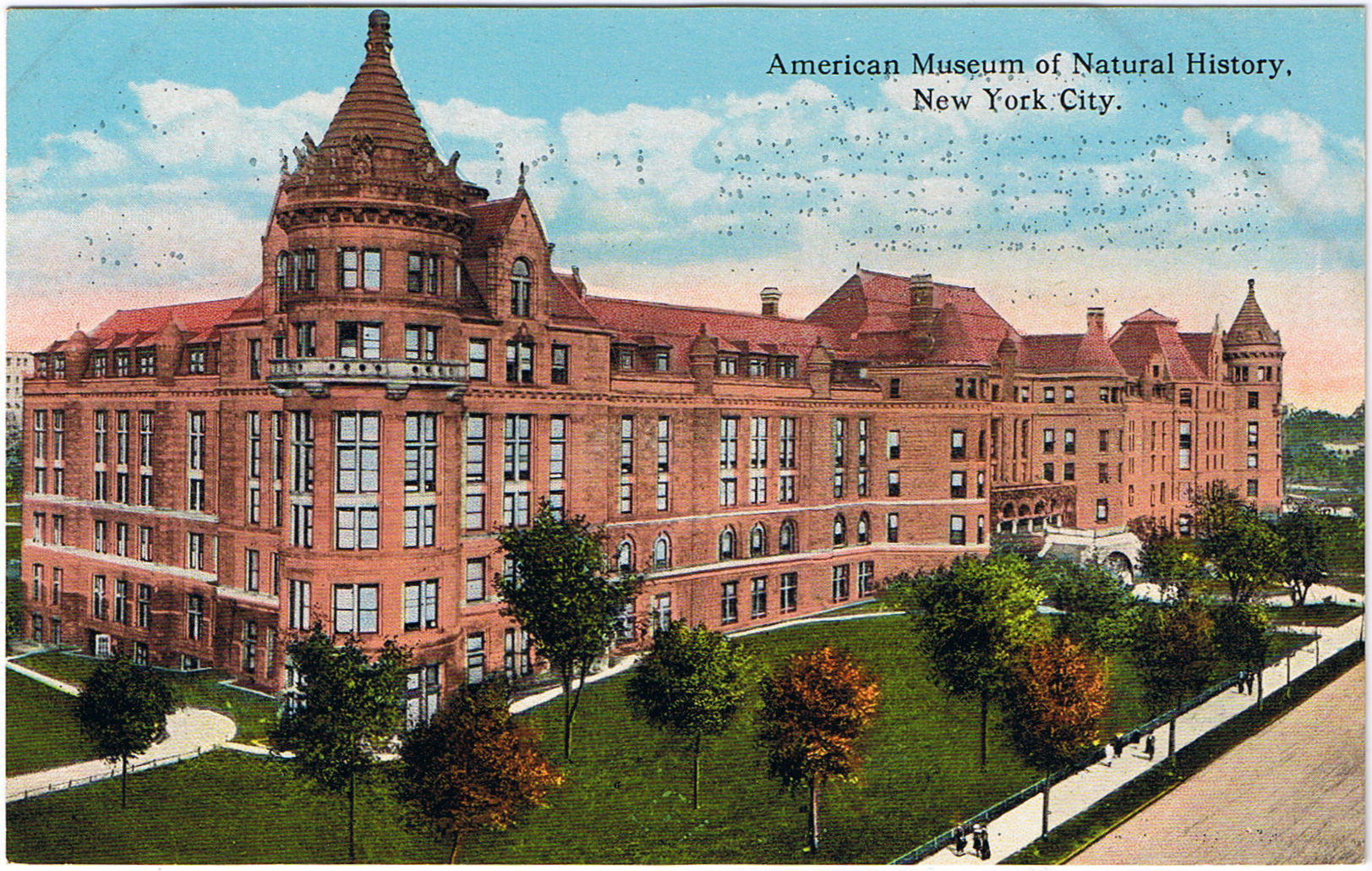
A múzeum déli oldala és nyugati homlokzatának egy része az 1920-as években
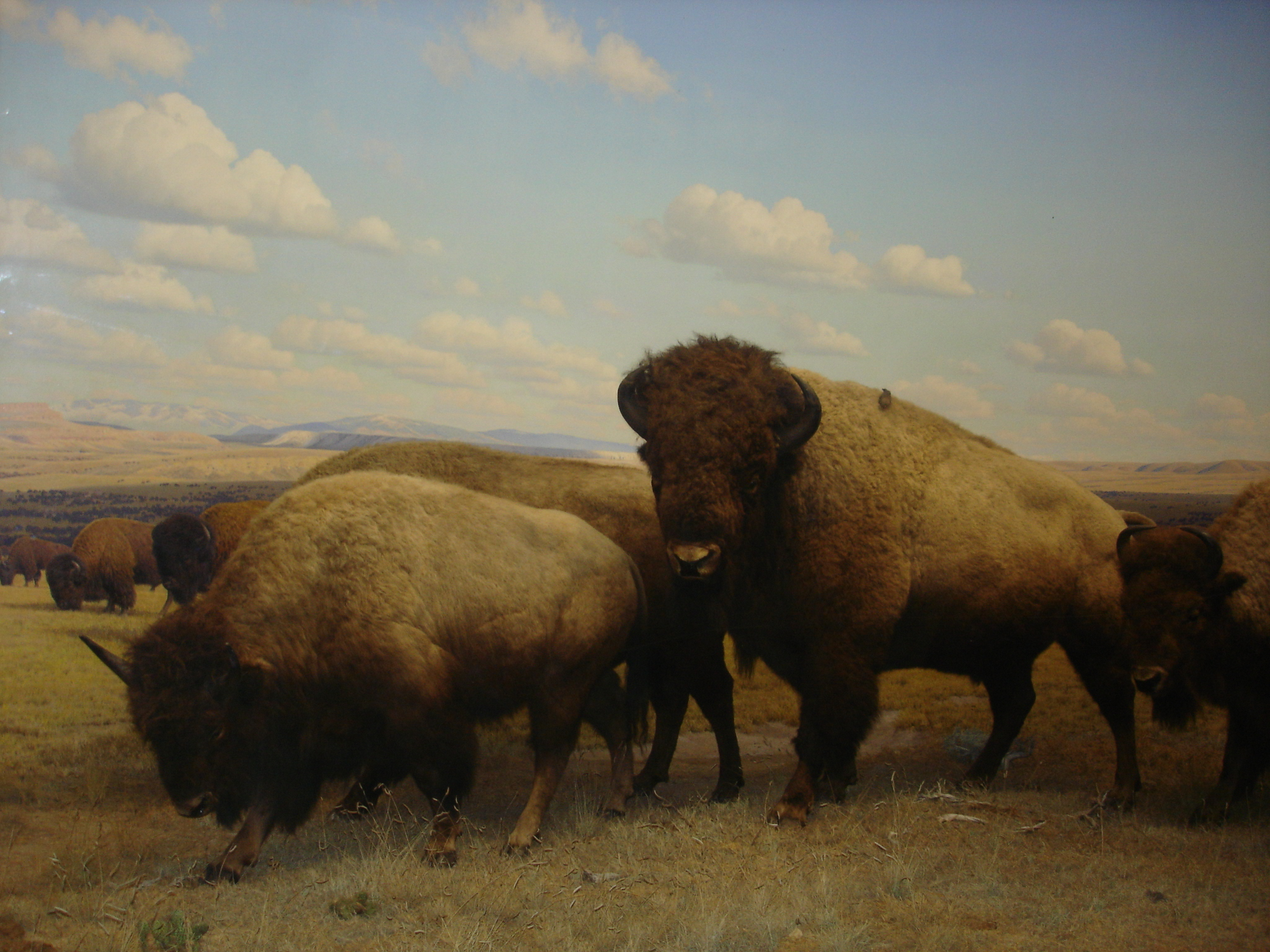
Az amerikai bölényt bemutató dioráma
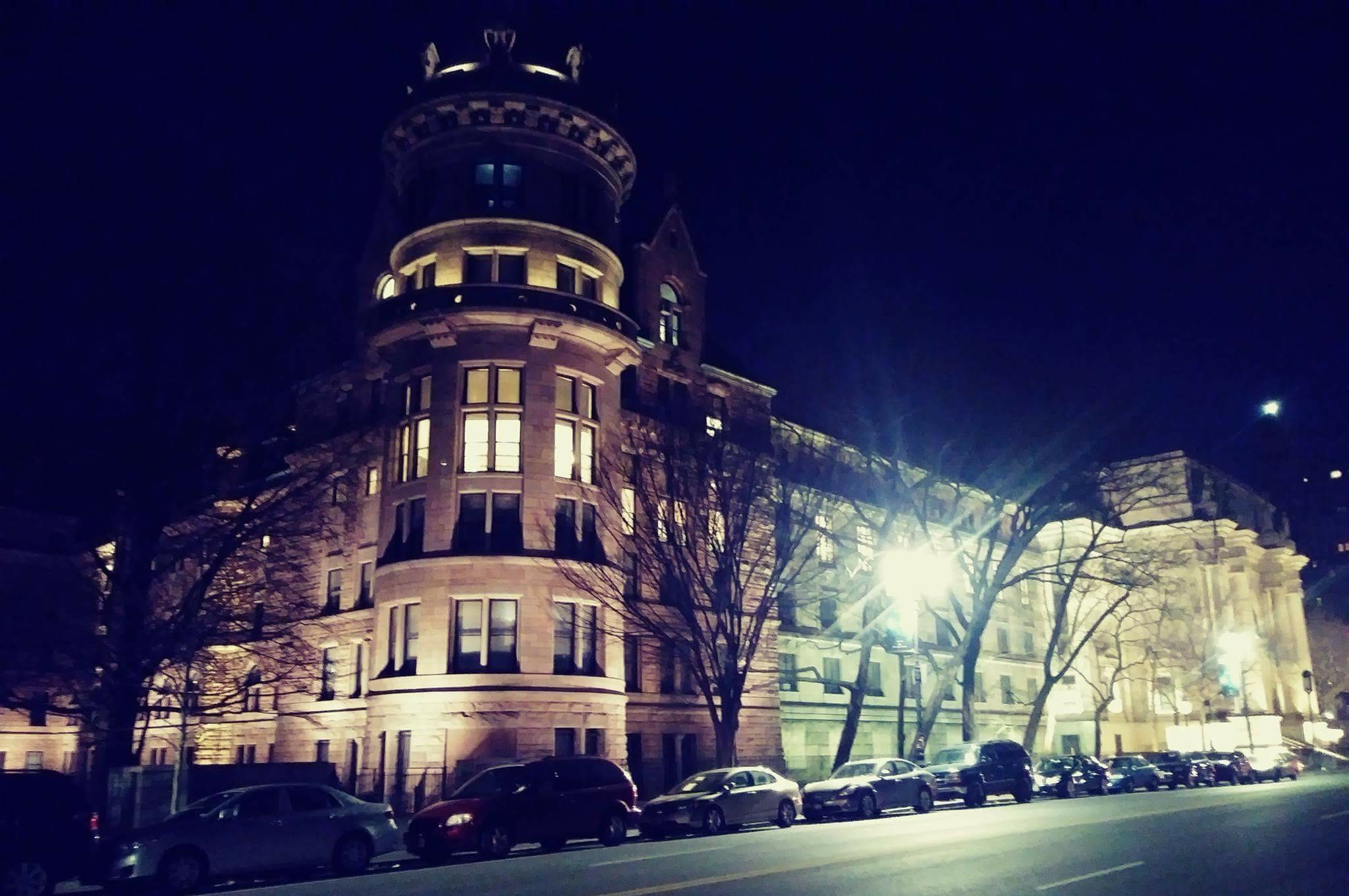
A múzeum éjszaka, a Central Park felől nézve

## Fordítás
- Ez a szócikk részben vagy egészben  az   American Museum of Natural History című angol Wikipédia-szócikk ezen változatának fordításán alapul.  Az eredeti cikk szerkesztőit annak laptörténete sorolja fel. Ez a jelzés csupán a megfogalmazás eredetét és a szerzői jogokat jelzi, nem szolgál a cikkben szereplő információk forrásmegjelöléseként.